# Вологда
Во́логда — город в России, административный, культурный, транспортный и научный центр Вологодской области, центр Вологодского муниципального округа, в который не входит, обладая статусом города областного значения и образуя городской округ город Вологда.
Вологда расположена в 450 км от Москвы и 650 км от Санкт-Петербурга. Население города — ↘311 476 чел. (2025). Население городского округа вместе с селом Молочным — 320 566 чел. Площадь равна 116 км².
Входит в число городов, обладающих особо ценным историческим наследием: на территории города выявлено 224 памятника истории, архитектуры, культуры; 128 из них взяты под охрану государством. Вологда является одним из крупнейших городов севера России.
Дата основания неизвестна, первое упоминание в летописи приходится на 1147 год.

## Этимология
Название города — от гидронима Вологда. Основная версия происхождения гидронима касается финно-угорских корней этого слова. Впервые её выдвинули финские филологи И. Ю. Миккола и Яло Калима в начале XX века, к этой же теории склоняется и отечественный филолог Ю. И. Чайкина. Согласно этой версии, слово «Вологда» — вепсского происхождения. Древневепсское valgeda (совр. vauged «белый») при обычной в прошлом передаче -al- между согласными через русское «-оло-» привело к образованию слова «Вологда» — «река с белой (прозрачной, чистой) водой». Тем не менее возможно и более древнее происхождение: известны и другие финно-угорские названия двинского бассейна на «-егда», «-огда» (Вычегда, Керогда) и названия с основой «вол-» (Волонга, Волома, Волюга, Волохтома), что не позволяет считать название окончательно понятым.
Версии славянского происхождения названия чаще всего связывают с происхождением от слова «волок». Эта версия, однако, не имеет серьёзной поддержки в науке и представлена в основном в публицистике и художественной литературе — в частности, в произведении В. А. Гиляровского «Мои скитания».

## География
Вологда расположена на севере европейской части России в юго-западном углу Сухонской впадины. К юго-западу от города расположена Вологодская возвышенность.
Высота центра города над уровнем моря — 120 метров. Протяжённость города с запада на восток — 16,2 км, с севера на юг — 10,4 км.
Город расположен на обоих берегах реки Вологды. Помимо этой реки, на территории города протекает несколько десятков других рек, впадающих в реку Вологду, в частности, Золотуха и Шограш. Некоторые малые реки на территории города забраны в трубы — например, Чернавка и Копанка.
Приблизительно 10 000 лет назад на территории Вологодской области был ледник, при сходе которого образовался холмистый ландшафт. Итогом таяния ледника стало Кубенское озеро. В Вологде существует также большое количество прудов и озёр.

### Часовой пояс
Вологда находится в часовой зоне МСК (московское время). Смещение применяемого времени относительно UTC составляет +3:00.
В соответствии с применяемым временем и географической долготой средний солнечный полдень в Вологде наступает в 12:20.

### Экология
Уровень загрязнения воздуха — повышенный. Основным источником загрязнения атмосферы в Вологде является автомобильный транспорт, на долю которого приходится более 80 % выбросов по городу. К наиболее крупным стационарным источникам относятся предприятия теплоэнергетики — МУП «Вологдагортеплосеть», Главное управление ОАО «ТГК‐2» по Вологодской области (Вологодская ТЭЦ), строительной отрасли — ОАО «Агростройконструкция», машиностроительного комплекса — АО «Вологодский оптико‐механический завод», ЗАО «Вологодский подшипниковый завод»:14.
Поверхностные воды отличаются повышенным содержанием органических веществ гумусного происхождения. Основными ингредиентами, влияющими на уровень загрязнения рек, являются вещества, повышенное содержание которых определяют природные факторы: медь, цинк, железо, ХПК. Антропогенная составляющая наиболее чётко прослеживается на водотоках, поступление сточных вод в которые значительно превышает естественный их сток:22. Характеристика качества поверхностных вод показывает, что ни в одном из створов в черте города и его окрестностях степень загрязнённости воды нельзя оценить как допустимую.
Среднегодовая концентрация суммарной бета‐активности аэрозолей приземной атмосферы в Вологде в 2010 году составила 6,1 × 10-5 Бк/м3, что в 2,6 раза ниже средневзвешенной по территории России объёмной суммарной бета-активности радионуклидов в воздухе приземного слоя атмосферы за 2010 год:95
Согласно данным Главной геофизической обсерватории им. А. И. Воейкова по состоянию на 01.01.2020 г. среднегодовые концентрации загрязняющих веществ следующие:
- взвешенные вещества — 0,5 ПДК[16];
- диоксид азота — 0,6 ПДК[17];
- бенз(а)пирен — 0,5 ПДК[18];
- формальдегид — 0,4 ПДК[19].

Качество атмосферного воздуха в городе (согласно РД 52.04.667-2005): 2017—2019 годы — сохраняется низкий уровень загрязнения.
Территория города расположена на почвах дерново-среднеподзолистых, дерново — подзолистых окультуренных, болотных и пойменных дерновых:46-47. Такие почвы отличаются малым содержанием гумуса и, следовательно, невысоким плодородием.
Общая масса отходов города составляет 207 тыс. тонн, причём чуть больше 1/4 этих отходов являются опасными:79.

### Климат
Вологда расположена в зоне умеренно континентального климата, который формируется в условиях малого количества солнечной радиации зимой, под воздействием северных морей и интенсивного западного переноса, со сравнительно тёплым коротким летом и продолжительной холодной зимой. Погода неустойчива: зимой наблюдаются оттепели, весной возможны сильные морозы. Вынос тёплого морского воздуха, связанный с прохождением циклонов из Атлантики, и частые вторжения арктического воздуха с Северного Ледовитого океана придают погоде большую неустойчивость в течение всего года:9.
Зима в городе долгая и умеренно холодная, длится пять с половиной месяцев. Весна и осень прохладные, лето умеренно тёплое, наиболее холодный месяц— январь, наиболее тёплый месяц — июль. Осадков выпадает больше летом и осенью, в виде дождя.
- Среднегодовая температура — +2,7 C°
- Среднегодовая скорость ветра — 3,0 м/с
- Среднегодовая влажность воздуха — 80 %

| Показатель                                | Янв.  | Фев.  | Март  | Апр.  | Май  | Июнь | Июль | Авг. | Сен. | Окт. | Нояб. | Дек.  | Год   |
| ----------------------------------------- | ----- | ----- | ----- | ----- | ---- | ---- | ---- | ---- | ---- | ---- | ----- | ----- | ----- |
| Абсолютный максимум, °C                   | 5,3   | 5,6   | 16,4  | 26,8  | 30,6 | 33,1 | 34,5 | 36,4 | 28,8 | 22,8 | 10,7  | 8,5   | 36,4  |
| Средний суточный максимум, °C             | −7,2  | −6    | 0,5   | 9,0   | 16,9 | 20,9 | 23,4 | 20,3 | 14,1 | 6,7  | −1,5  | −5,4  | 7,6   |
| Средняя температура, °C                   | −10,7 | −10   | −4    | 3,5   | 10,6 | 15,1 | 17,5 | 14,7 | 9,3  | 3,4  | −3,9  | −8,4  | 3,1   |
| Средний суточный минимум, °C              | −14,5 | −13,9 | −8,2  | −1    | 4,8  | 9,5  | 12,0 | 9,8  | 5,6  | 0,7  | −6,5  | −11,7 | −1,1  |
| Абсолютный минимум, °C                    | −47,1 | −43,2 | −34,6 | −25,6 | −9,1 | −3,1 | 1,2  | −1,4 | −8,6 | −20  | −34,1 | −45,2 | −47,1 |
| Норма осадков, мм                         | 35    | 28    | 26    | 31    | 41   | 68   | 75   | 76   | 56   | 50   | 42    | 39    | 566   |
| Источник: Climatebase.ru, Погода и климат |       |       |       |       |      |      |      |      |      |      |       |       |       |

| Показатель                        | Янв.  | Фев.  | Март | Апр. | Май  | Июнь | Июль | Авг. | Сен. | Окт. | Нояб. | Дек. | Год  |
| --------------------------------- | ----- | ----- | ---- | ---- | ---- | ---- | ---- | ---- | ---- | ---- | ----- | ---- | ---- |
| Средний суточный максимум, °C     | −8,4  | −8,2  | −0,6 | 8,1  | 17,1 | 19,8 | 24,4 | 21,2 | 14,9 | 6,3  | −0,7  | −5,2 | 7,4  |
| Средняя температура, °C           | −9    | −10,8 | −4,9 | 3,3  | 11,5 | 14,6 | 18,8 | 16,1 | 11,0 | 4,0  | −1,2  | −6,8 | 3,9  |
| Средний суточный минимум, °C      | −12,5 | −12,5 | −9,1 | −1,6 | 5,7  | 9,5  | 13,3 | 10,8 | 7,2  | 1,2  | −2,8  | −9,3 | −0,0 |
| Источник: www.weatheronline.co.uk |       |       |      |      |      |      |      |      |      |      |       |      |      |

### Гидрография
Вологда расположена на обоих берегах одноимённой реки. В городской черте в неё впадают реки Тошня (служит западной границей города), Пудежка, Золотуха, Шограш. Так же в городе и окрестностях имеется много мелких рек, таких, как Шолда и Лоста, Евковка. Через реку Вологду в черте города построено два автомобильных (Мост 800-летия и Октябрьский мост) и один пешеходный мост (Красный мост).

## История

### Дата основания Вологды

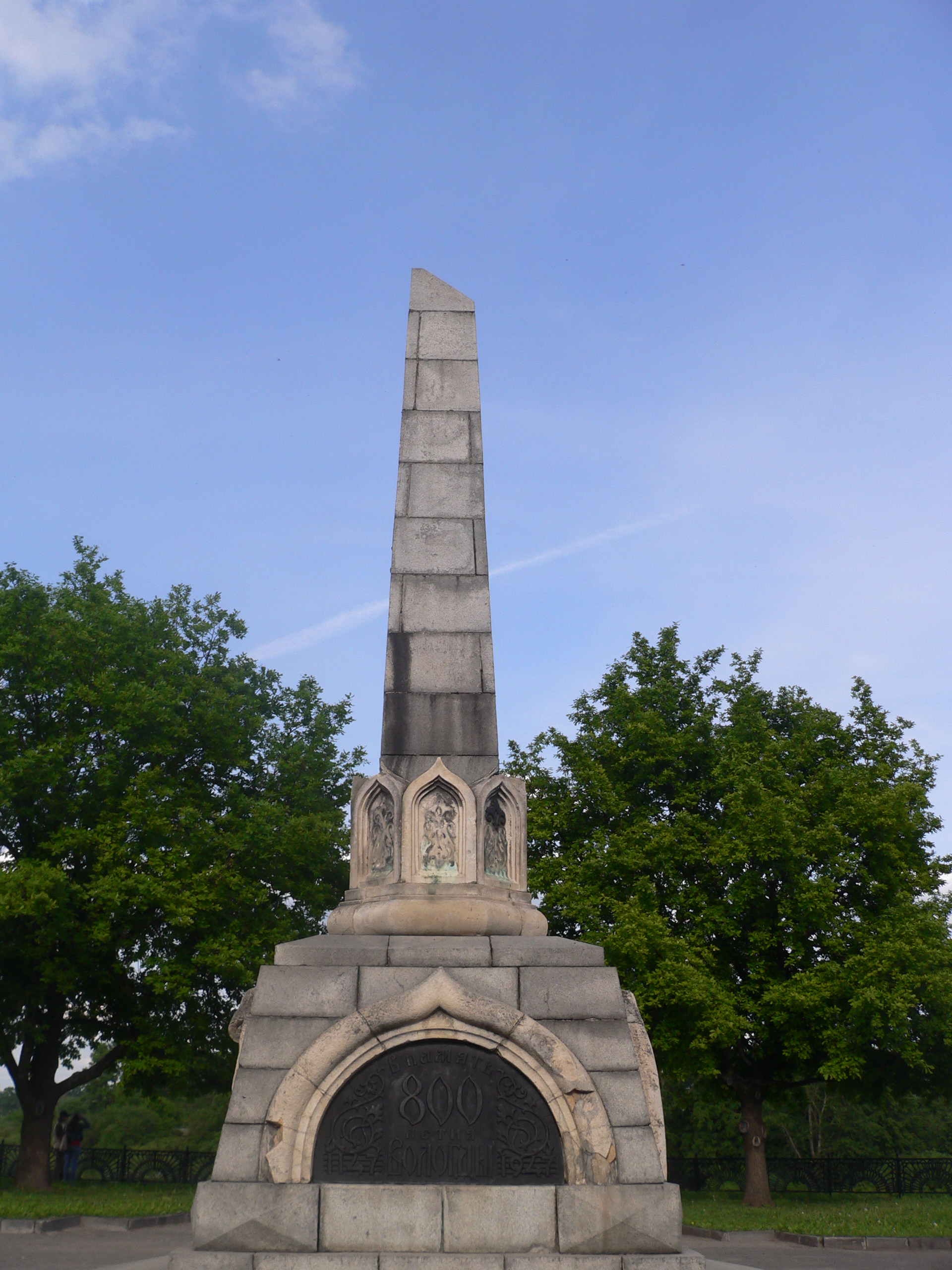
Памятник 800-летию Вологды на Ленивой площадке. Скульпторы Г. и Т. Контаревы, 1959 год

Официальным годом основания Вологды считается 1147 год. Эта версия основана на «Повести о чудесах Герасима Вологодского» 1666 года и «Летописце» Ивана Слободского 1716 года. Оба источника являются вторичными и заимствуют из более ранних сводов. Они повествуют о приходе монаха Герасима на реку Вологду и основании им на Кайсаровом ручье (впадает в Вологду) Троицкого монастыря «расстоянием на полпоприща» (800 метров) от Ленивой площадки. Сторонники официальной даты основания считают, что Вологда существовала уже в XII веке как поселение, но ещё не была укреплённым городом и не имела детинца.
Однако многие историки и археологи высказывают сомнения относительно официальной даты. Они отмечают не только позднее и вторичное происхождение «Повести о чудесах Герасима Вологодского» и «Летописца» Ивана Слободского, но и данные археологических раскопок, которые не фиксируют Вологодское городище раньше XIII века. Основание Герасимом монастыря в 1147 году также не вписывается в общую картину монастырского строительства в окрестных территориях, которое началось лишь в XIII веке.
Поэтому скептики больше склоняются к тому, что Вологда была основана в середине XIII века, а именно — в 1264 году; именно тогда она впервые упомянута в письменных источниках: в договоре Новгорода с великим князем волость Вологда фигурирует в перечне новгородских окраинных владений. Следующее письменное упоминание Вологды относится к 1273 году, когда на город напал тверской князь Святослав Ярославич.
1320—1340 годами датируется первая найденная в Вологде берестяная грамота.

### Вологда в древности
До конца XIV века Вологда находилась в подчинении Новгородской республики. Однако с конца XIII века, ввиду своего выгодного географического положения на перекрёстке водных путей, город неоднократно становился объектом междоусобных войн Новгорода, тверских и московских князей. С этих пор принадлежность города к Новгороду не была стабильной и постоянно являлась предметом переговоров с великими князьями, хотя в Новгородских грамотах Вологда фигурировала вплоть до 1456 года. Так в 1304—1305 годах великому князю Михаилу Ярославичу на короткое время даже удалось поставить своего наместника в городе:34. В 1368 году Вологду захватил московский князь Дмитрий Донской, после чего в городе видимо устанавливается дуумвират новгородского и московского наместников. Заметным форпостом влияния Москвы в Вологде вскоре стал Спасо-Прилуцкий монастырь, основанный в 1371 году в 4 км от города Димитрием Прилуцким и ставший первым общежительным монастырём на Русском Севере.
В 1397 году московский князь Василий I военным путём фактически присоединил Вологду к своим владениям. Однако и после этого город не раз подвергался нападению новгородцев, и был одним из объектов борьбы в период Междоусобной войны 1425—1453 гг. По прошествии нескольких месяцев после поражения от Дмитрия Шемяки, Василий II Тёмный с женой и детьми был отпущен «из поимания». 15 сентября 1446 года Шемяка пожаловал Василию в удел Вологду. Тем самым Василий II стал первым вологодским князем:38. Отсюда он направился в Кирилло-Белозерский монастырь, где игуменом Трифоном в 1447 году был освобождён от крестного целования не претендовать на московский престол, после чего вновь продолжил борьбу с Дмитрием Шемякой. В 1450 году Вологда подверглась осаде войсками Дмитрия Шемяки, которые, по легенде, не смогли взять город благодаря чудесному заступничеству Димитрия Прилуцкого и двух юношей в белых одеяниях («белоризцев»), которые перебили осаждавших.

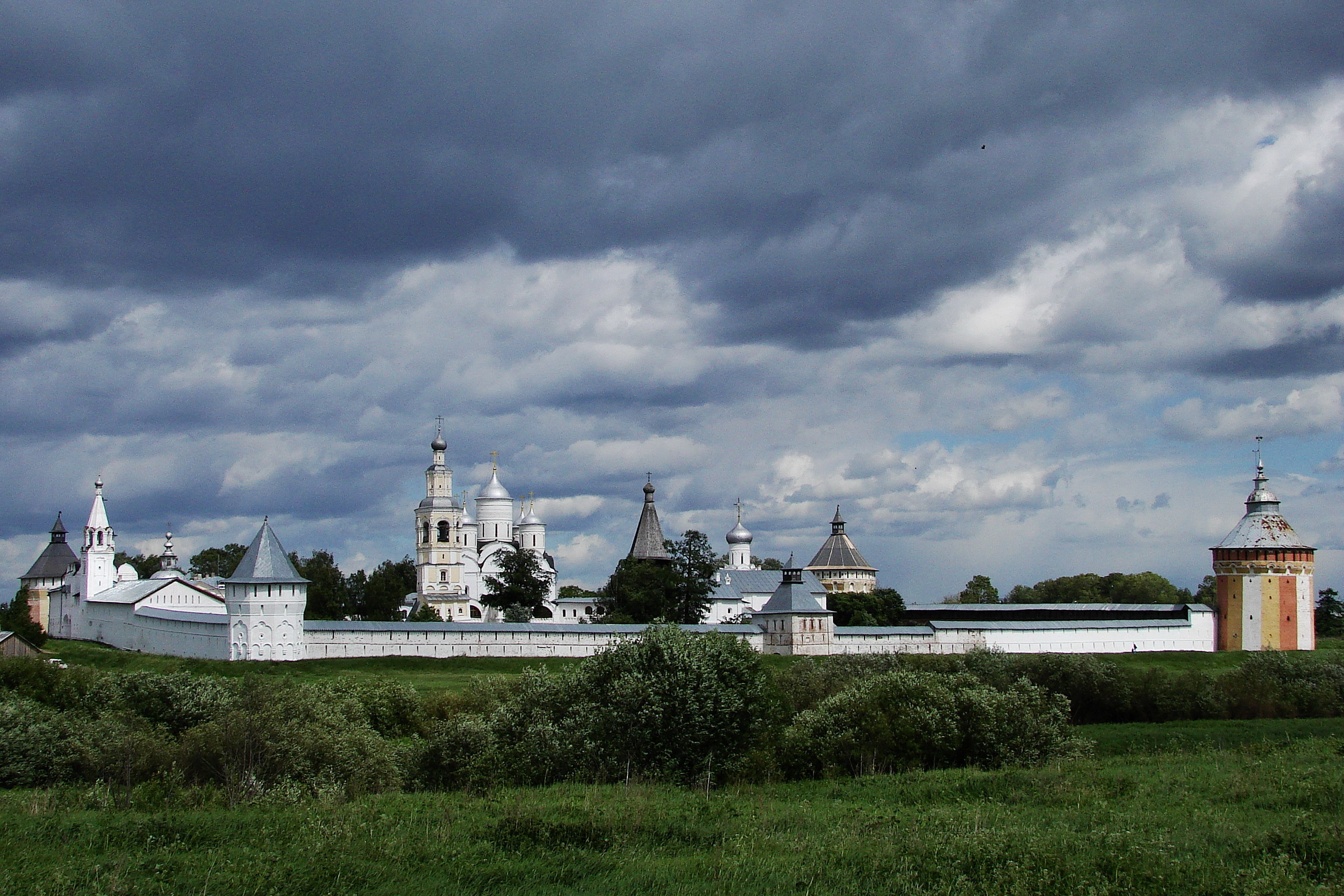
Спасо-Прилуцкий монастырь — первый общежительный монастырь на Русском Севере
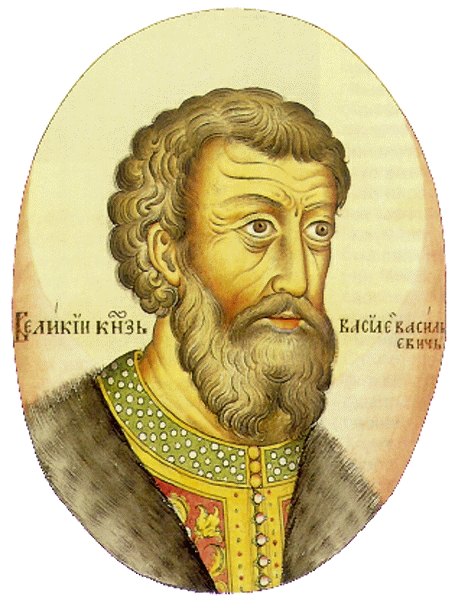
Василий II Тёмный — первый вологодский князь
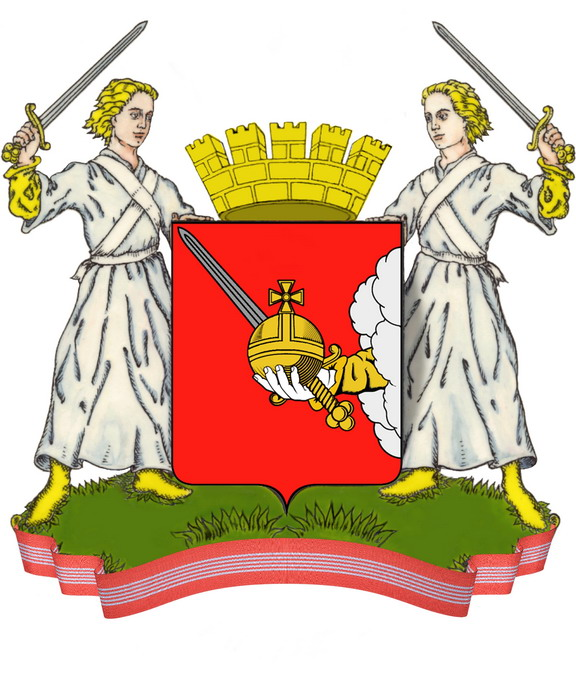
Белоризцы, спасшие согласно легенде осаждённый город, сегодня украшают Большой герб Вологды

После смерти Василия II Вологда в 1462 году переходит в удел его сыну Андрею Меньшому и вновь становится центром Вологодского удельного княжества.
При Иване III Вологда становится местом сбора войск во время военных походов, хранения казны и хлебных запасов, а также ссылки. В конце XV — начале XVI века в качестве ссыльных в Вологде побывали казанский хан Алегам, крымский хан Айдер, литовский гетман Константин Острожский, сыновья Андрея Большого княжичи углицкие Иван и Дмитрий:40-42.
При Иване III была проложена дорога от Ярославля до Вологды.
В 1481 году после смерти князя Андрея, не оставившего наследников, Вологда как выморочный удел переходит великому князю Ивану III, преобразуется в Вологодский уезд и окончательно закрепляется за Московским княжеством:39.

### Вологда при Иване IV Грозном
В период правления царя Ивана IV Вологда становится одним из важнейших транзитных центров во внешней торговле России с Англией, Голландией и другими западными странами по Северодвинскому пути и в торговле с Сибирью по Сухоне и Вычегде. В городе на берегу реки был построен государев кладовой двор. В 1555 году англичане открыли в Вологде свою торговую контору, а первым русским послом, направленным в Англию для переговоров, стал вологжанин Осип Непея.
В 1565 году Иван IV принимает решение превратить Вологду в столицу Опричнины и приказывает копать в городе рвы и строить каменный Вологодский кремль. Новая крепость, ограниченная с одной стороны рекой, а с другой — пределами современных улиц Ленинградской, Октябрьской и Мира (река Золотуха), по замыслу царя должна была быть в 2,1 раза крупнее Московского кремля. Закладка крепости началась при личном присутствии царя 28 апреля 1566 года в день святых апостолов Иасона (Насона) и Сосипатра, в связи с чем территория крепости, расположенная в новом от исторической части Вологды месте, получила название «Насон-город».

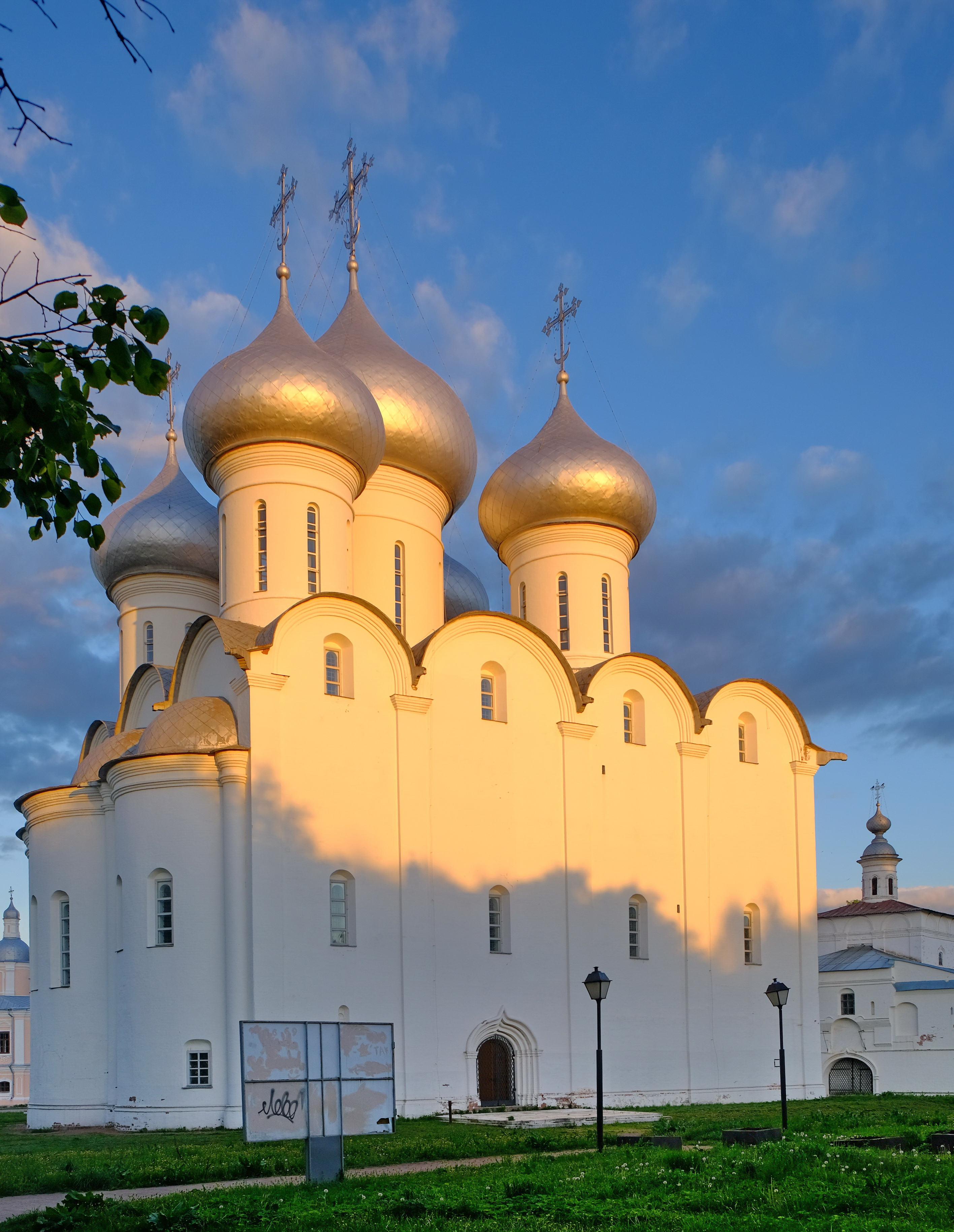
Софийский собор — первая каменная постройка города, главный собор Вологодского кремля
Пруд и вал в парке ВРЗ — остатки оборонительных сооружений кремля
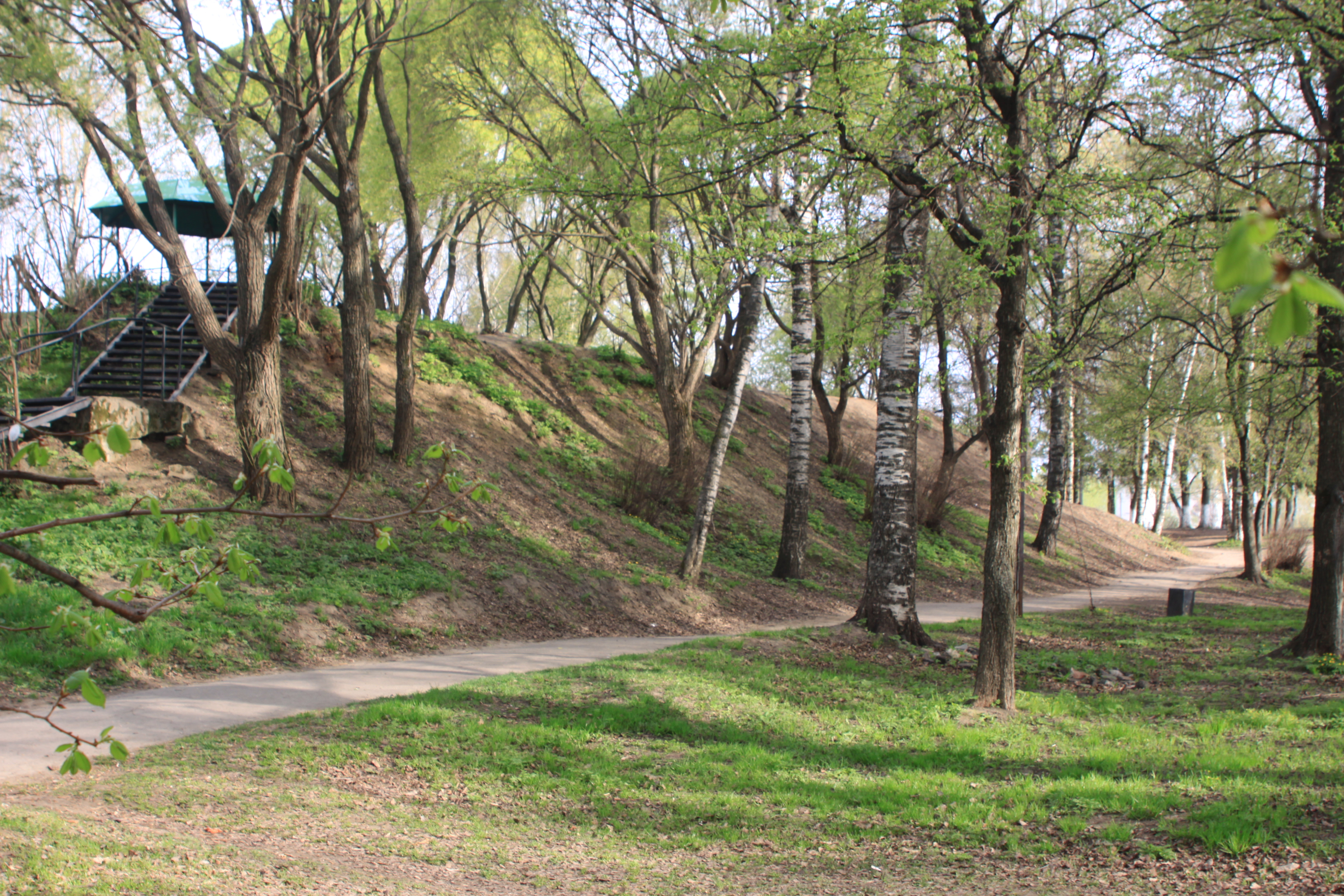
Остаток крепостного вала в парке ВРЗ
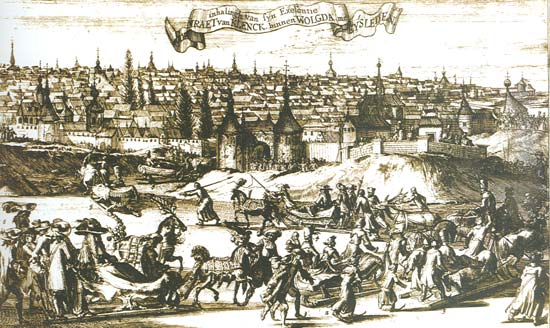
Вологодский кремль на голландской гравюре (1675 год)
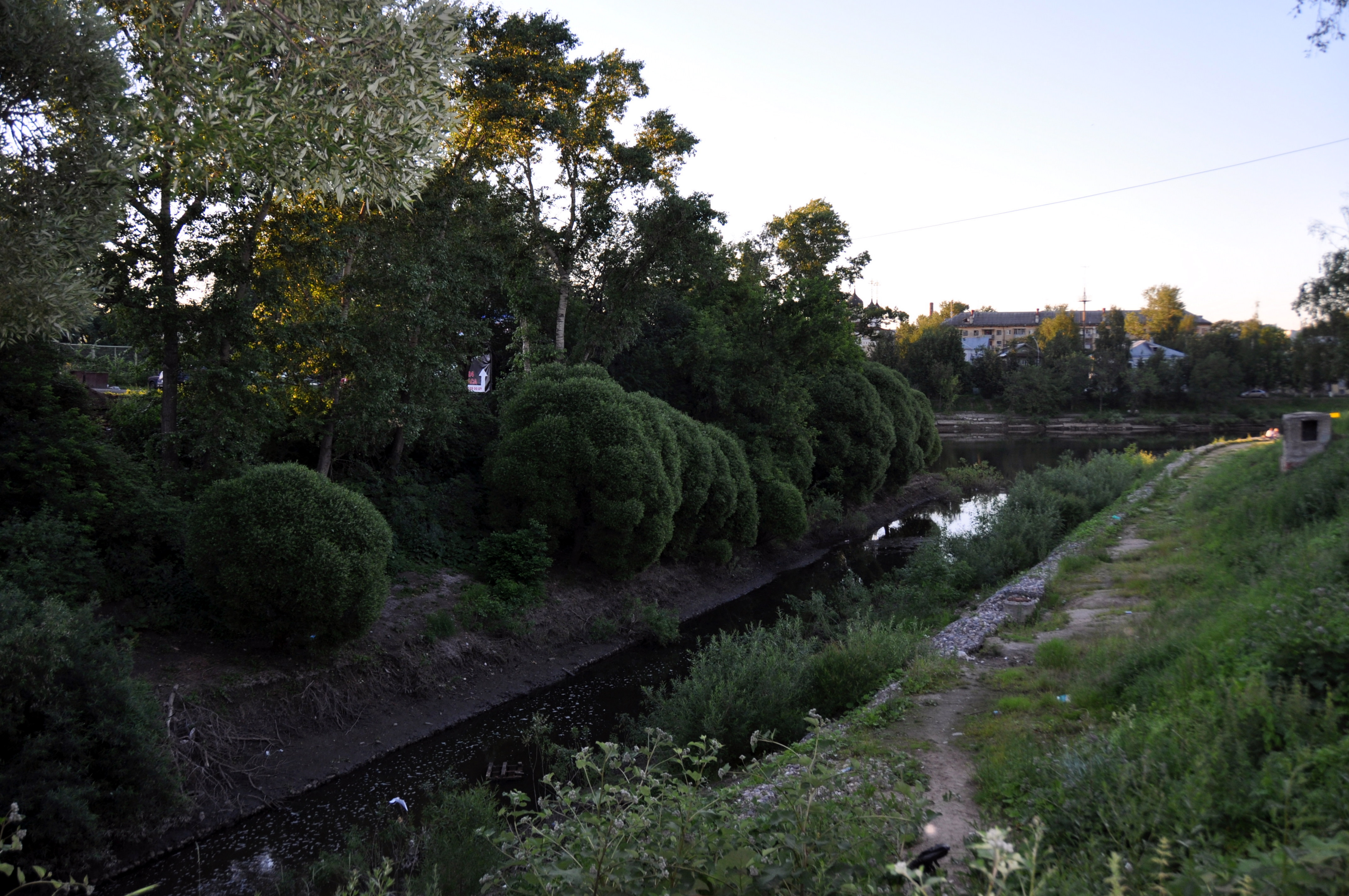
Река Золотуха — один из искусственных рвов Вологодского кремля

В 1568 году на территории крепости начато строительство нового кафедрального храма и первой каменной постройки Вологды — Софийского собора, сооружение которого продолжалось до 1570 года и осуществлялось по образцу Успенского собора Московского кремля с целью придать северной резиденции царя столичный облик. Все строительные работы проводились под личным наблюдением царя, неоднократно останавливавшегося в Вологде. Всего на постройке собора и Вологодской крепости было занято до 10 тысяч человек.
В 1571 году Вологда становится центром Вологодско-Пермской епархии и местом пребывания епископов Вологодских и Великопермских. Епархия была образована ещё в 1492 году с кафедрой в далёком пермском селении Усть-Вымь. Тем самым, наряду с торговым и военно-политическим возвышением, произошло усиление Вологды и в церковных делах.

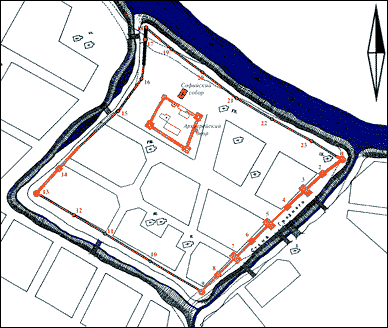
Схематический план Вологодского кремля. Реконструкция Н. В. Фалина

В том же 1571 году Иван IV неожиданно прекращает строительные работы в Вологде и навсегда покидает её. В качестве возможных причин историки выделяют упразднение Опричнины (а, следовательно, и её центра), набег крымского хана Девлет Гирея на Москву, эпидемию «моровой язвы»:54. Существует также легенда, что при очередном посещении Софийского собора из его кровли на голову Ивану IV упал камень (или кусок штукатурки), что царь воспринял как дурной знак. В подтверждение этой легенды приводится факт того, что Софийский собор, который Иван IV даже хотел разобрать, так и не был освящён в его правление. Само освящение собора состоялось только при его сыне Фёдоре Иоанновиче в 1587 году. А участки недостроенной крепости, которые позднее в XVII веке ненадолго укрепили деревянными стенами, простояли вплоть до начала XIX века, когда были разобраны городскими властями и местными жителями как материал для каменного строительства.

### Вологда в Смутное время
В Смутное время Вологда становится важным центром борьбы против интервентов. Несмотря на то, что первоначально летом 1608 года Вологда присягнула Лжедмитрию II, уже в конце ноября того же года в результате злоупотреблений и безграничных поборов новой администрации против его воеводы в городе происходит успешное восстание. Новая власть в Вологде поддержала правительство Василия Шуйского, установила связь с правительственными войсками других городов, а вологодское ополчение начало освобождение от «тушинцев» городов северной и центральной части страны (Кострома, Романов, Ярославль, Галич). Вологда становится оплотом освободительного движения на Севере и Поволжье. Тем не менее после свержения Василия Шуйского и установления Семибоярщины, вологжане присягают польскому королевичу Владиславу.
Тем не менее весной 1611 года Вологда активно участвовала в формировании Первого ополчения, а весной — летом 1612 года становится одним из важных центров формирования и сосредоточения ратных сил Второго ополчения К. Минина и Д. Пожарского. Летом 1612 года вологодские отряды под командованием П. И. Мансурова направились на освобождение Москвы от польско-литовского гарнизона, однако в самой Вологде не осталось достаточного контингента для защиты города. В результате 22 сентября 1612 года один из польско-литовских грабительских отрядов без труда овладел Вологдой, после чего город был сожжён, а многие жители — убиты или взяты в плен. Как свидетельствовал вологодский архиепископ Сильвестр, «разорители православной веры пришли на Вологду безвестно изгоном, город взяли, людей всяких посекли, церкви божии поругали, город и посады выжгли до основания».
В 1612 году, когда Москва была захвачена поляками, головная контора Московской компании была эвакуирована в Вологду. Ещё за четыре года до этого из-за осады Москвы в Вологде скопились иностранные купцы с товарами. Царь Василий велел организовать оборону города, к которой были привлечены эти же купцы.

### Вологда при Романовых

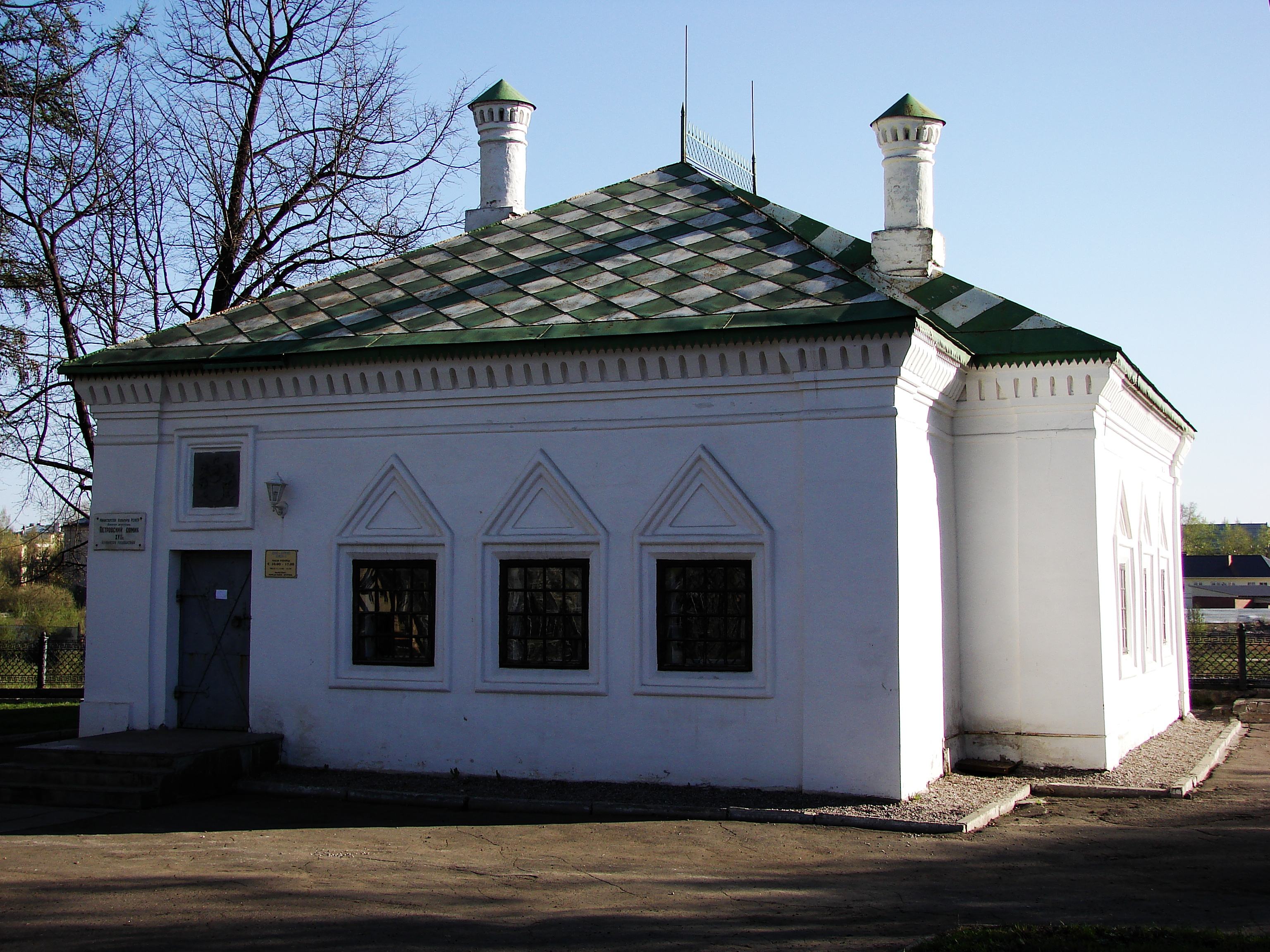
Домик Петра I

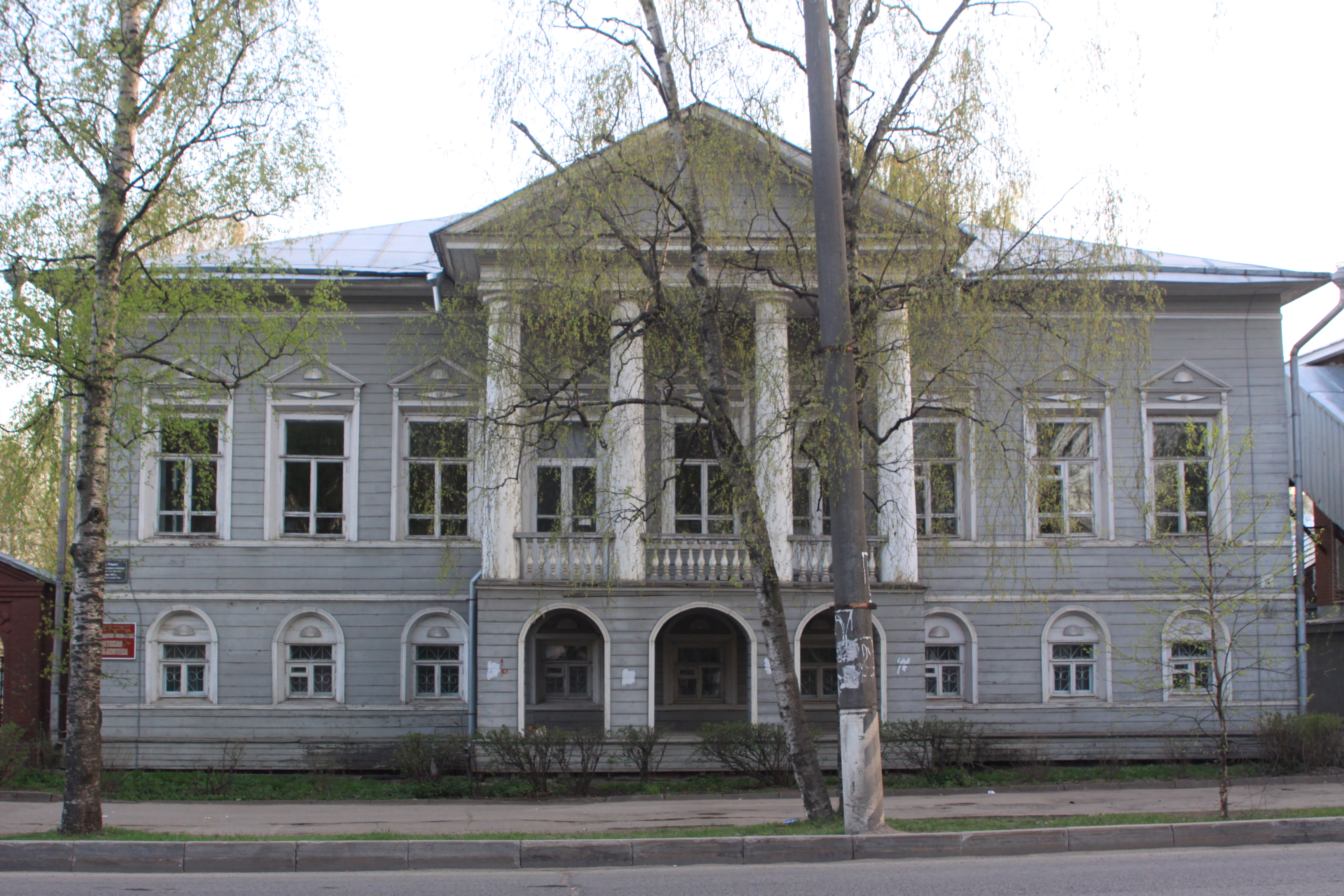
Характерный для XIX века дом в стиле деревянного классицизма

После окончания Смуты Вологда переживает новый расцвет: город активно восстанавливается, возвращаются беженцы, растёт численность населения, расцветают ремёсла, внутренняя и внешняя торговля, каменное строительство. В конце XVII века по численности дворов Вологда уступала лишь Москве и Ярославлю.
В 1675 году в Вологде иностранный доктор и аптекарь Пётр Понтан, работавший в Москве при царе Алексее Михайловиче, основал вторую (после Москвы) аптеку в России.
В годы правления Петра I Вологда, помимо своего торгово-ремесленного значения, становится крупной военной базой страны и судостроительным центром. Царь также планировал превратить Вологду в центр учебных плаваний создававшегося русского флота, которые он намеревался проводить на Кубенском озере (в 30 км от Вологды). Однако Кубенское озеро показалось царю неподходящим для этого. Сам Пётр I 5 раз (1692, 1693, 1694, 1702, 1724) останавливался в городе. Местом пребывания его в Вологде служил домик голландского купца И. Гоутмана, который в 1872 году был приобретён городскими властями, а в 1885 году превращён в Дом-музей Петра I.
Однако с основанием Санкт-Петербурга, открывшего морской путь в Европу через Балтийское море, значение Вологды как центра внешней торговли России резко упало. Кроме того, Вологда перестала быть административным центром: в 1708 году город был приписан к Архангельской губернии:19. А указом Петра 1722 года об ограничении торговли через Архангельск, Вологда и вовсе оказалась в стороне от торговых путей, запустела и превратилась в обычный провинциальный город.
Некоторое оживление наступило только при Екатерине II, которая 25 января 1780 года сделала Вологду центром особого Вологодского наместничества. Указом Павла I от 12 (23) декабря 1796 года Вологодское наместничество было переименовано в Вологодскую губернию. В свою очередь территория нынешней центральной части Вологды с конца XVIII века застраивается по плану губернского города, утверждённому в 1781 году.
1 января 1838 года вышел первый номер газеты «Вологодские губернские ведомости».
Новый экономический подъём города связан с запуском Мариинской и Северо-Двинской водных систем, пароходным движением по Сухоне и со строительством железнодорожной линии, связывавшей Вологду с Ярославлем и Москвой (1872), с Архангельском (1898), с Петербургом и Вяткой (1905).
В 1871 году голштинский предприниматель Ф. А. Буман открыл первый российский специализированный маслодельный завод в деревне Марфино Вологодского уезда, а в 1872 году — ещё один маслодельный завод в близлежащем селе Фоминское (13 км от Вологды). С тех пор Вологда становится центром маслодельной промышленности, а вологодское масло, технология изготовления которого была изобретена Н. В. Верещагиным и приобретена Ф. А. Буманом, — мировым брендом. В 1911 году усадьба Фоминское с маслозаводом Ф. А. Бумана была передана в казну, а на её базе был основан Вологодский молочный институт: тем самым Вологда превращается в один из крупнейших молочнохозяйственных центров страны.

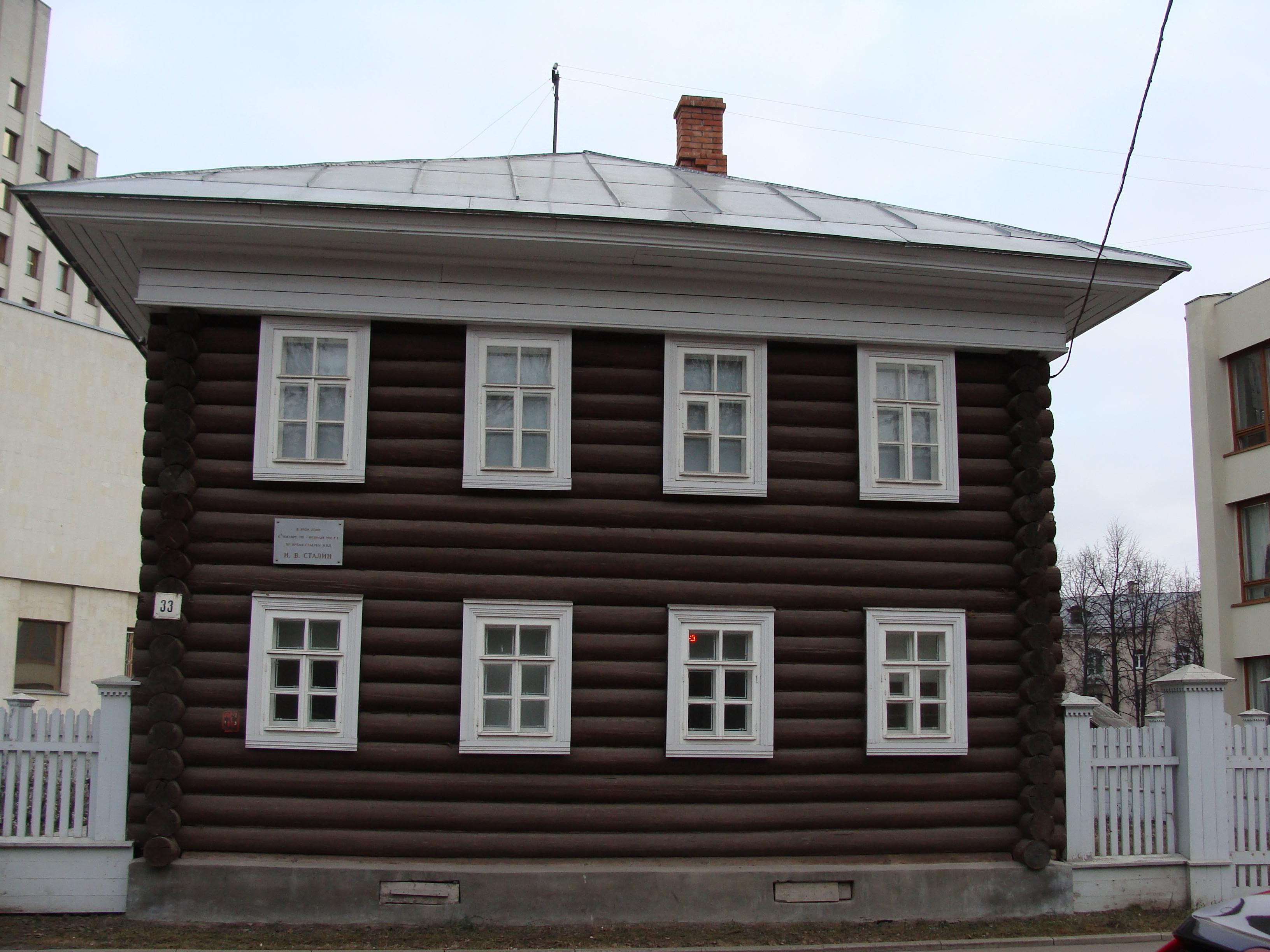
В этом доме в декабре 1911 — феврале 1912 гг. проживал И.В. Сталин, находясь в ссылке
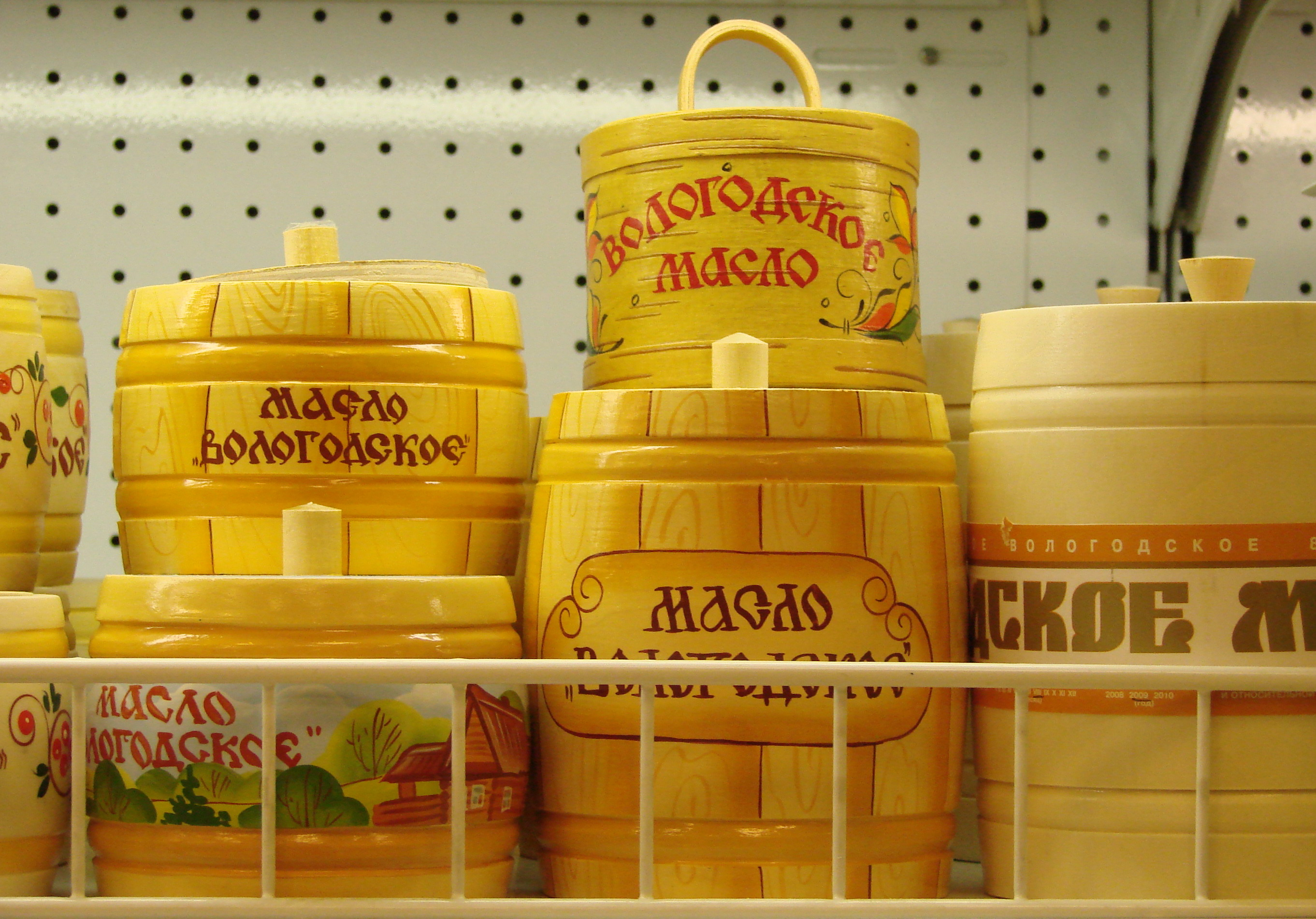
Вологодское масло — один из вологодских брендов
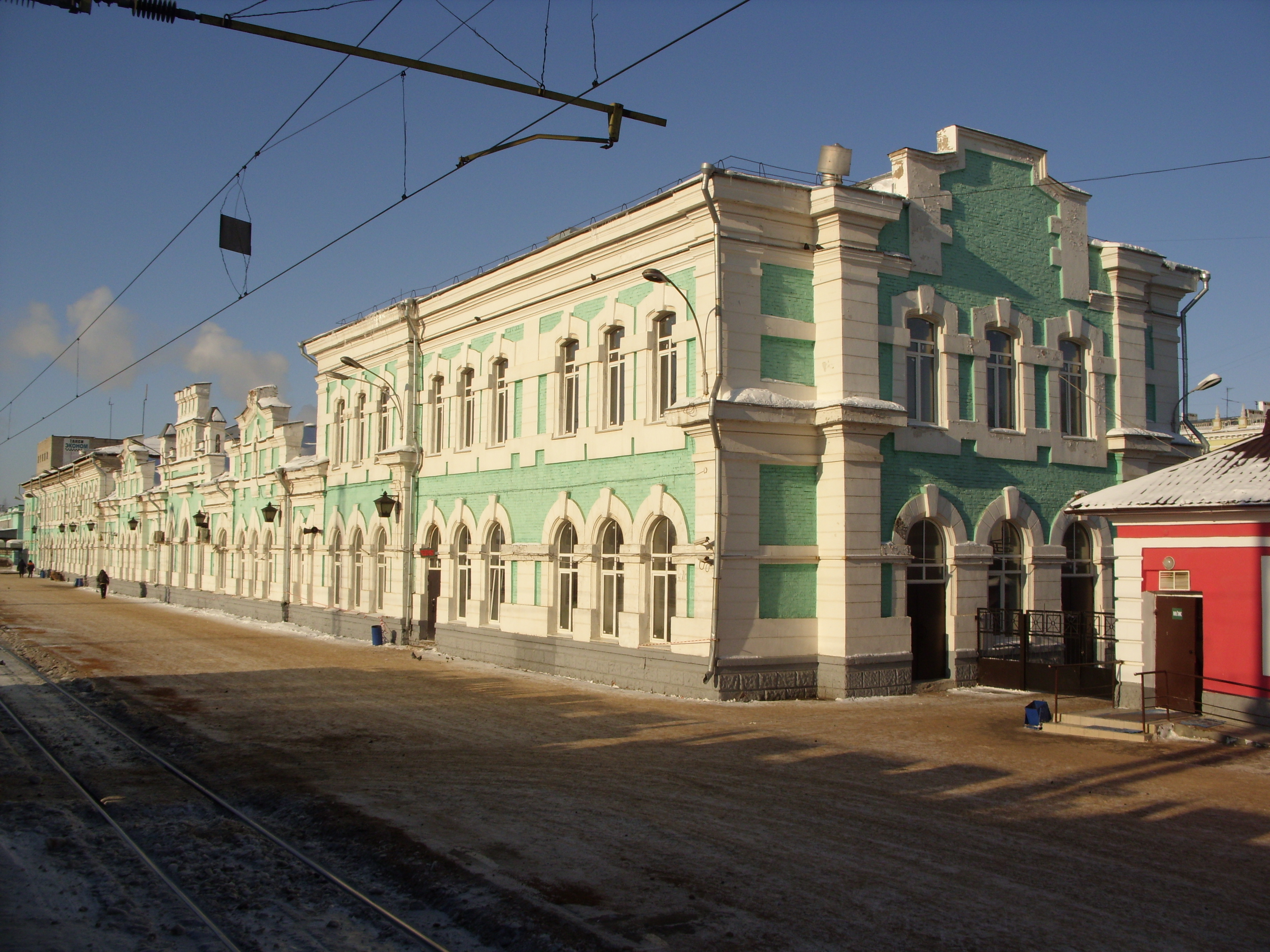
Железнодорожный вокзал Вологды. Построен в 1896 году

Кроме того, Вологда ещё с XV века являлась местом ссылки и в XIX веке получила прозвание «подстоличной Сибири». В конце XIX — начале XX века в городе в качестве ссыльных побывали И. В. Сталин, В. М. Молотов, Н. А. Бердяев, Б. В. Савинков, М. И. Ульянова, А. В. Луначарский, А. А. Богданов. По приблизительным подсчётам через вологодскую ссылку прошло в общей сложности около 10 тыс. человек. Однако даже большое количество ссыльных не способствовало активному развитию революционного движения в Вологде. В годы Первой русской революции наблюдался незначительный подъём революционной активности, закончившийся после беспорядков 1 мая 1906 года. После Февральской революции власть перешла к Вологодскому губернскому временному комитету. Прежняя администрация беспрепятственно сдала свои полномочия новой власти:139.

### Вологда при Советской власти
Советская власть в Вологде была установлена лишь в январе 1918 года, а вплоть до конца июня 1918 года продолжала действовать городская дума и управа:140,144. В феврале 1918 года Вологда на несколько месяцев становится «дипломатической столицей России»: из опасения захвата немецкими войсками Петрограда сюда эвакуируется порядка 11 посольств, консульств и миссий во главе с американским послом Дэвидом Р. Фрэнсисом. Под давлением большевиков, однако, 24 июля 1918 года дипломаты вынуждены были покинуть Вологду и через Архангельск отправиться на родину. В годы Гражданской войны Вологда стала местом расположения штаба VI Красной армии, которая противостояла Северной армии Евгения Миллера.

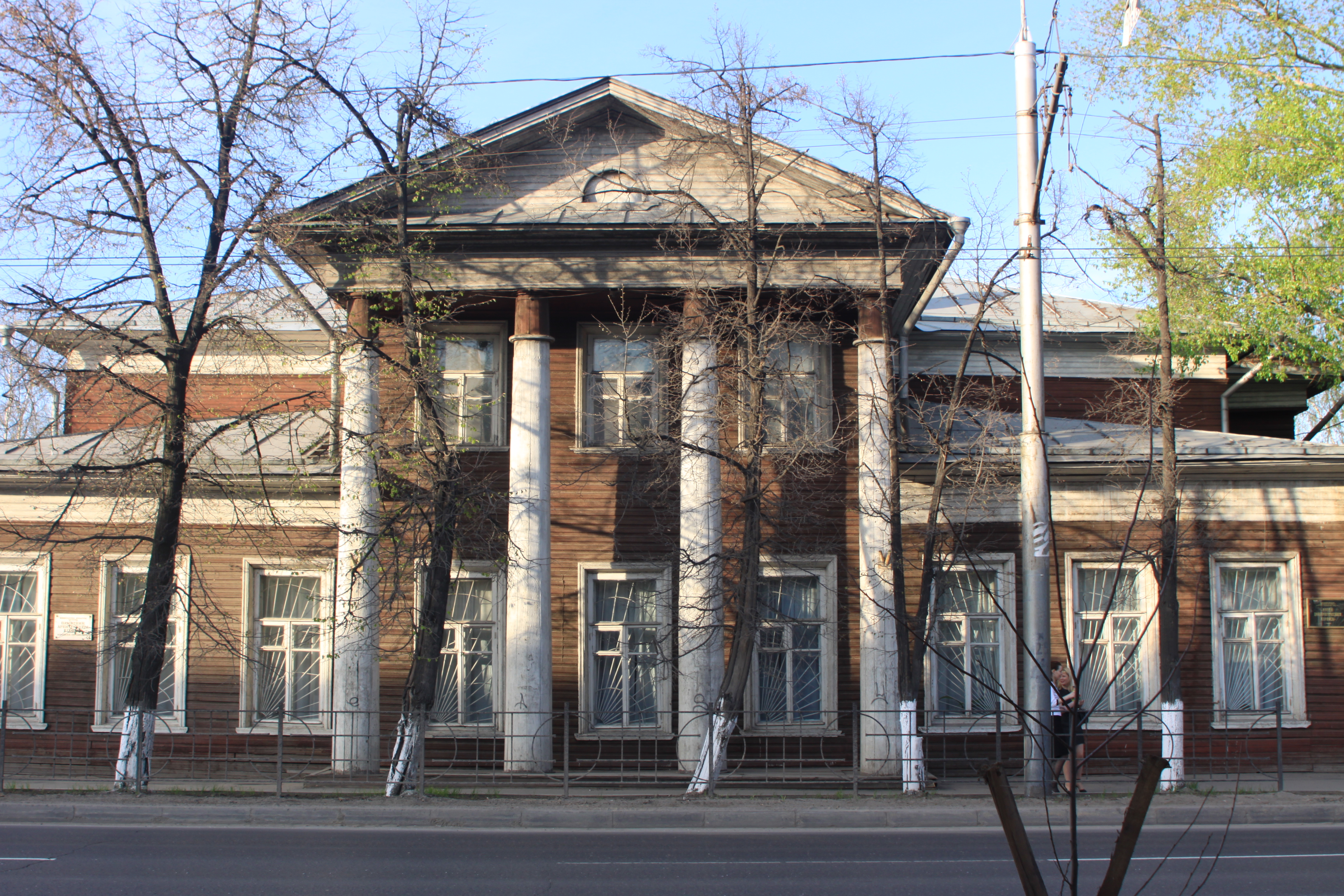
Музей дипломатического корпуса. В 1918 году в этом здании размещалось американское посольство
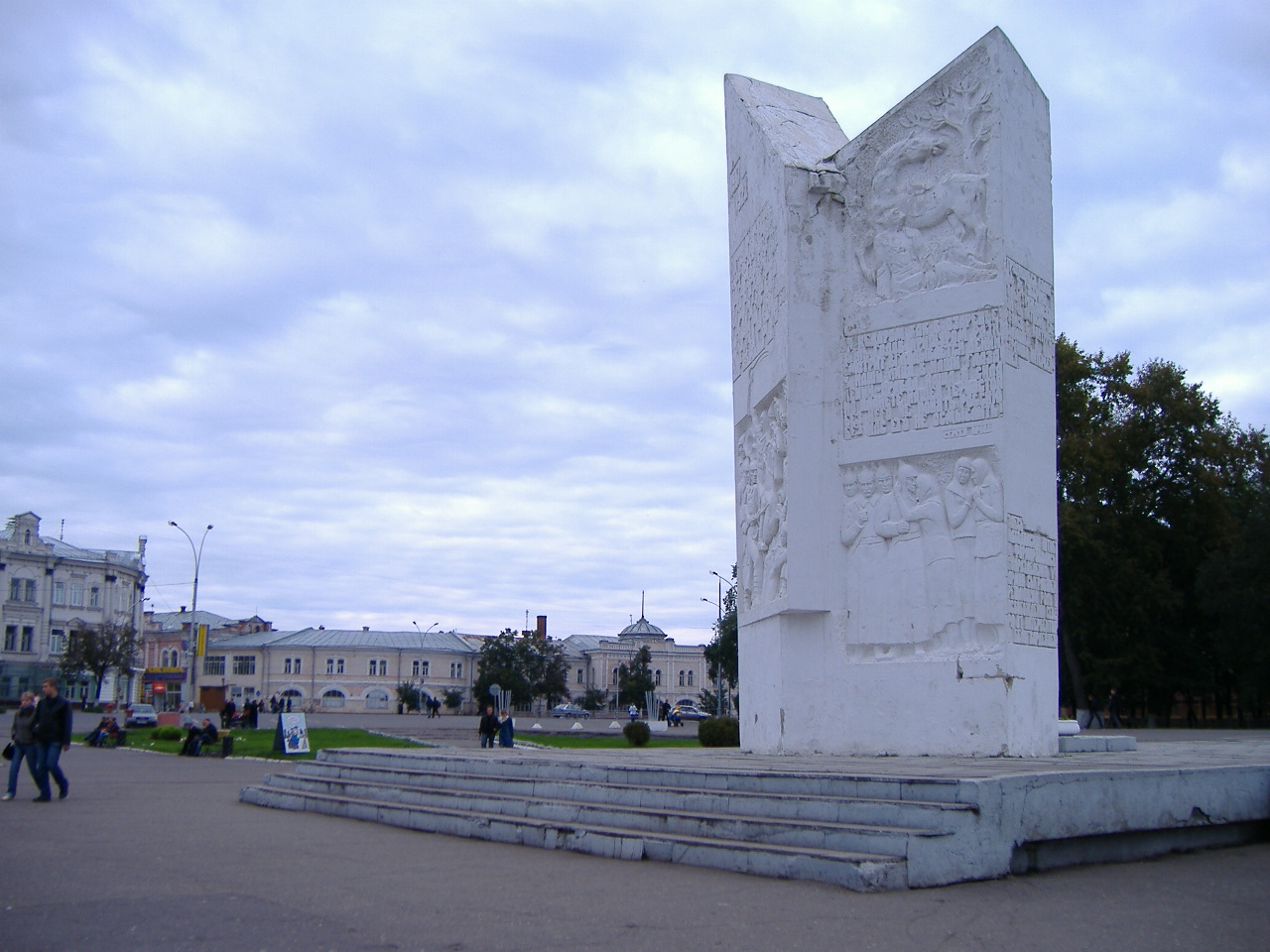
Памятник героям Октябрьской Революции и Гражданской войны на Площади Революции
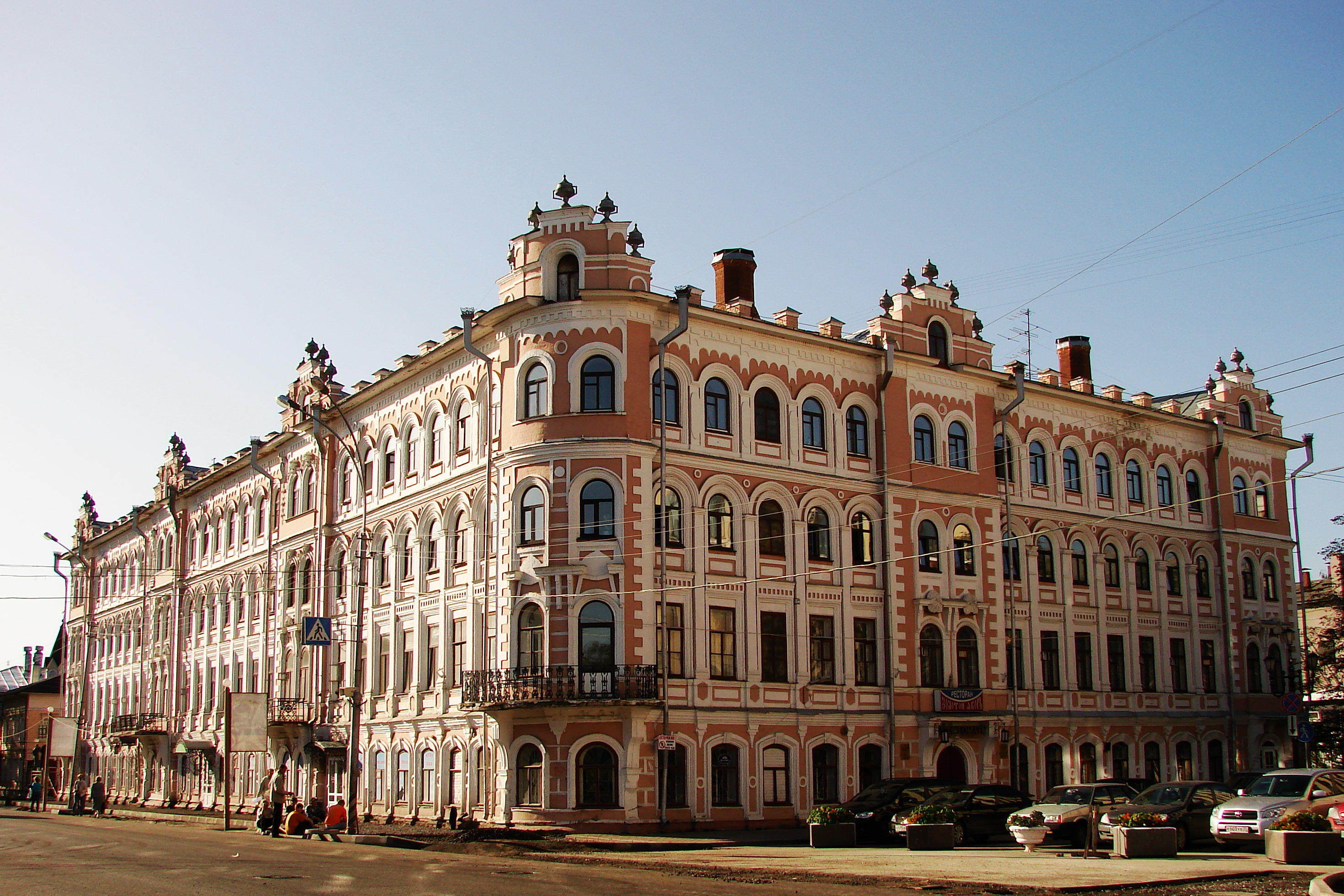
Гостиница «Золотой Якорь». Здесь располагался штаб VI-й Красной Армии в годы Гражданской войны

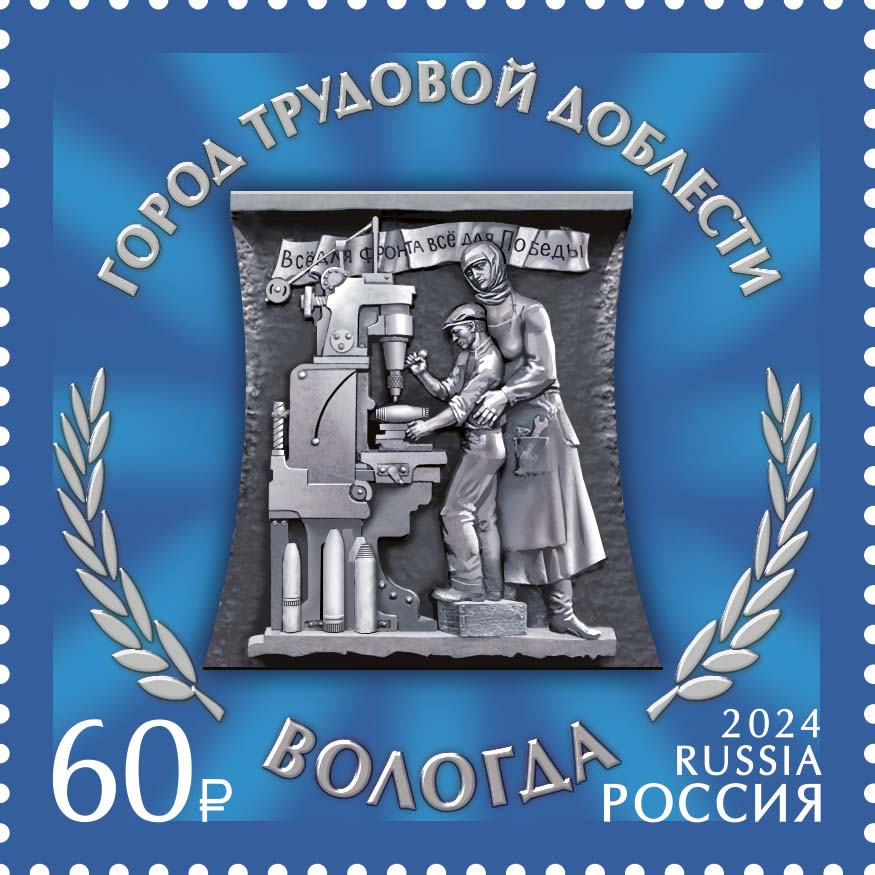
Почтовая марка. Города трудовой доблести

В 1929 году Вологда на некоторое время утратила значение регионального центра: Вологодская губерния была упразднена и включена в состав нового образования — Северного края, куда помимо Вологодской вошли территории Архангельской и Северо-Двинской губерний, а также автономной области Коми (Зырян). Административным центром Северного Края стал Архангельск.
20 июня 1932 года Президиум ВЦИК постановил «упразднить Вологодский район, Северного края, распределив его территорию следующим образом:
а) сельсоветы: Брюховский, Заболотский, Марковский и Пухтинский полностью, а также части территории Беловского, Гаврильцевского и Лихтожского сельсоветов, с границей на этом участке по реке Лихтожской, отнести к Грязовецкому району, Гончаровский сельсовет полностью — к Кубино-Озёрскому району, а сельсоветы: Потобовский, Пуденгский, Хреновский и Янгосорский полностью и части территории Емского, Погореловского и Тошнинского сельсоветов, с установлением границы по реке Ема, отнести к Чёбсарскому району;
б) остающуюся территорию ликвидируемого Вологодского района, Северного края, подчинить Вологодскому горсовету в порядке постановления Президиума ВЦИК 30 октября 1930 г. (СУ, № 57, ст. 683)»*.
В декабре 1936 года Северный край был упразднён и разделён на Коми АССР и Северную область, административным центром Северной области стал Архангельск.
23 сентября 1937 года постановлением ЦИК СССР Северная область была разделена на Архангельскую и Вологодскую область. Этим же постановлением к Вологодской области были присоединены районы Череповецкого округа Ленинградской области, составлявшие ныне западную часть Вологодчины и прежде никогда не входившие в состав Вологодской губернии. Тем самым были оформлены современные границы Вологодской области.
1 сентября 1938 года в Вологодской области был образован Вологодский район.
В 1930-е годы в Вологде проходила индустриализация: были построены льнокомбинат, завод для изготовления лесопильного оборудования «Северный Коммунар», швейная фабрика им. Клары Цеткин, судоремонтный, лесохимический и авторемонтный заводы.
В годы Великой Отечественной войны в Вологде было введено военное положение, а промышленные предприятия перешли на военное производство. Кроме того город превратился в один из крупнейших эвакуационных пунктов (преимущественно для жителей блокадного Ленинграда) и госпитальный центр.
Ставшая прифронтовым городом, Вологда была разбита на сотни участков самозащиты: строились бомбоубежища, простейшие укрытия, развёртывались системы ПВО, которые охраняли железнодорожный узел и военно-промышленные предприятия. В результате на город не упала ни одна бомба, хотя попытки бомбардировок были неоднократны. Кроме того, Вологда регулярно снабжала Ленинградский фронт через свой железнодорожный узел. Жители города осуществляли пожертвования в виде донорской крови, денег и драгоценностей. На деньги вологжан была сформирована танковая колонна «Вологодский колхозник»

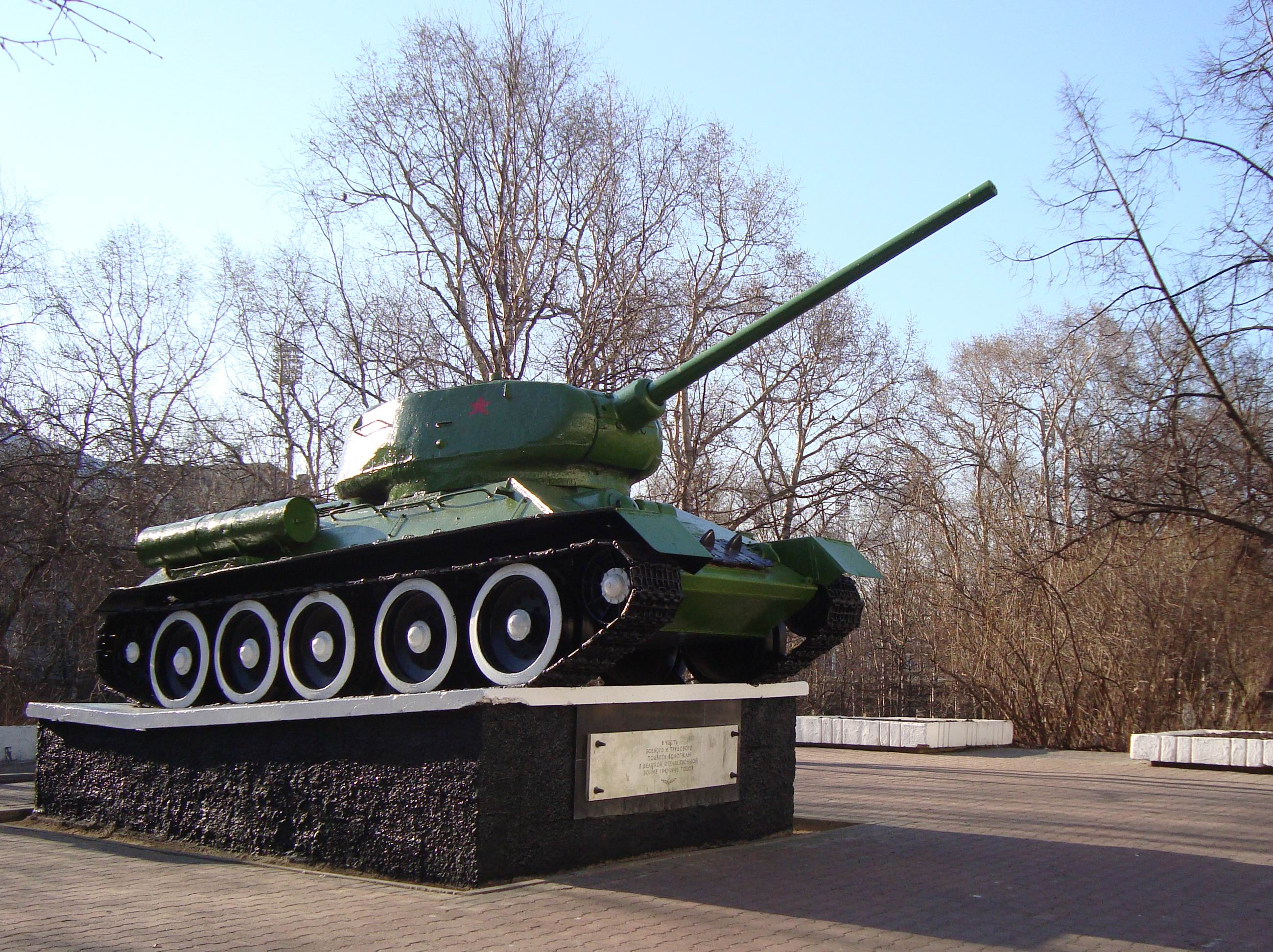
Памятник Т-34 в Вологде. «В честь боевого и трудового подвига вологжан в Великой Отечественной войне 1941—1945 годов»
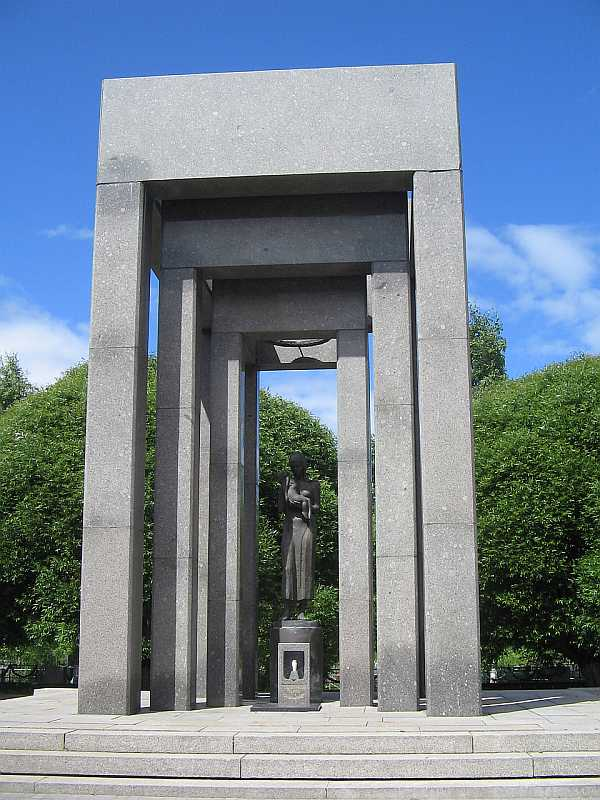
Мемориал ленинградцам-блокадникам на Пошехонском кладбище
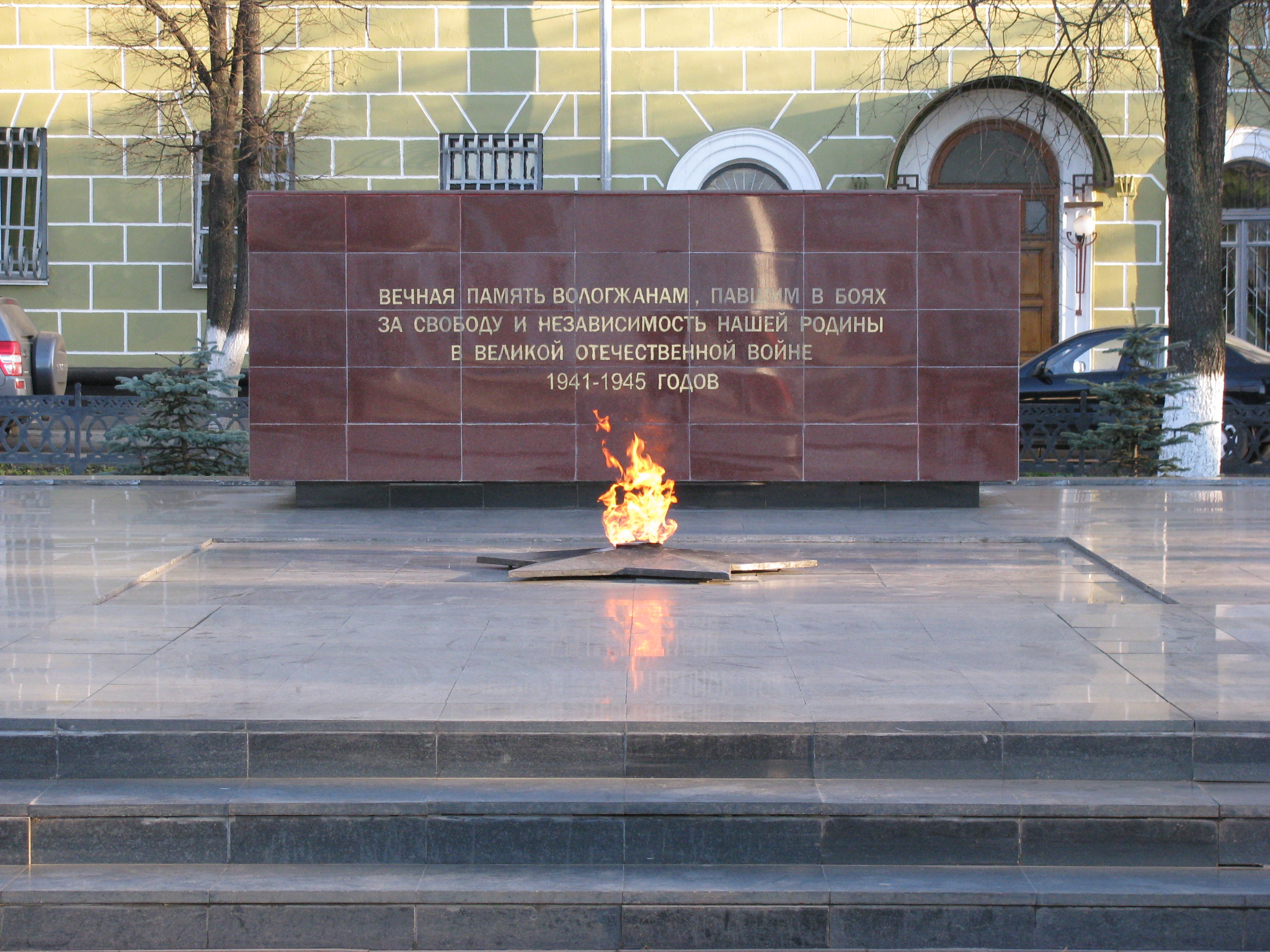
Вечный огонь на Площади Революции в память о вологжанах, павших в боях Великой Отечественной войны

Начиная с 1960-х годов, в период руководства вологодским обкомом А. С. Дрыгина, в области и в городе произошли ощутимые изменения во всех сферах жизнедеятельности и экономики: основаны подшипниковый и оптико-механический заводы, станкозавод, птицефабрика; открыт политехнический институт; развёртывается масштабное строительство жилья и первых многоэтажек, результатом которого было появление новых микрорайонов (Бывалово, ГПЗ, 5-й и 6-й микрорайоны, Фрязиново). В 1976 году в Вологде был пущен троллейбусный транспорт. В 1982 году город награждён орденом Октябрьской Революции.

### Современный период
В ноябре 1991 года была создана администрация города и начата реформа органов местного самоуправления. В октябре 1993 года были ликвидированы Советы народных депутатов всех уровней, в том числе и города Вологды. После роспуска горсовета в Вологде был учреждён Совет самоуправления города Вологды (из 6 депутатов), первые выборы в который состоялись 20 марта 1994 года. В декабре 1995 года состоялись новые выборы в Совет самоуправления, состав которого был расширен до 30 депутатов. 25 июля 1996 года был принят основной закон города — Устав города Вологды.
6 октября 1996 года в Вологде состоялись первые в истории всенародные выборы главы города, победу на которых одержал А. С. Якуничев, руководивший городом до 2008 года. В 1999 году Совет самоуправления города Вологды был переименован в Вологодскую городскую Думу.

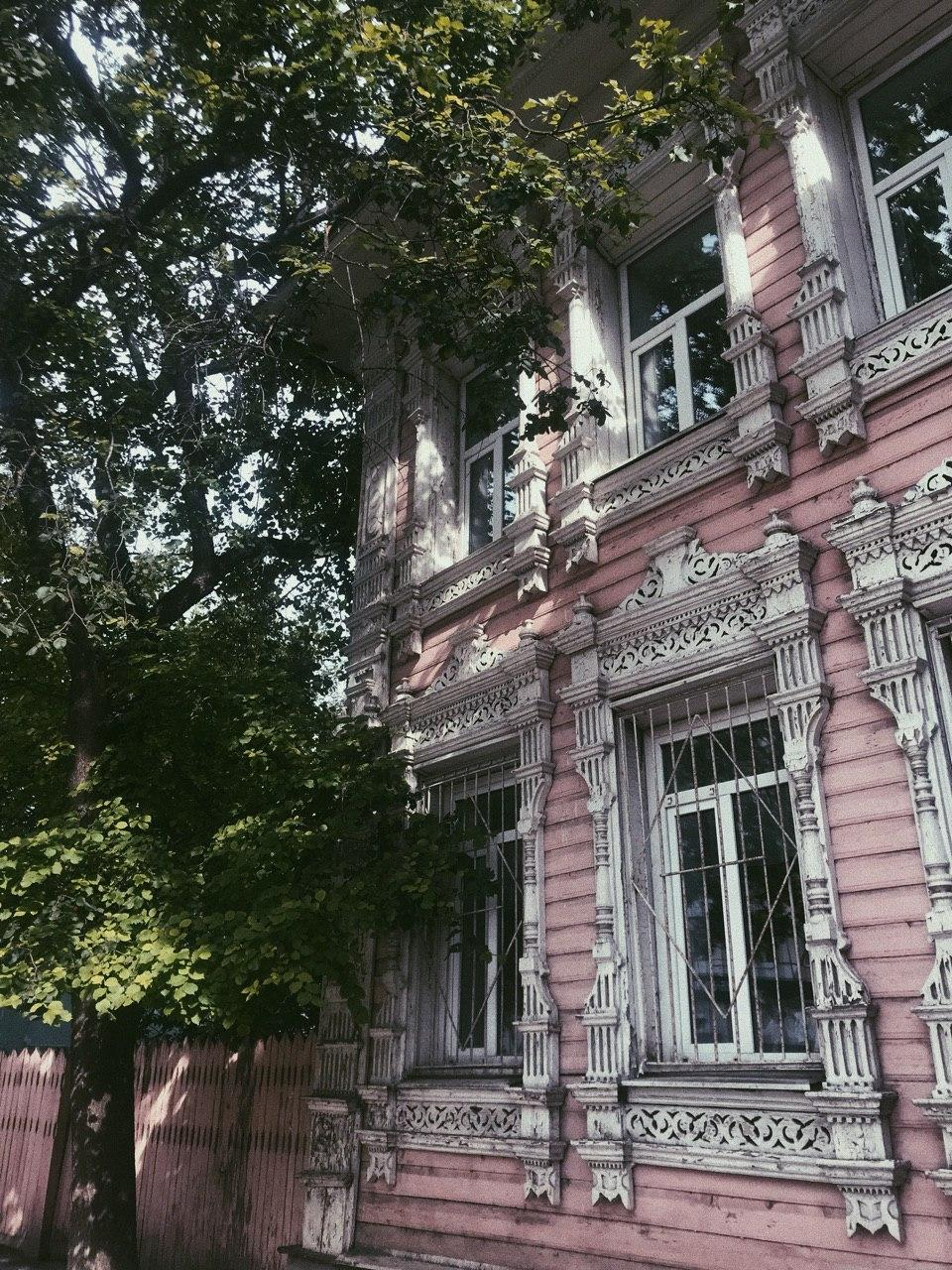
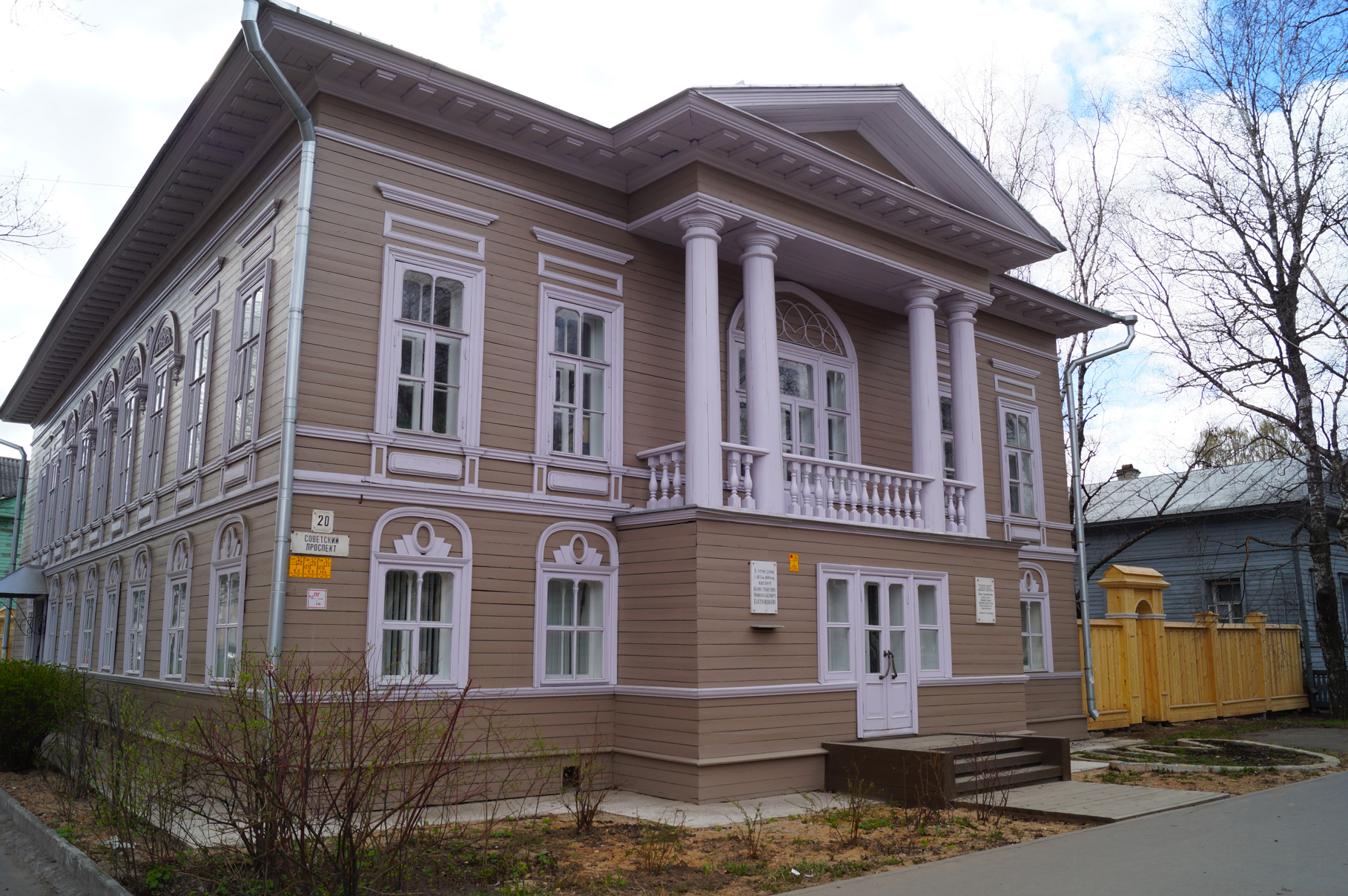
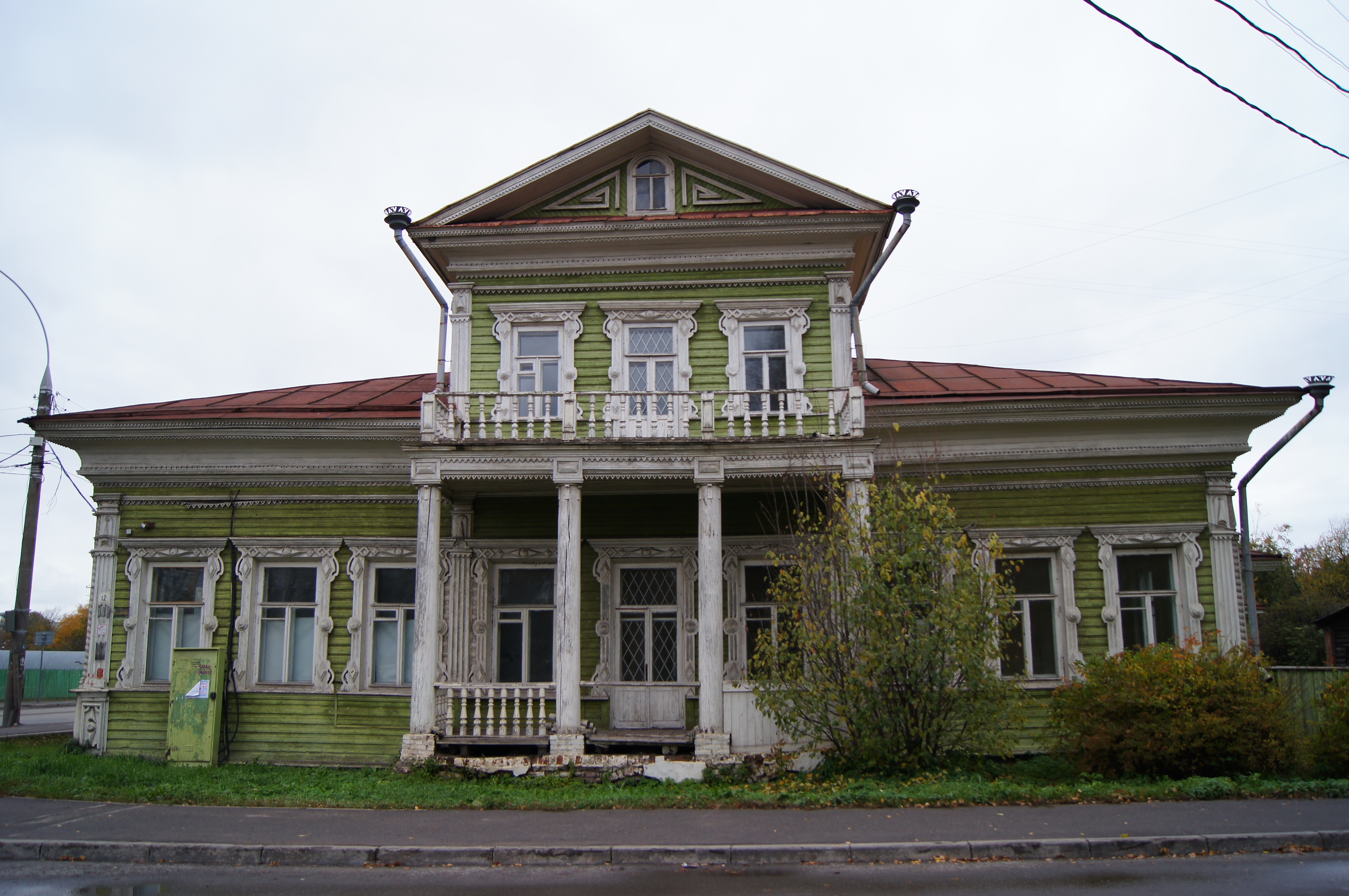
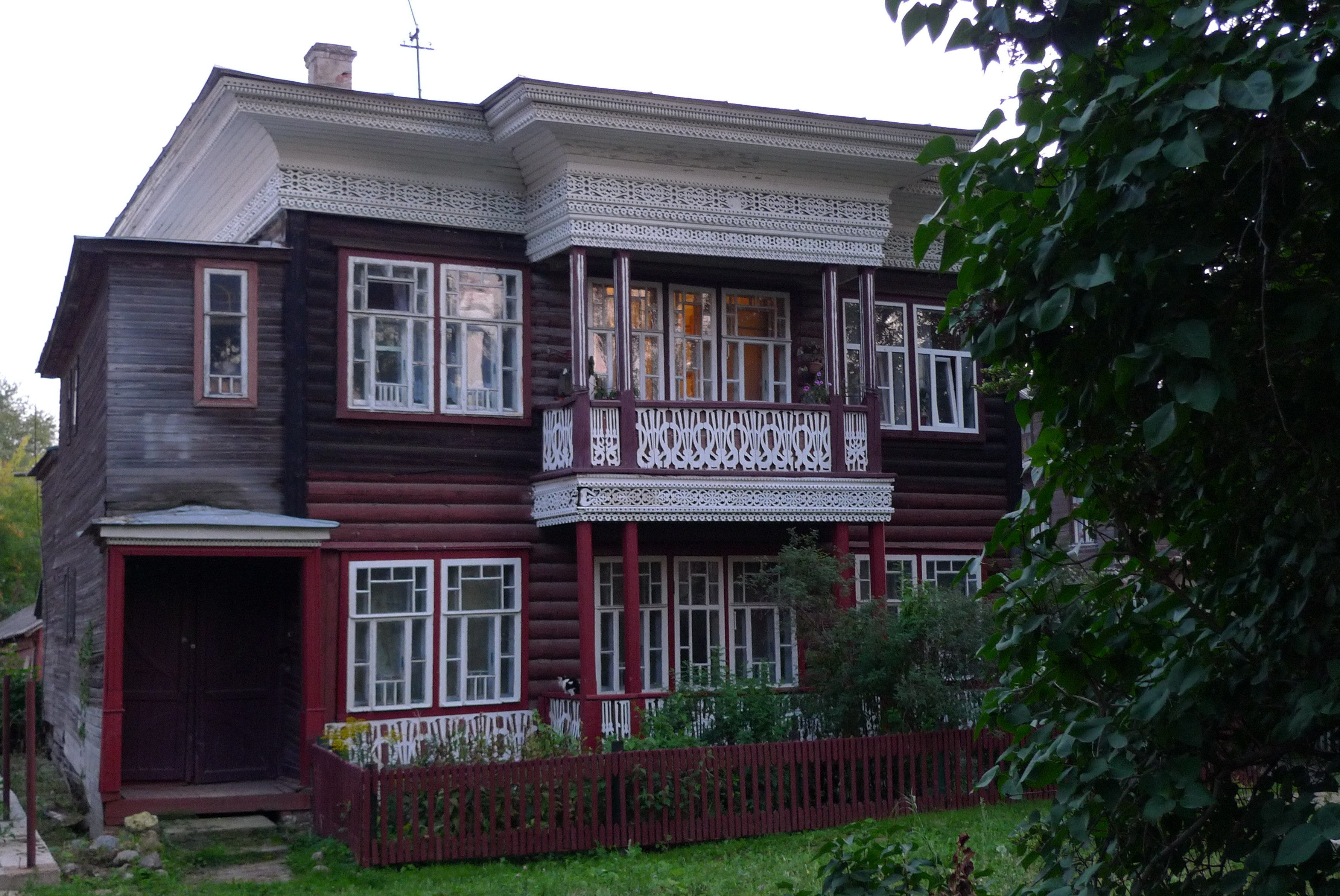
Дом Воробьева. Провинциальный модерн
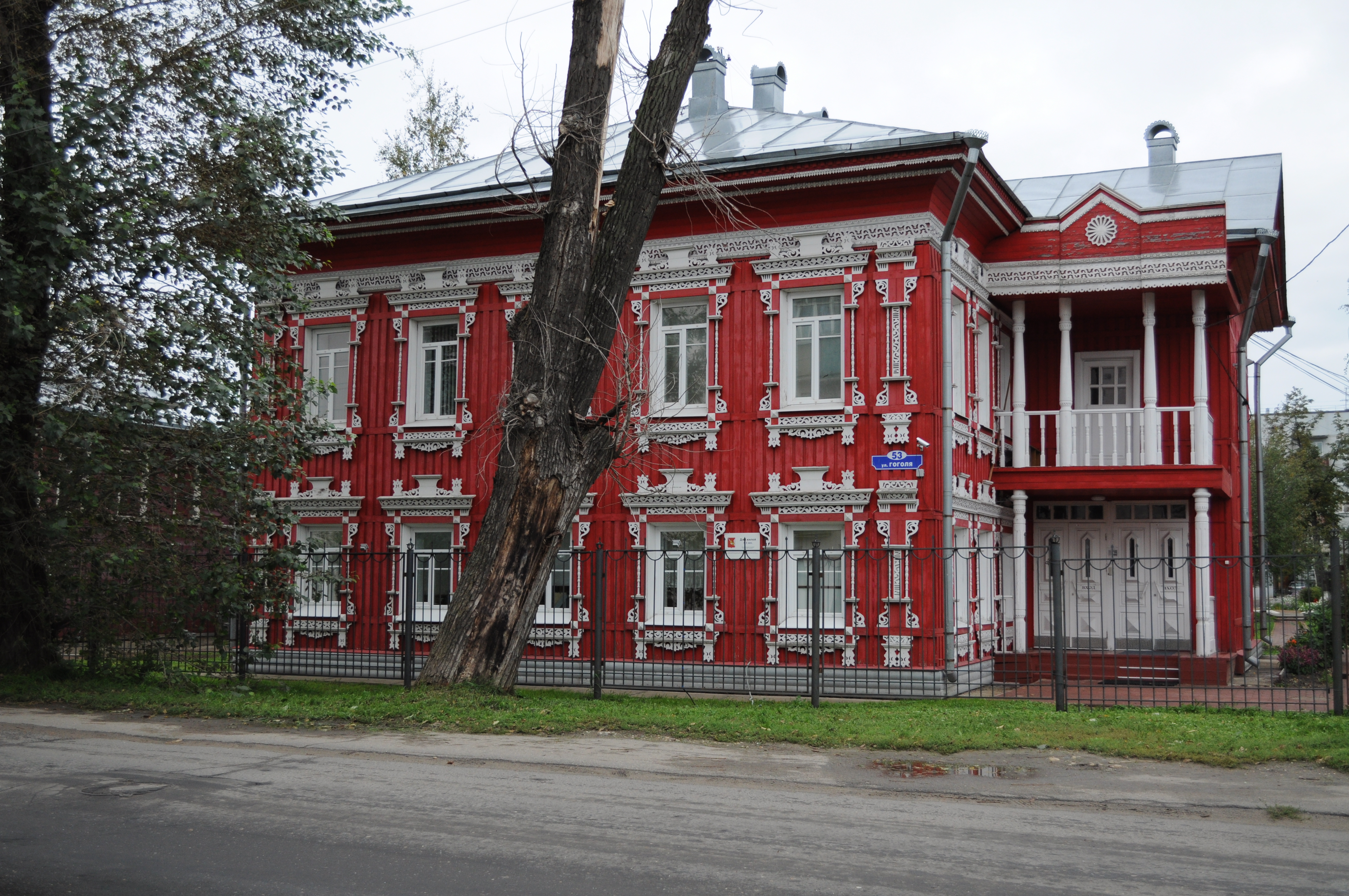
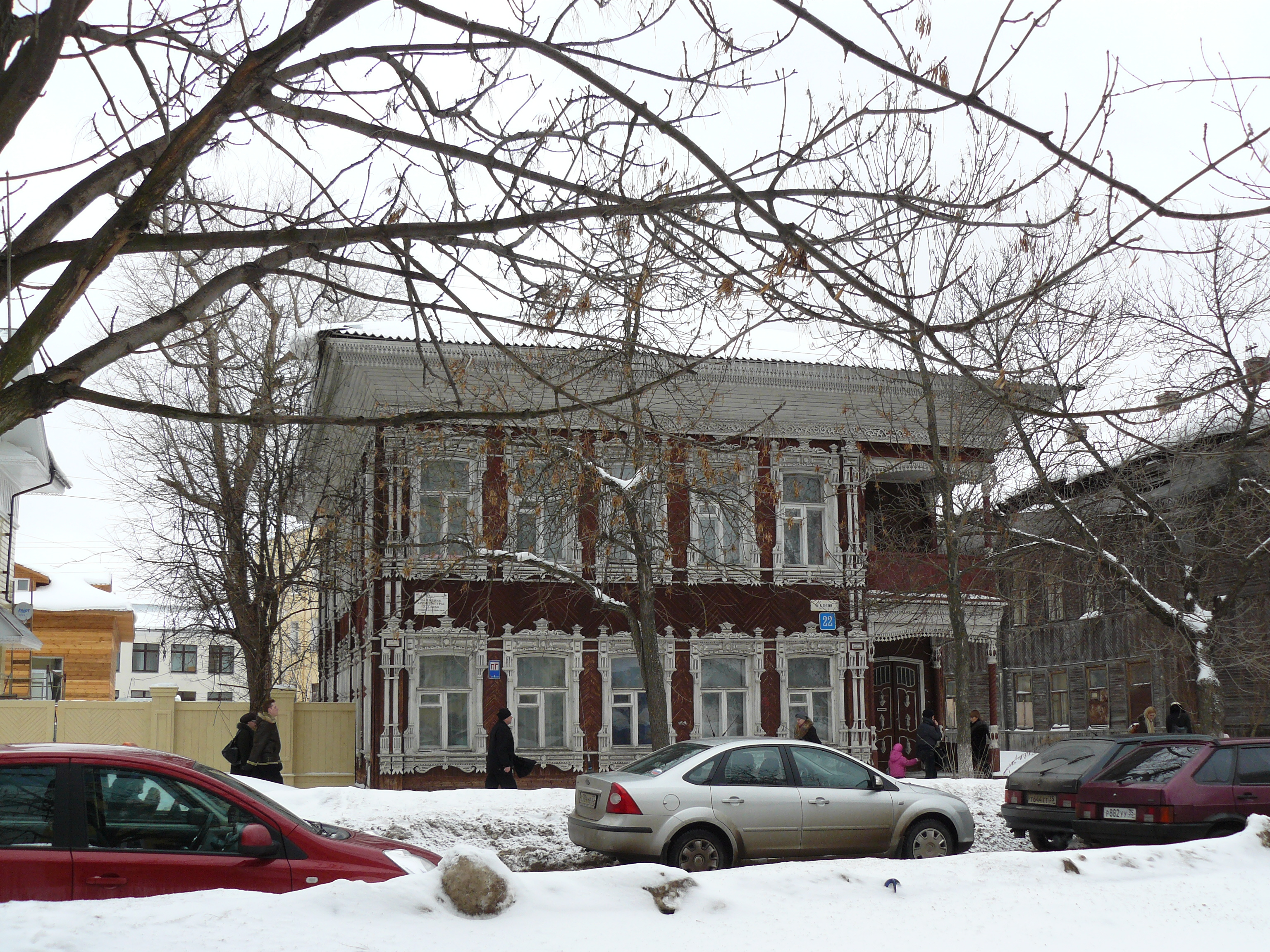

В 2003 году в Вологде начато строительство кольцевой автодороги, которая соединяет трассы А114, А119 и М8 (Архангельский и Московский выезды).
25 августа 2005 года, в связи с подписанием Федерального закона № 131 «Об общих принципах организации местного самоуправления в РФ», Городская дума утвердила новый устав Вологды. Однако, несмотря на внесение депутатами более 400 поправок и увеличение объёма документа в 2,5 раза, существенных изменений по сравнению с городским Уставом 1996 года Устав 2005 года не содержал. 14 июля 2006 года в Вологде был открыт Четырнадцатый арбитражный апелляционный суд.
12 октября 2008 года новым градоначальником был избран Евгений Шулепов.
В 2010 году Вологда была принята в новое Ганзейское общество (Ганзейский союз).
15 ноября 2022 года за самоотверженность и трудовой героизм жителей города в достижение Победы в Великой Отечественной войне 1941—1945 годов, городу присвоено почетное звание Российской Федерации «Город трудовой доблести»

## Население
| 1825     | 1836     | 1860     | 1867     | 1869     | 1878     | 1892     | 1897     | 1903     | 1914     | 1917     |
| -------- | -------- | -------- | -------- | -------- | -------- | -------- | -------- | -------- | -------- | -------- |
| 9699     | ↗16 278  | ↗16 694  | ↗18 984  | ↘17 366  | ↘16 927  | ↗20 269  | ↗27 705  | ↗28 800  | ↗34 429  | ↗69 664  |
| 1920     | 1923     | 1926     | 1931     | 1933     | 1937     | 1939     | 1956     | 1959     | 1962     | 1963     |
| ↘51 284  | ↗52 600  | ↗57 076  | ↗65 206  | ↗72 400  | ↗84 487  | ↗95 314  | ↗127 000 | ↗139 137 | ↗149 000 | ↗151 700 |
| 1967     | 1970     | 1973     | 1975     | 1976     | 1979     | 1982     | 1985     | 1986     | 1987     | 1989     |
| ↗170 000 | ↗177 751 | ↗198 000 | ↗219 000 | →219 000 | ↗236 537 | ↗254 000 | ↗267 000 | ↗269 000 | ↗278 000 | ↗282 802 |
| 1990     | 1991     | 1992     | 1993     | 1994     | 1995     | 1996     | 1997     | 1998     | 1999     | 2000     |
| ↗283 000 | ↗289 000 | ↗290 000 | ↘289 000 | ↗296 000 | →296 000 | ↗297 000 | ↗302 000 | ↘300 000 | ↗304 300 | ↘302 500 |
| 2001     | 2002     | 2003     | 2004     | 2005     | 2006     | 2007     | 2008     | 2009     | 2010     | 2011     |
| ↘298 200 | ↘293 046 | ↘293 000 | ↘290 500 | ↘288 400 | ↘287 000 | ↘286 300 | ↘286 200 | ↘286 158 | ↗301 755 | ↘301 600 |
| 2012     | 2013     | 2014     | 2015     | 2016     | 2017     | 2018     | 2019     | 2020     | 2021     | 2023     |
| ↗304 301 | ↗306 487 | ↗308 172 | ↗311 166 | ↗312 686 | ↗313 012 | ↘312 420 | ↘311 846 | ↘310 302 | ↗313 944 | ↘311 628 |
| 2024     | 2025     |          |          |          |          |          |          |          |          |          |
| ↗311 859 | ↘311 476 |          |          |          |          |          |          |          |          |          |

На 1 января 2025 года по численности населения город находился на 62-м месте из 1124 городов Российской Федерации.
Население Вологды до 1917 года
Наиболее давние сведения о численности жителей Вологды относятся к 1627 году, когда князь Иван Мещерский с подьячим Фёдором Стоговым произвели перепись населения. Согласно её данным, в городе жило 5 тысяч человек.
В конце XVII века население Вологды составляло примерно 3,6—3,8 тысячи человек. По другим данным — 4,1 тысячи.
По состоянию на 1678 год в Вологде проживали:
- посадских людей, бобылей и вдов — 1173 двора (78,5 процента);
- духовенства — 211 дворов (14,1 процента);
- служилых людей — 76 дворов (5,1 процента);
- привилегированной верхушки торговых людей (гостей, членов гостиной и суконной сотен, торговых иноземцев) — 35 дворов (2,3 процента).

Всего — 1495 дворов (100 процентов).
В период 1646—78 гг. в Вологде наблюдалась убыль населения в результате эпидемии чумы в 1650-х, хлебного неурожая в 1670-х, перебоях в торговле из-за неупорядоченного денежного обращения, а также из-за неудачной реализации в Вологде посадской реформы 1649 года.
К 1713 году в городе жило до десяти тысяч человек. В конце XVIII века численность населения составила 7,5 тысяч человек. По другим данным, в 1772 году в Вологде жило 11 тысяч человек, а в 1777 году — 3800 душ мужского пола, в 1788 году — 9624 жителя.
В XIX веке преобладал чисто механический источник роста населения Вологды, а в 1897—1914 годах — действовали факторы и механического, и естественного роста, но ведущее значение сохранялось за первым.
Население Вологды в советский период
В годы революции и гражданской войны за счёт беженцев, военных, миграции крестьян численность населения города временами доходила до 60 000 человек.
В 1926 году на почти 58 тысяч жителей приходилось 95,5 % русских, 2,1 % евреев, 0,6 % татар, 0,4 % поляков, 0,2 % белорусов, 0,2 % украинцев. В оставшийся 1 процент населения входили латыши, литовцы, эстонцы, немцы, китайцы, финны, цыгане и представители других народов. В 1989 численность населения в Вологде составляла 282,8 тыс. человек.
Население Вологды после распада СССР
После распада СССР в Вологодской области начался спад численности населения, однако в Вологде наблюдается рост числа жителей. Причиной такой тенденции является урбанизация: жители малых сельских населённых пунктов и малых городов переезжают в областной центр.
По данным переписи 2010 года в городе преобладают русские (97,3 % жителей). Помимо них, в городе живут белорусы (0,3 %), украинцы (0,8 %), а также татары, цыгане, молдаване, чуваши, азербайджанцы.
По состоянию на 1 января 2020 года количество постоянных жителей Вологды составило 311 476.
На 1 января 2020 года мужчин среди населения города было 136,7 тыс. человек (44 %), а женщин — 173,6 тыс. человек (56 %).
Лиц моложе трудоспособного возраста — 20,4 %, в трудоспособном — 56,6 %, старше трудоспособного — 23 % от общей численности населения.
В 2019 году городской общественный совет одобрил Стратегию социально-экономического развития Вологды до 2030 года. В ней заложены меры, которые, по мнению властей, создадут условия для роста населения Вологды до 340 тысяч человек.
По итогам переписи населения 2020 года проживали следующие национальности (национальности менее 0,1 % и другое, см. в сноске к строке «Другие»):
| Национальность | Численность, чел. | Доля     |
| -------------- | ----------------- | -------- |
| Русские        | 256 912           | 81,83 %  |
| Украинцы       | 866               | 0,28 %   |
| Азербайджанцы  | 439               | 0,14 %   |
| Белорусы       | 371               | 0,12 %   |
| Армяне         | 329               | 0,10 %   |
| Другие         | 55 027            | 17,53 %  |
| Итого          | 313 944           | 100,00 % |

## Планировка и застройка города
Исторический центр Вологды, где находятся основные городские достопримечательности и памятники архитектуры расположен на территории, ограниченной железнодорожной линией Москва — Архангельск на юге и западе, парком Мира и улицей Некрасова на севере и улицами Горького и Левичева на востоке. В нём находятся административный, торговый и туристический центры города. Исторический центр условно разделяется на районы: Город, Верхний посад, Нижний посад, Заречье. Административный центр с областными и городскими администрациями расположен в районе площадей Дрыгина и Революции. Наибольшее количество магазинов, предприятий общественного питания и городской рынок, находятся в районе улиц Мира, Батюшкова, Ленина, Марии Ульяновой, Благовещенской, проспекта Победы. Туристический центр города, где находятся основные филиалы Вологодского музея-заповедника, Софийский собор и архитектурный ансамбль Архиерейского двора сосредоточен вокруг Кремлёвской площади. В некоторых кварталах исторического центра (вокруг улицы Засодимского, Маяковского, площади Революции, набережной VI Армии и др.) сохранилась застройка XIX — начала XX века, однако она постепенно вытесняется «компенсационной» застройкой — новыми зданиями, имитирующими традиционные вологодские деревянные дома. Значительная часть исторического центра была застроена в 1960-80-е годы типовыми многоэтажными домами.
Основная городская застройка занимает достаточно компактную территорию. В её южной и северо-восточной частях находятся крупные жилые районы Подшипникового завода (ПЗ), Бывалово, Завокзальный, 5 и 6 микрорайоны, Фрязиново, Водники. Районы индивидуальной жилой застройки находятся в Октябрьском посёлке-саде, посёлке Льнокомбината. Эти районы застраиваются преимущественно типовыми пяти-, девяти-, двенадцатиэтажными домами с 1960-х годов. Крупные промышленные зоны сосредоточены в восточной и западной частях города, а также вдоль железных дорог. Основные магистрали, которые связывают исторический центр города с крупными районами, являются: улицы Чернышевского, Горького, Прокатова, Северная, Герцена, Маршала Конева, Можайского, Ленинградская, Пошехонское шоссе и проспект Победы. Планировка и застройка, определяющая современный облик города, реализована на основе Генерального плана института «Ленгипрогор» 1976 года. В 2000 году принят новый генеральный план. В 2012 году был утверждён проект планировки Южного жилого района.

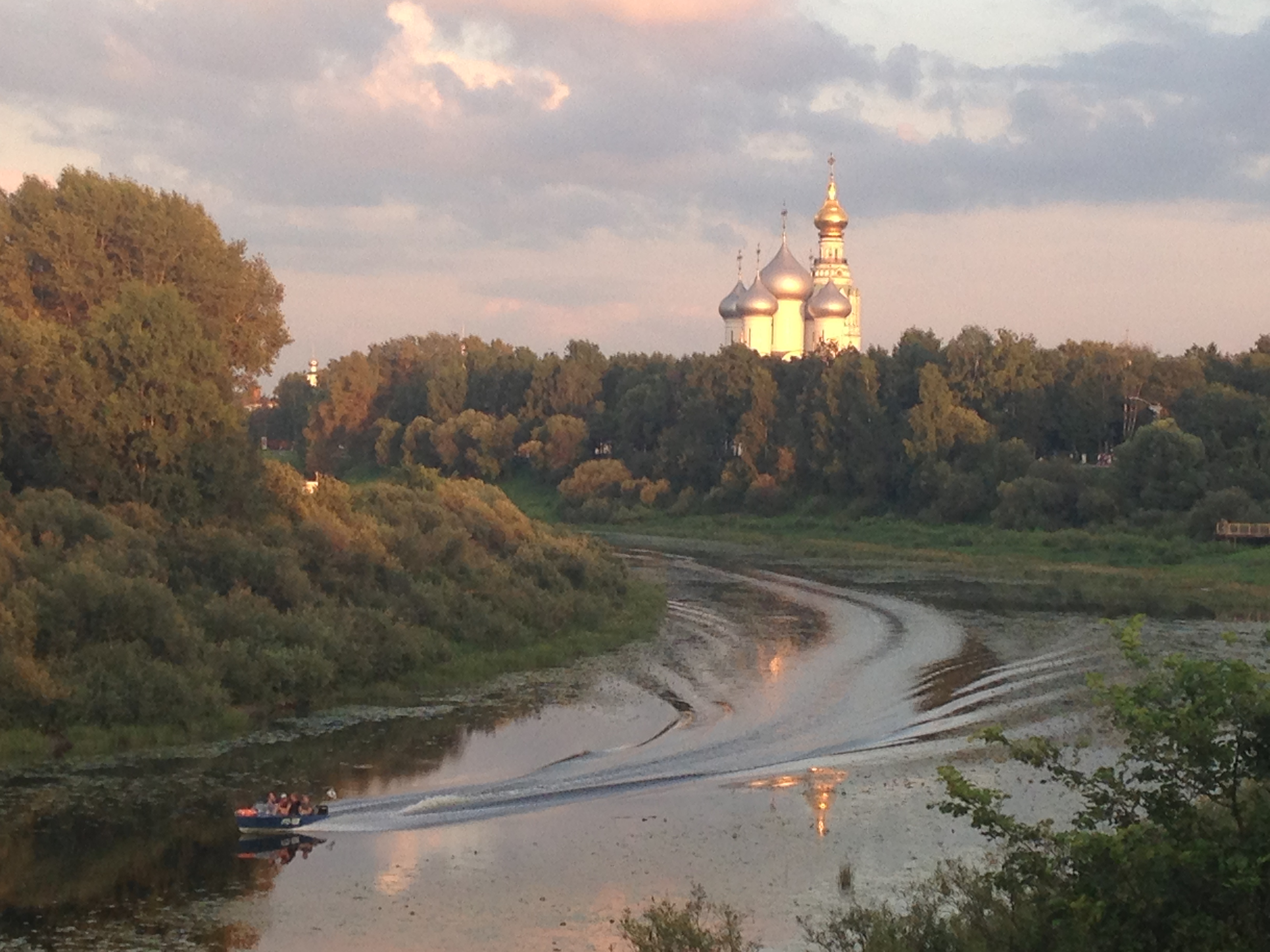
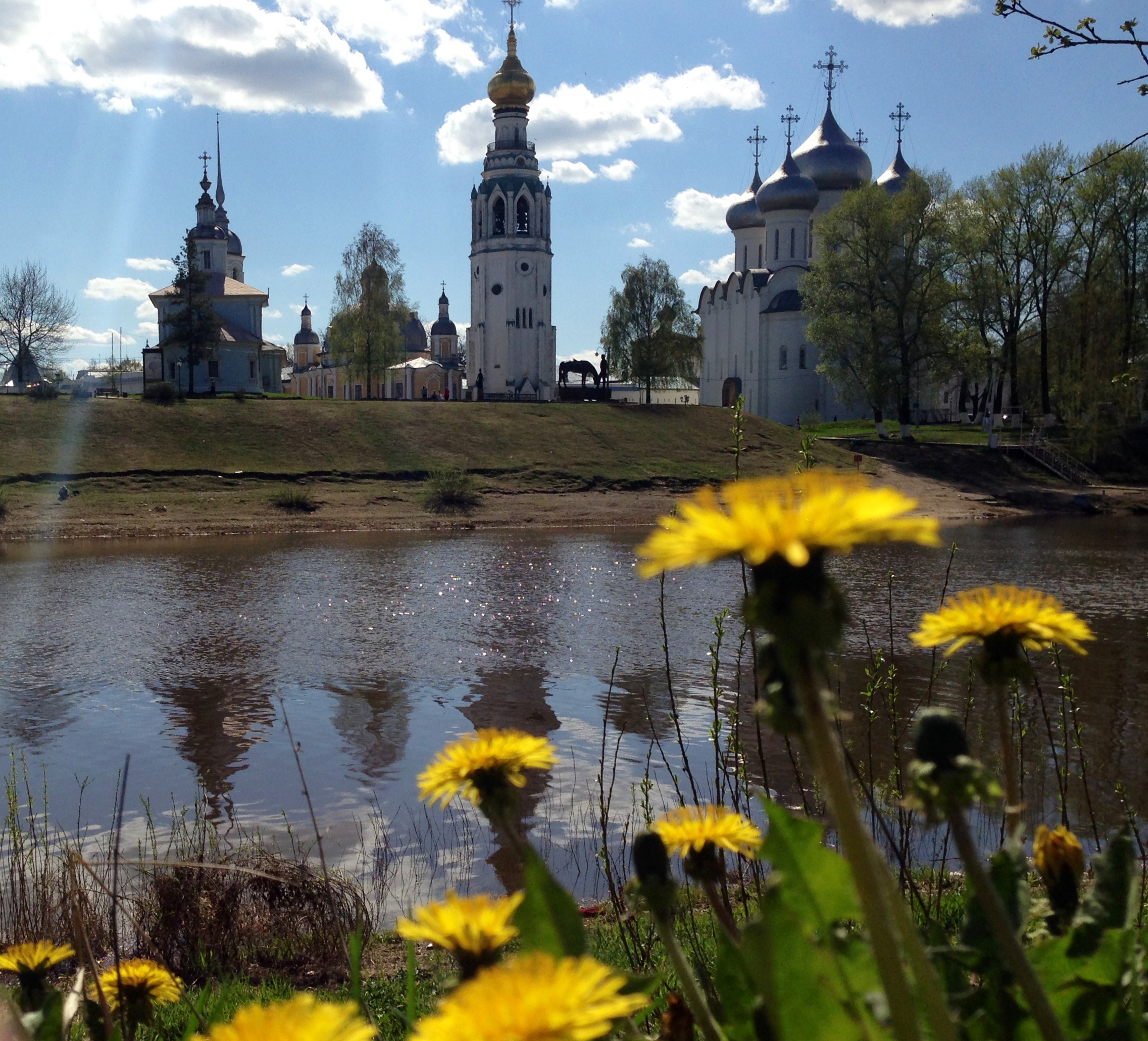
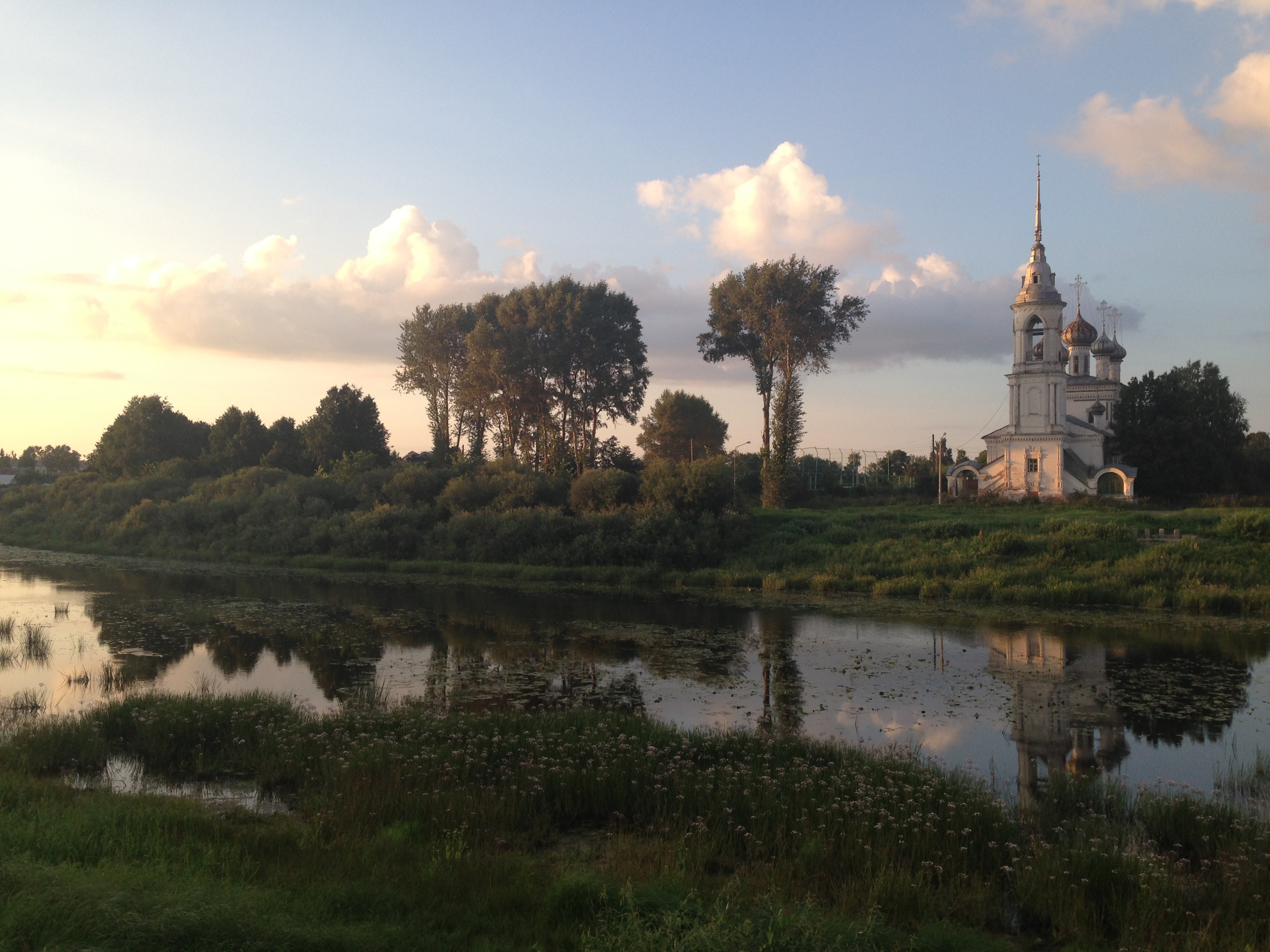

## Власть и политика
Ключевыми субъектами власти в городе являются:
- Вологодская городская дума — представительный орган. Состоит из 30 депутатов, избираемых на основе всеобщего, равного и прямого избирательного права, соответственно по 30 одномандатным округам. Срок полномочий городской думы — 5 лет. Вологодской городской думе подконтрольны и подотчётны все выборные должностные лица (включая главу города Вологды), администрация города и контрольно-счётная палата[72]. Руководство деятельностью городской думы осуществляют её председатель и президиум (в составе председателя, заместителей председателя, руководителей фракций и постоянных комитетов, и представителя главы города Вологды)[152]. Единственной фракцией в Вологодской городской думе является фракция «Единая Россия» (26 человек)[153].
- Мэр Вологды — высшее должностное лицо города, уполномоченное на управление городским хозяйством, бюджетом, распределением средств и управлением городской администрацией. Исполняющим должность мэра Вологды 24 ноября 2017 года назначен Сергей Воропанов («Единая Россия»)[154], будучи на должности первого заместителя главы города, а 26 ноября 2019 года назначен на саму должность мэра.
- Глава города Вологды — должностное лицо города, уполномоченное на внешние муниципальные связи, подотчетно федеральным властям. Назначается депутатами городской думы и губернатором на 5 лет. Не реже одного раза в год отчитывается перед Вологодской городской думой. С 26 сентября 2016 года главой города Вологды назначен Юрий Сапожников.
- Администрация города Вологды — исполнительно-распорядительный орган. Состоит из 7 департаментов (непосредственно осуществляют управление), 5 управлений и 2 отделов (обеспечивают работу администрации). Руководитель администрации — глава города Вологды. Заместителями главы города являются начальники департаментов[155].
- Контрольно-счётная палата города Вологды — контрольный орган. Формируется Вологодской городской думой и отчитывается перед ней. Контролирует исполнение бюджета и распоряжение имуществом в собственности города, проводит бюджетные экспертизы муниципально-правовых актов, осуществляет аудит эффективности использования бюджетных средств[72].

Поскольку Вологда является областным центром, на её территории также расположены государственные органы власти Вологодской области: Правительство Вологодской области, Законодательное собрание Вологодской области, Вологодский областной суд, Избирательная комиссия Вологодской области и др. В городе также расположен Четырнадцатый арбитражный апелляционный суд, являющийся апелляционной инстанцией для арбитражных судов Архангельской, Вологодской, Новгородской, Псковской и Тверской области.
В Вологде также представлены городские и региональные отделения политических партий «Единая Россия», КПРФ, «Справедливая Россия», ЛДПР, «Патриоты России», «Республиканская партия России — Партия народной свободы» и «Яблоко».
В результате реформ у города Вологды появилась должность «сити менеджер» (мэр), который следит за ситуацией в городе. Назначается в результате конкурса, в который входят депутаты гордумы. С 7 ноября 2016 года по результатам конкурса мэром назначен Андрей Травников, переведённый 6 октября 2017 на должность руководителя Новосибирской области. С октября 2017 мэром Вологды назначен Сергей Воропанов.

## Символика

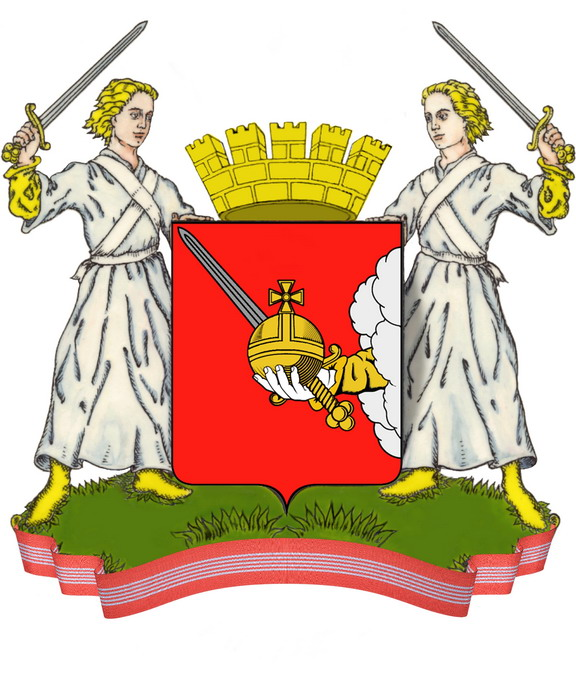
Большой герб Вологды

Герб, флаг, гимн и эмблема Вологды — официально утверждённые символы города.
Герб и флаг Вологды представляют собой червлёные (красные) геральдический щит и прямоугольное полотнище с выходящей из серебряного (белого) облака десницей (правой рукой) в золотом одеянии, держащей золотую державу и серебряный меч с золотым эфесом.
Гимн Вологды утверждён 3 октября 2008 года. Слова гимна написаны Анатолием Алексеевичем Шамгиным, музыка — Татьяной Борисовной Тераевич.
Неофициальным гимном города считается песня «Вологда» ВИА «Песняры» (слова: М. Л. Матусовский, музыка: Б. А. Мокроусов) — она звучит при прибытии и отправлении поезда «Вологодские зори».

## Экономика
Вологда — крупный экономический центр Вологодской области и Северо-Западного федерального округа с многофункциональной структурой, развитой промышленностью и разнообразной сферой услуг. Основа современной экономики города — промышленность — сформировалась главным образом в 1950-е — 1980-е годы. В предыдущие периоды развития Вологды доминирующее положение в экономике на протяжении XIII — начала XX веков оставалась торговля. Длительное время торговля имела высокое значение для Вологды вследствие её выгодного географического положения на торговых путях из Сибири и Европы (через Архангельск) в центральные области.
В 2020 году вклад основных отраслей в экономику города выглядит следующим образом: объём отгруженных товаров промышленных предприятий Вологды (обрабатывающие производства и производство энергоресурсов) составил 83 252 млн руб., оборот розничной торговли — 71 540,6 млн руб., объём работ в строительной индустрии — 17 128,1 млн руб. Вологда занимает первое место в области (46,5 % в общем объёме по региону) по производству и распределению электроэнергии, газа и воды, а также объёму розничной торговли (43,3 %).
Бюджет Вологды в 2020 году является профицитным. Собственные доходы в бюджете Вологды (62,95 % в 2008 году) сравнимы с высокими значениями этого показателя у таких городов, как Ярославль (58,98 %), Екатеринбург (62,61 %), Тюмень (64 %). При этом такой показатель, как доход бюджета на душу населения, в Вологде ниже, чем в среднем у городов численностью более 100 тыс. населения — 15 610 руб. против 20 241 руб. Доля неналоговых доходов в бюджете 2008 года составляла 24,28 %, что сравнимо с Екатеринбургом (23,28 %), однако ниже, чем в Калуге (31,38 %) или Ярославле (39,3 %).
|                            | 2008      | 2009      | 2010      | 2011      | 2012      | 2013      | 2014      | 2015      | 2016      | 2017      | 2018      | 2019      | 2020      | 2021       |
| -------------------------- | --------- | --------- | --------- | --------- | --------- | --------- | --------- | --------- | --------- | --------- | --------- | --------- | --------- | ---------- |
| Доходы бюджета, тыс. руб.  | 5 435 800 | 4 610 200 | 4 280 757 | 5 820 000 | 5 600 000 | 6 600 000 | 7 361 400 | 7 024 800 | 6 102 000 | 6 494 636 | 7 901 794 | 9 748 727 | 9 947 627 | 12 229 771 |
| Расходы бюджета, тыс. руб. | 5 329 795 | 4 385 683 | 4 527 171 | 6 150 000 | 6 100 000 | 7 200 000 | 7 593 200 | 7 353 700 | 6 329 000 | 6 749 918 | 7 983 793 | 9 818 420 | 9 848 358 | 11 958 998 |
| Профицит (+)/дефицит (-)   | 3,1%      |           | (-)       | (-)       | (-)       | (-)       | (-)       | (-)       | (-)       | -255 282  | -81 999   | -69 693   | +99 269   | +270 773   |

- Доход
- Расход

### Промышленность и строительство

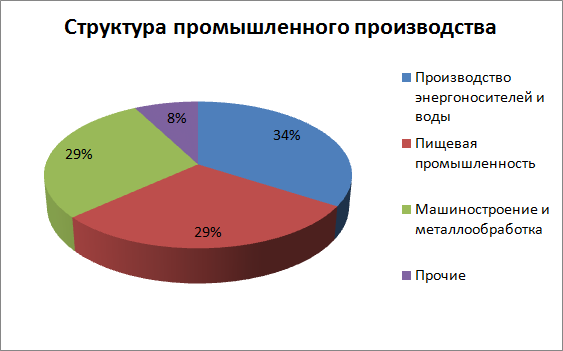
Структура промышленности Вологды в 2009 году (по объёму выпущенной продукции)

Промышленный потенциал Вологды был сформирован главным образом в 1960-е — 1980-е годы с появлением крупных предприятий, таких как Государственный подшипниковый завод № 23, «Электротехмаш», Оптико-механический завод, Вологодский молочный комбинат. На территории города — 57 средних и крупных промышленных предприятий выпускающих самую разнообразную продукцию. В 2009 году наибольшую долю в объёме производства занимают предприятия по производству энергоносителей (34,4 %), второе и третье место практически с равными долями занимают предприятия по производству пищевых продуктов (29,6 %) и машиностроительные предприятия (29,2 %). Предприятия текстильной, швейной, а также деревообрабатывающей промышленности занимают незначительную долю в общем объёме отгруженных товаров. Общий объём произведённой продукции промышленными предприятиями города в 2009 году составил 30,3 млрд руб. (падение к 2008 году — 3 %). Индекс промышленного производства в Вологде сопоставим с Великим Новгородом, Калугой, Ярославлем. По продукции промышленности на душу населения, город занимает второе место в области и третье в Северо-Западном федеральном округе — после Череповца и Великого Новгорода.
В Вологде в 2008—2009 гг. наблюдались высокие темпы строительства жилых домов. В 2009 году в Вологде построено 58 жилых домов (в том числе индивидуальных — 29) на 3193 квартиры общей площадью 177,2 тыс. м², рост к прошлому году составил 3,3 %. Показатели ввода жилья в Вологде выше, чем во многих городах Центрального и Северо-Западного федеральных округов. В 2009 году объём выполненных работ в строительной индустрии Вологды составил 3,9 млрд руб. Обеспеченность жильём в Вологде выше среднероссийских показателей.

### Торговля и услуги
Общий объём оборота в розничной торговле составил в 2020 году 71,5 млрд руб. В реализации товаров через розничную сеть Вологды наибольший объём занимают непродовольственные товары — 50,8 %; пищевые продукты, включая напитки и табачные изделия — 49,2 %. Средний чек при покупке в розничной торговой сети города Вологды на 1 августа 2010 года составил 150 руб. 45 коп., что на 32,7 % выше уровня города Череповца (113,35 руб.). С 2006 года в Вологде появляются крупные торговые центры, построенные преимущественно местными девелоперами («Оазис», «Мармелад»). Среди предприятий розничной торговли представлены крупные сети: «Макси», «Магнит», «Пятёрочка», «АШАН» (торговый центр «Рио»), «Лента». В сфере бытовых услуг занято более 2,5 тыс. человек, работающих на 500 предприятиях. В течение последних лет наблюдается стабильный рост объёмов реализации, развивается сеть предприятий, расширяется спектр оказываемых услуг. Общий оборот предприятий сферы услуг в 2009 году составил 14,1 млрд руб. В структуре предприятий общественного питания на 1 января 2010 года действует 433 объекта на 25 591 посадочное место. Из них наибольшую долю занимают закусочные (104 предприятия) и кафе (78 предприятий). Вклад туризма в экономику города в 2009 году оценивается на уровне 1 642 млн руб (доходы турфирм, гостиниц, предприятий индустрии развлечений, культурных учреждений и музеев, спортивных организаций).
В 2004 году в Вологде братьями Игорем и Дмитрием Бухманами была создана компания Playrix, занявшая по итогам 2020 года третье место в мировом рейтинге разработчиков мобильных игр по объёму годовой выручки. Братья стали первыми долларовыми миллиардерами родом из Вологды.

### Занятость и доходы населения

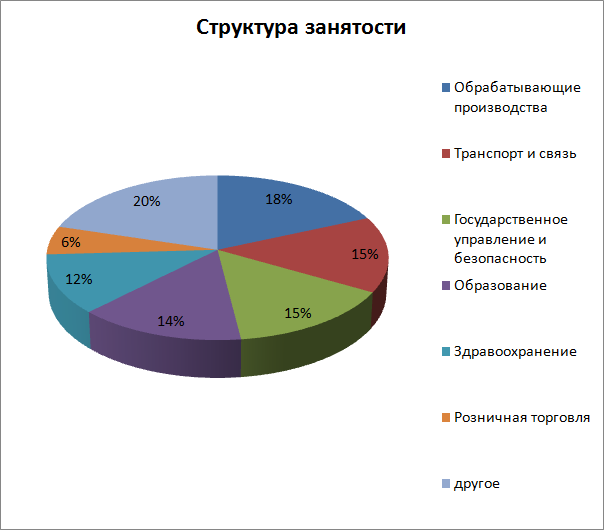
Структура занятости в наиболее крупных отраслях экономики Вологды в 2009 году

Среднесписочная численность работников крупных и средних организаций города Вологды за 4 месяца 2010 года составила порядка 101,2 тыс. человек, что меньше показателя соответствующего периода прошлого года на 4,8 %. В Вологде по итогам 2020 года высокий показатель безработицы составил 5,4 % — показатель на фоне пандемии COVID-19 за год вырос в пять раз.
Среднемесячная заработная плата в Вологде за 4 месяца 2010 года составила 19 127 руб. Покупательская способность (оборот розничной торговли на душу населения, делённый на стоимость потребительской корзины в регионе) в 2009 году составила 10,84 %. Этот показатель ниже, чем в Великом Новгороде (14,56 %) и Ярославле (12,38 %), однако, покупательская способность, рассчитанная через объём поступления в бюджеты налога на доходы физических лиц, и стоимость жилой недвижимости в Вологде (17) выше, чем в Калуге (5), Владимире (8) и зафиксирована на уровне Ярославля (19).
Вологда входит в рейтинги «самых гармоничных городов», «качества жизни крупных, средних и малых городов», «самых привлекательных для бизнеса городов России» и «30 лучших городов для бизнеса».

### Выставки-ярмарки
Проводятся ежегодные выставки: «Российский лён», «Российский лес», «Ворота Севера», «Свой дом», «Город мастеров».

## Культура
Живу вблизи пустого храма,

На крутизне береговой

И городская панорама

Открыта вся передо мной.

Пейзаж, меняющий обличье,

Мне виден весь со стороны

Во всём таинственном величье

Своей глубокой старины.

Там, за рекою, свалка брёвен,

Подъёмный кран, гора песка,

И торопливо — час не ровен!

Полощут женщины с мостка

Своё бельё — полны до края

Корзины этого добра,

А мимо, волны нагоняя,

Летят и воют катера…

Декор вологодских особняков часто называют «деревянным кружевом».
Дом Зернова, ок. 1910 г.

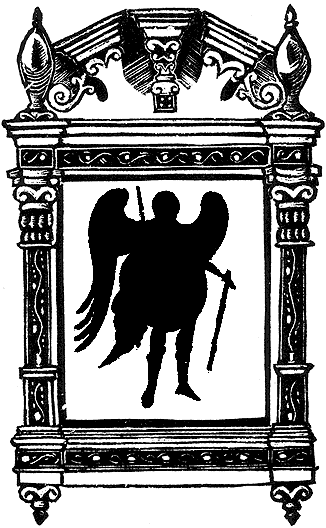
Вологда интересна своей архитектурой, иконописью и книжной графикой. Линогравюра Н. П. Дмитревского, 1922 г.

Вологда — один из культурных центров Русского Севера. Примечательными проявлениями своеобразной вологодской культуры являются гражданское деревянное зодчество (расцвет в XIX веке), вологодское кружево (конец XIX — весь XX век), каменная церковная архитектура (расцвет — во второй половине XVII — начале XVIII века), иконопись (расцвет и наиболее самостоятельный период — в XV веке) и книжная графика (1920-е и 1970-е годы).
Исторически вологодская культура сформировалась как сплав из новгородских (деревянное зодчество), ростовских и московских (каменное церковное строительство и иконопись) традиций, в то время как роль автохтонного угро-финского населения невелика и проявляется в основном в топонимике и народной культуре. В средневековье через Вологду на Север шло распространение русской культуры (включая письменность) и христианства. Начиная с XVI века Вологда была оплотом Московского княжества на Севере и проводником столичной культуры. С переносом столицы в Петербург Вологда испытывает сильное влияние западно-европейской культуры. В XIX — начале XX века в Вологде вышла первая газета (1838 год), открылись театр (1842 год), публичная библиотека (1865 год), музей (1882 год), кинотеатр (1903 год) и вуз (1912 год).
В советское время увеличилось число учреждений культуры и образования, появились детские библиотеки и театр, открылась филармония (1944 год). В 2009 году городской Думой была принята концепция «Вологда — культурная столица Русского Севера». В 2000-е годы в городе проходят многочисленные фестивали: молодого европейского кино «Voices», театрально-концертные «Голоса истории» и «Лето в Кремле», музыкальный Гаврилинский, поэтический «Рубцовская осень» и другие.
Одной из основных проблем является гибель памятников архитектуры, особенно деревянных, при этом город теряет свою идентичность, историческую ценность и туристическую привлекательность. В 2011 году Вологда не вошла в пересмотренный список «исторических городов».

### Музеи
В Вологде — более 10 музеев и галерей. Большинство музеев — филиалы Вологодского музея-заповедника (ВГИАХМЗ), который является одним из крупнейших музейных центров всего Русского Севера. На территории Архиерейского двора находятся основные экспозиции, среди которых наиболее ценные — иконописи (с двумя иконами Дионисия) и народного творчества.
Открытый в 2010 году Музей кружева посвящён знаменитому вологодскому ремеслу. Музеи «Вологда на рубеже XIX—XX веков» и «Мир забытых вещей», расположенные в деревянных особняках, воссоздают быт дореволюционной Вологды. Музей дипломатического корпуса открывает малоизвестную страницу истории России, рассказывая о пребывании в городе 11 иностранных посольств и миссий с февраля по июль 1918 года, когда из-за опасности захвата Петрограда немецкими войсками Вологда стала «дипломатической столицей» России. Музей «Вологодская ссылка» посвящён истории «подстоличной Сибири», как называли полную политических ссыльных Вологду во второй половине XIX века. Два музея посвящены вологодским литераторам — о Н. М. Рубцове рассказывает музей «Литература. Искусство. Век XX», а о К. Н. Батюшкове — дом-музей поэта.
В апреле 2018 года в отреставрированном памятнике архитектуры регионального значения — доме купца Черноглазова конце XIX века, известного как «Дом с лилиями», открылся частный музей, посвящённый истории этого здания. В 2017 году дом, обретший свой первоначальный исторический облик, стал обладателем престижной премии АРХИWOOD в номинации «Реставрация».
Неподалёку от города находится музей сельского деревянного зодчества под открытым небом «Семёнково» с Музеем вологодского масла. Одна из немногих уцелевших в советское время пригородных вологодских усадеб — Покровское (28 км от города), родовое имение дворян Брянчаниновых, где провёл детские годы святитель Игнатий (Брянчанинов) отреставрирована и с 2010 года является музеем и популярным местом паломничества.

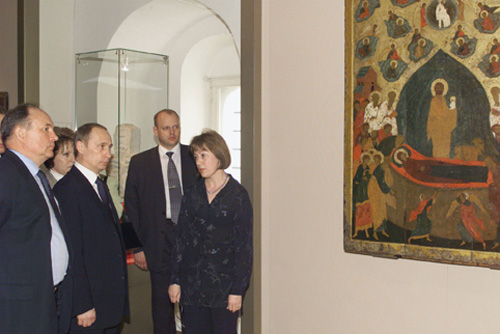
Вологодский музей-заповедник представляет богатейшее собрание иконописи и народного искусства
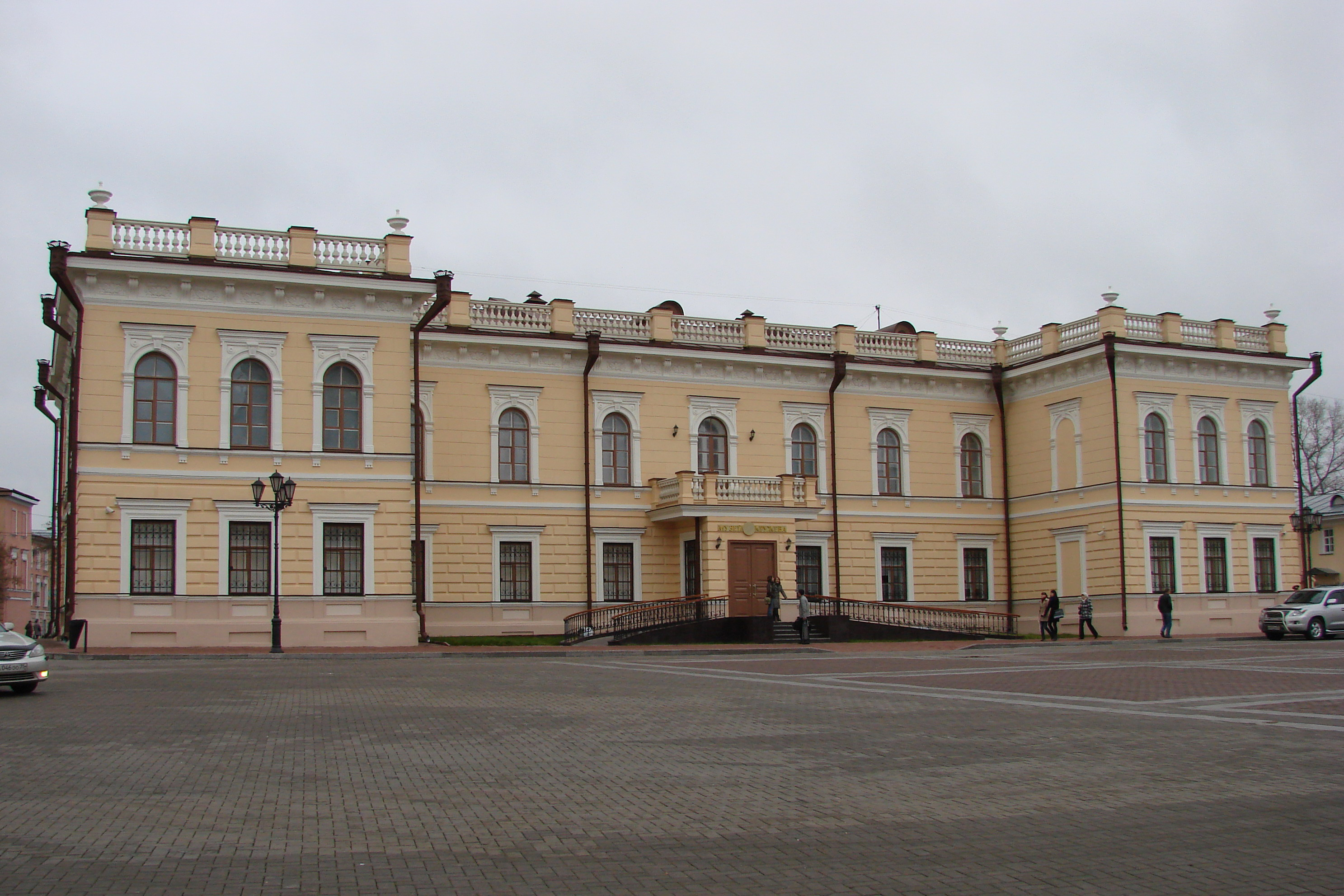
Открытый в 2010 г. Музей кружева сразу стал одним из самых популярных
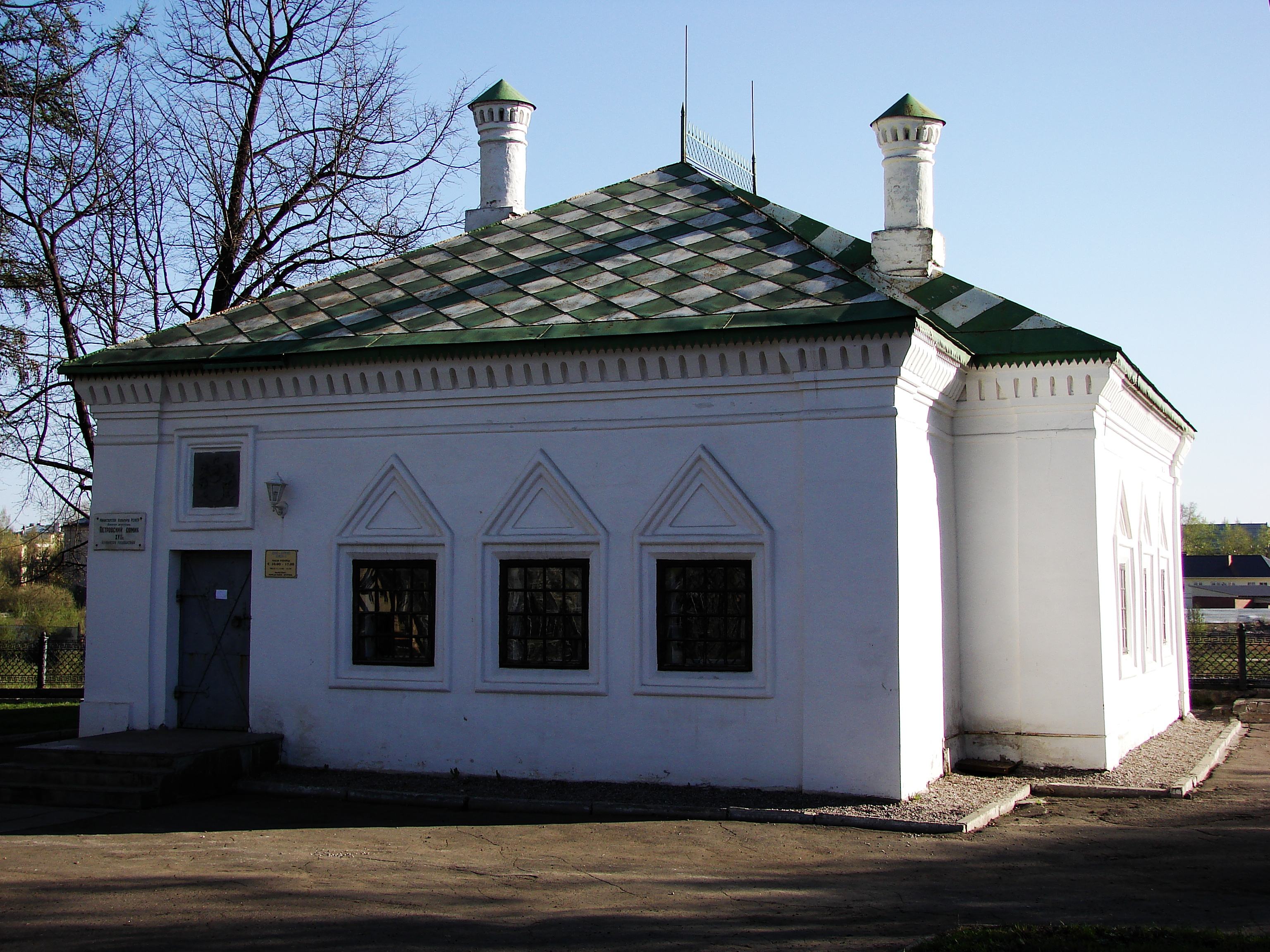
Домик Петра — старейший музей Вологды (1885 г.)
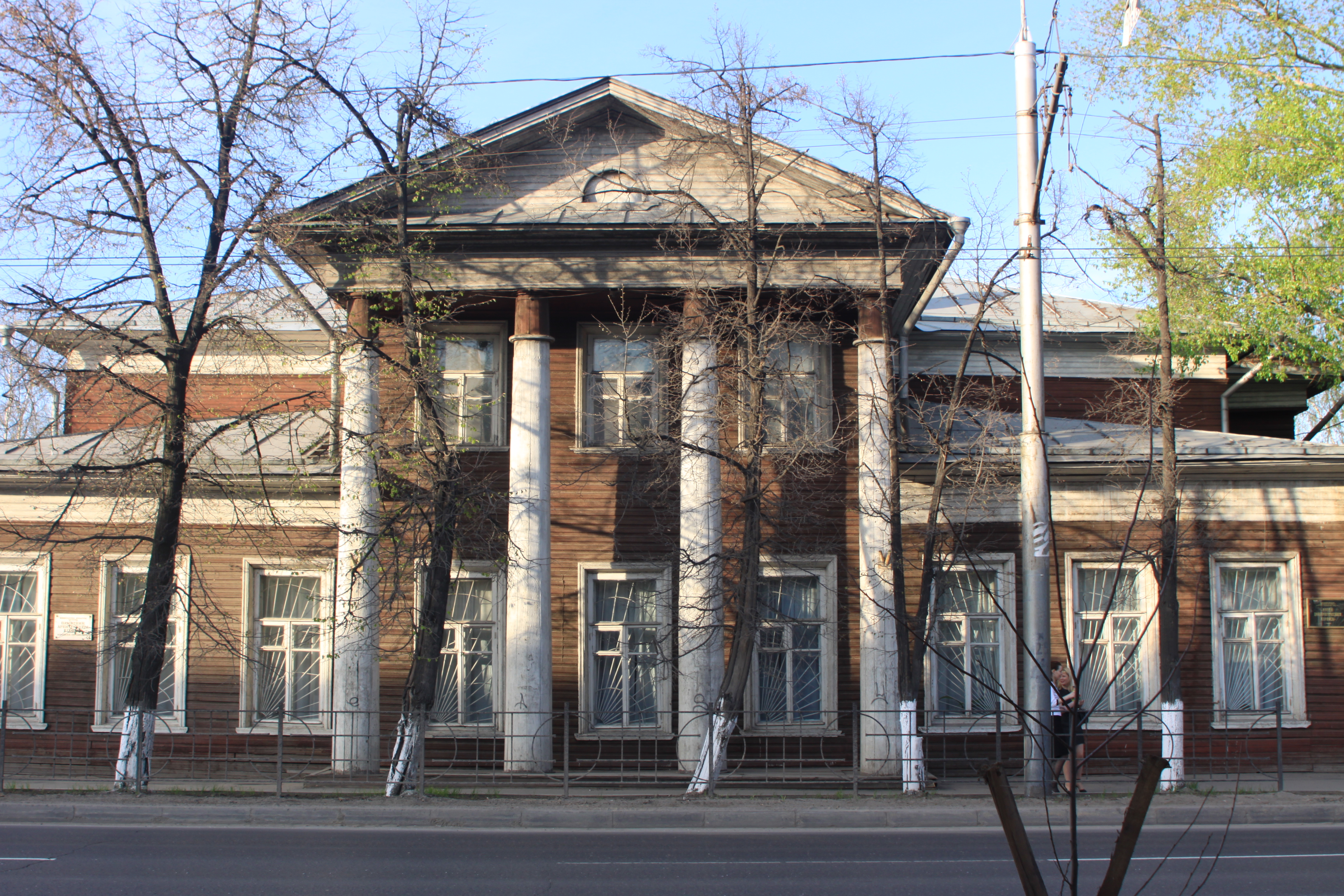
Музей дипломатического корпуса в бывшем здании посольства США, деревянном особняке Пузан-Пузыревского

### Театры, филармония, библиотеки
В городе работают пять профессиональных театров: Драматический театр, Театр юного зрителя, театр кукол «Теремок», Камерный драматический театр и Детский музыкальной театр. Вологодская областная филармония (с 1999 года — имени В. А. Гаврилина) была образована в 1944 году на базе концертно-эстрадного бюро, при этом основу коллектива составили эвакуированные из блокадного Ленинграда артисты. 4 января 2012 года Камерный театр получил своё специально приспособленное помещение в историческом центре города.
Ежегодно в Вологде вручаются театральные премии на лучшую мужскую роль (Премия имени Алексея Семёнова), на лучшую женскую роль (Премия имени Марины Щуко) и за многолетнее искреннее служению детскому зрителю (Премия имени Киры Осиповой).
В Вологде работает несколько крупных областных библиотек (Вологодская областная универсальная научная библиотека имени И. В. Бабушкина, Вологодская областная юношеская библиотека имени В. Ф. Тендрякова и другие), а также Централизованная библиотечная система г. Вологды, в состав которой входят 20 городских библиотек-филиалов, в том числе Центральная городская библиотека, Центральная детская библиотека, 2 детские библиотеки, 4 библиотеки семейного чтения, Центр писателя Василия Ивановича Белова, Центр деловой информации. Собственные библиотеки работают в вузах. В 2009 году Вологда была объявлена библиотечной столицей года, став хозяйкой Всероссийского библиотечного конгресса (XIV ежегодной конференции Российской библиотечной ассоциации).

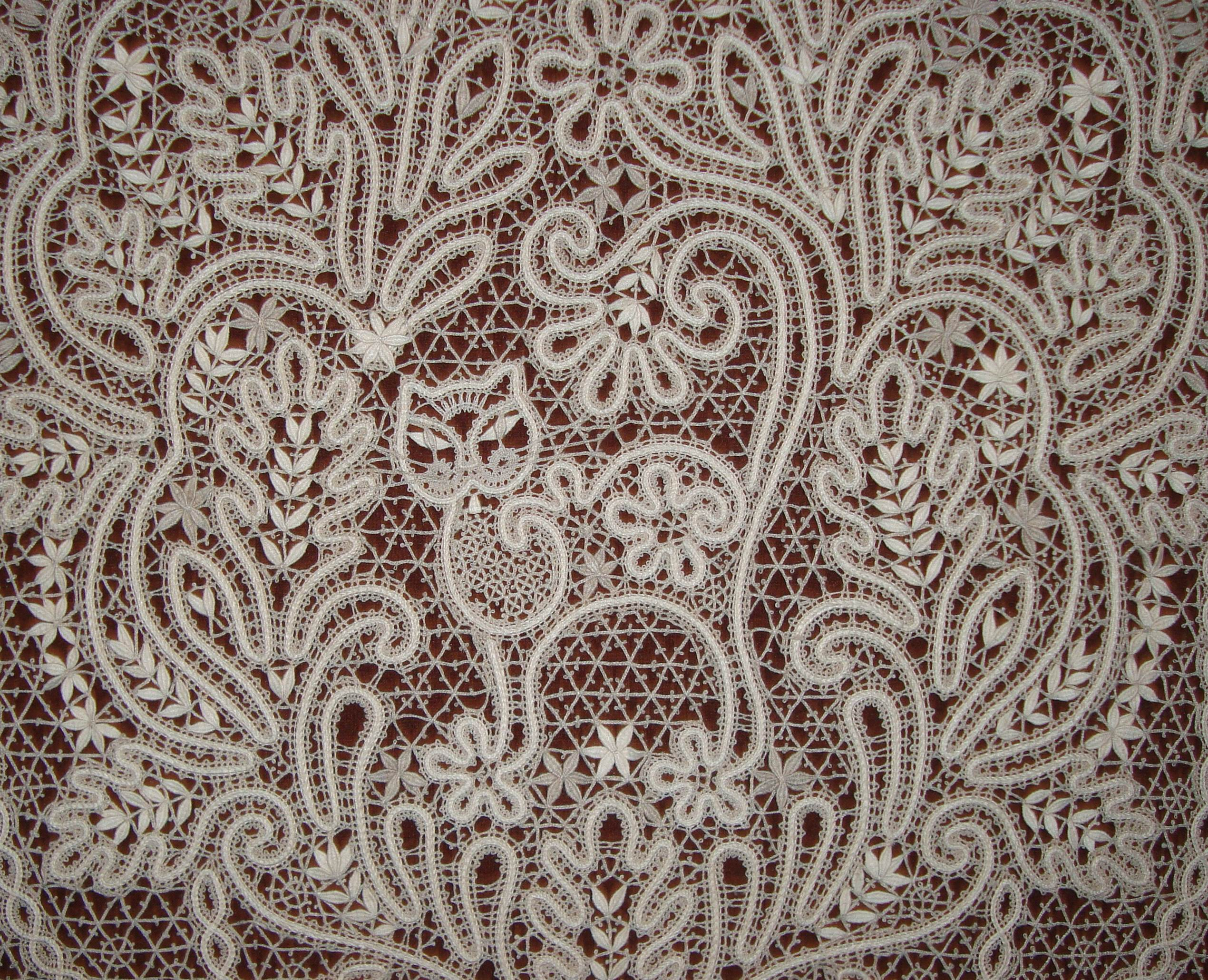
Вологодское кружево стало популярным сувениром, дало городу музей и фестиваль
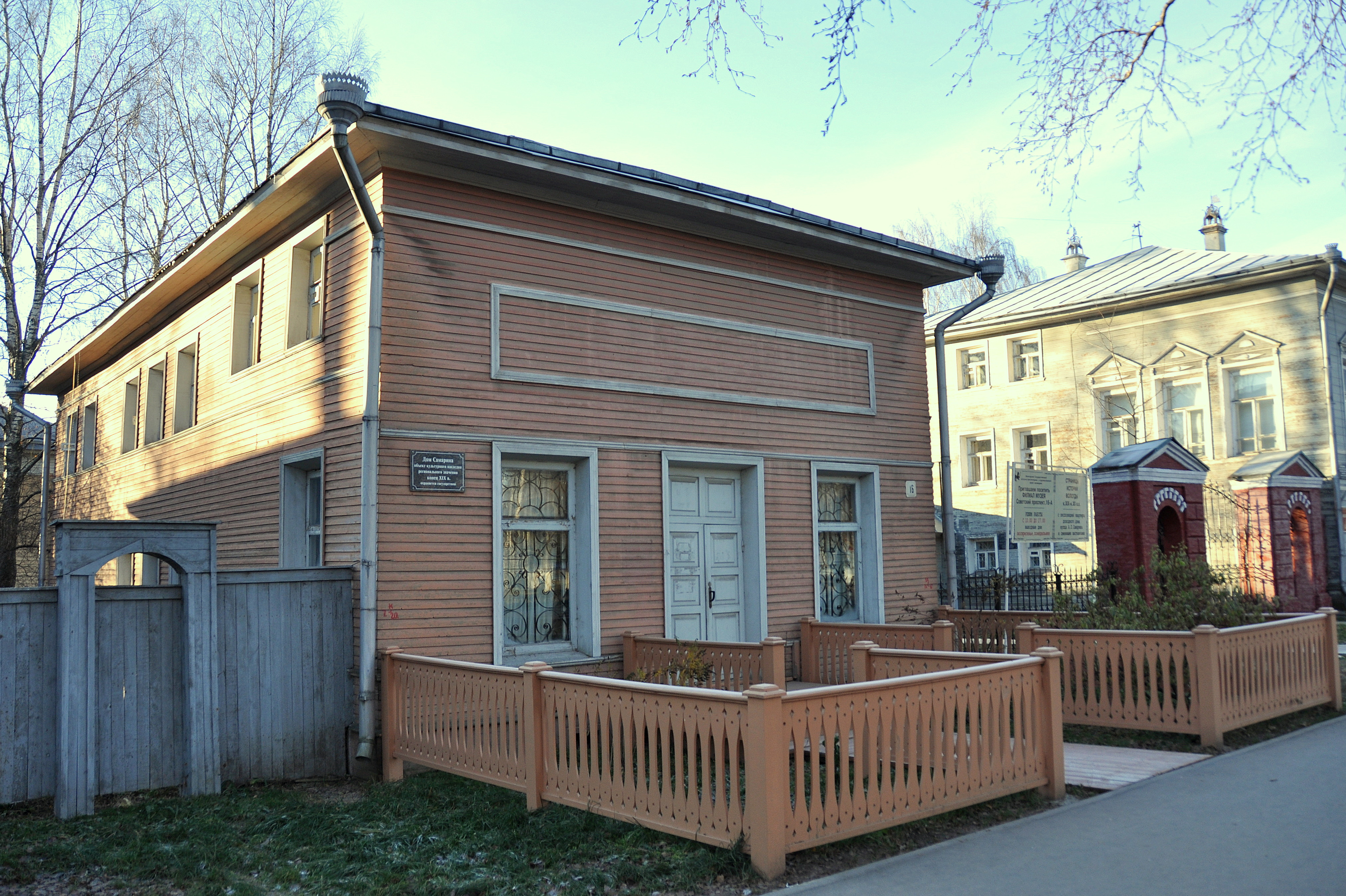
Резной палисад дома-музея купца Самарина
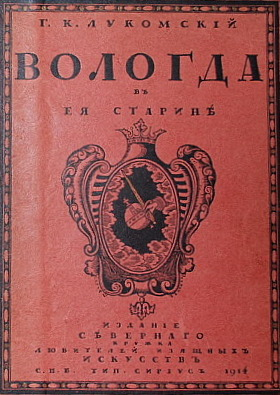
«Вологда в её старине» Г. К. Лукомского (1914, 1980-е) — один из лучших архитектурных и краеведческих путеводителей по Вологде
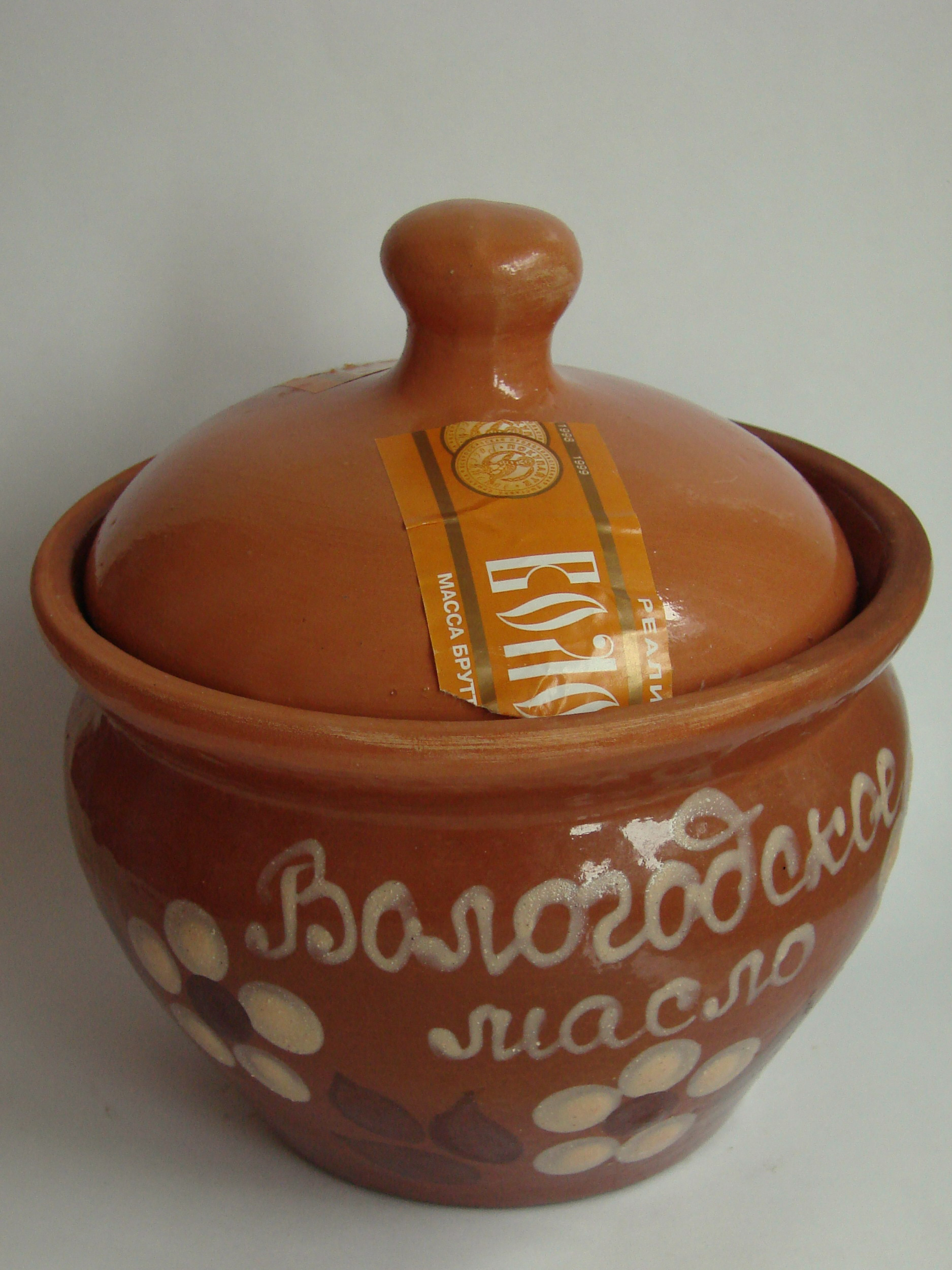
Вологодское масло в горшочке — традиционный гостинец из Вологды

## Достопримечательности

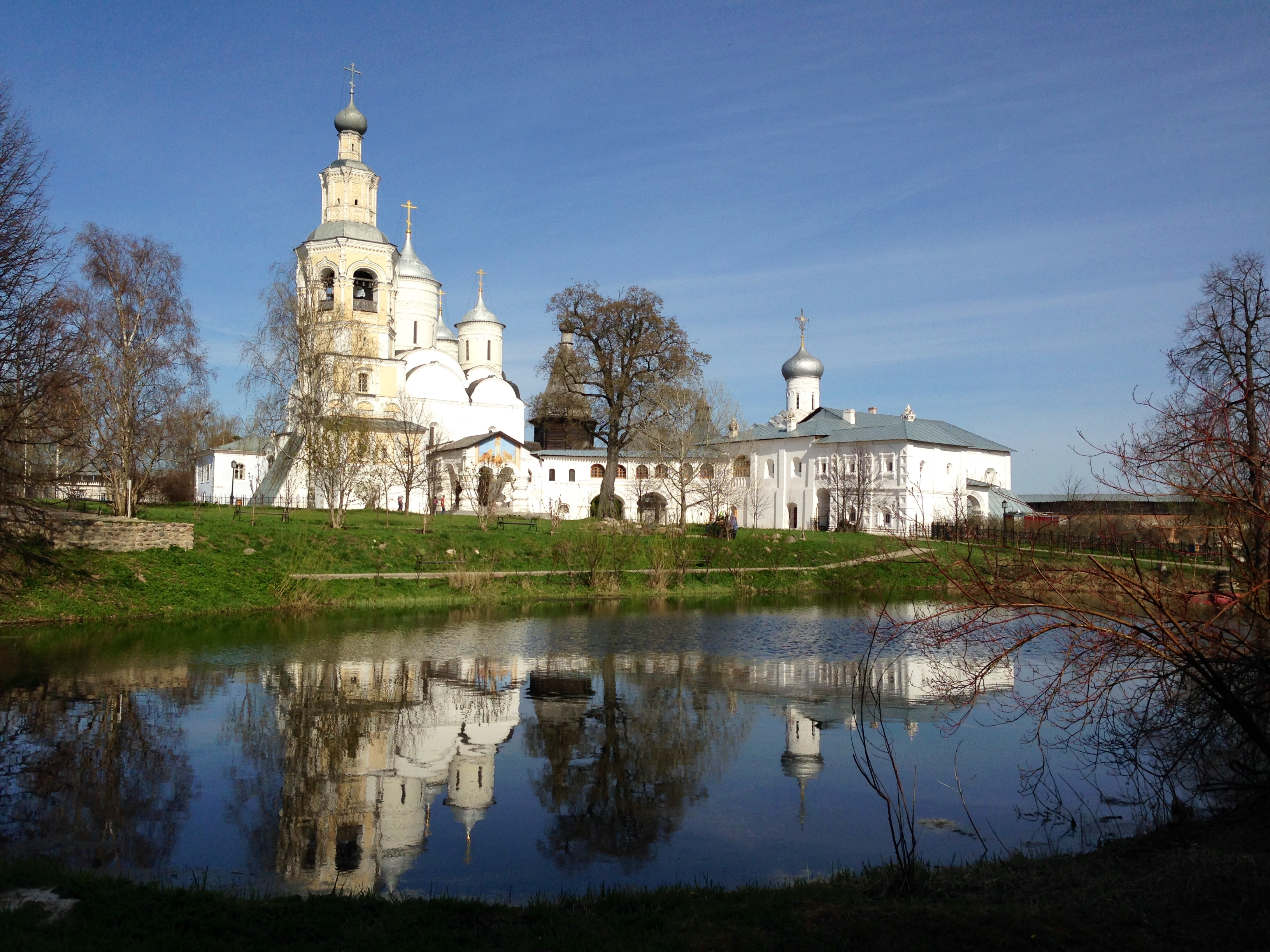
Спасо-Прилуцкий монастырь

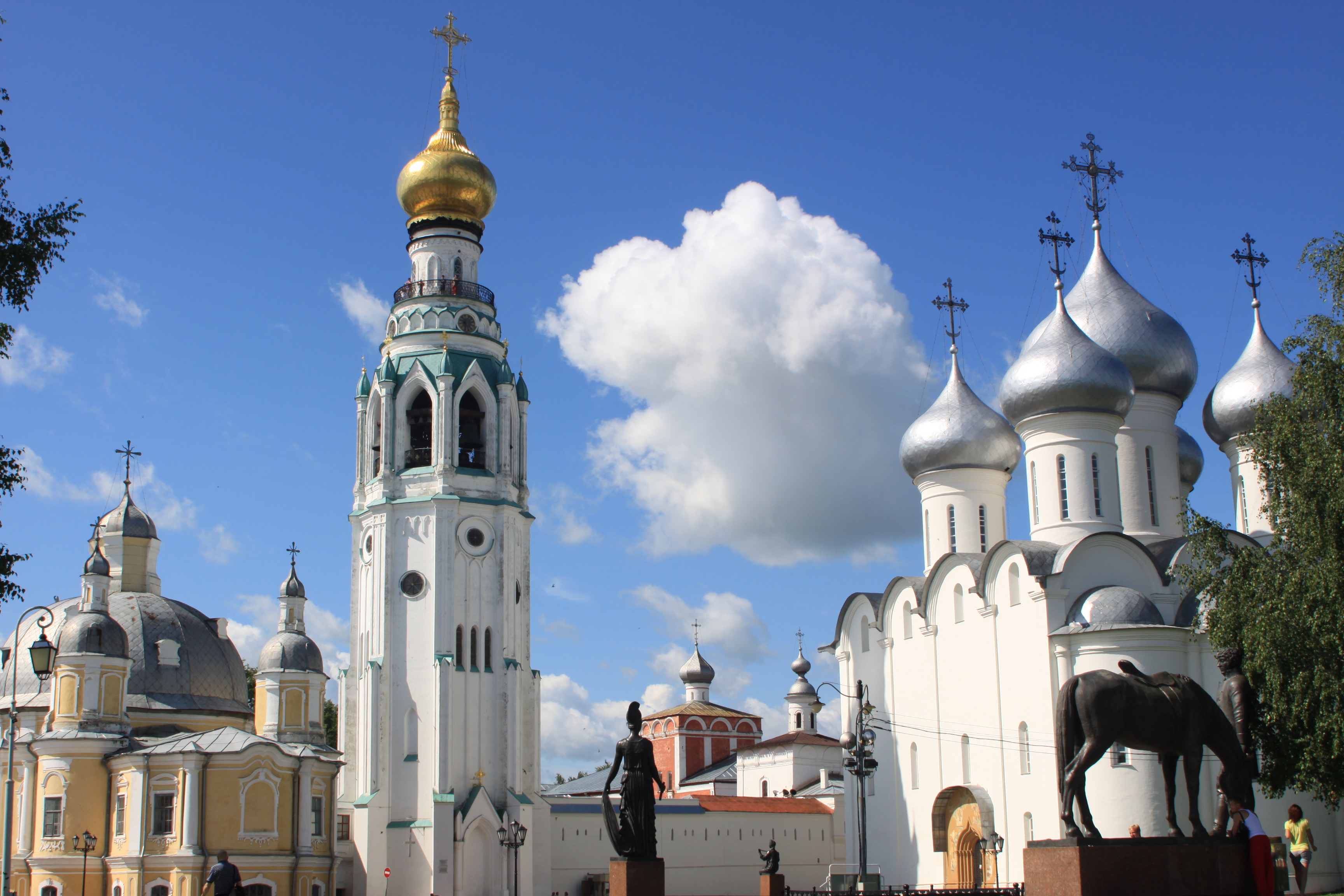
Кремлёвская площадь (Воскресенский собор, колокольня, Архиерейский собор и Софийский собор)

Вологда обладает интересным историко-архитектурным наследием. Исторический облик города сформировало гармоничное сочетание памятников каменного и деревянного зодчества. За исключением уничтоженных в советское время храмов и перестроенных площадей, историческая застройка центра города сохранилась сравнительно хорошо.
В Вологде насчитывается 193 памятника архитектуры и истории федерального значения. Среди них: «Вологодский кремль» (Архиерейский двор) с экспозициями Вологодского музея-заповедника, Софийский собор с фресками и смотровой площадкой на колокольне, Областная картинная галерея с музеем В. Т. Шаламова и выставочным залом в бывшем Воскресенском соборе, архитектурные ансамбли Каменного моста и площади Революции, силуэт и панорама застройки вдоль реки Вологды, сохранившаяся компактная деревянная застройка в районе улицы Засодимского вокруг церквей Варлаама Хутынского и Ильи Пророка, церкви XVII века с фресками — Иоанна Предтечи в Рощенье, Димитрия Прилуцкого на Наволоке и Покрова на Козлёне.

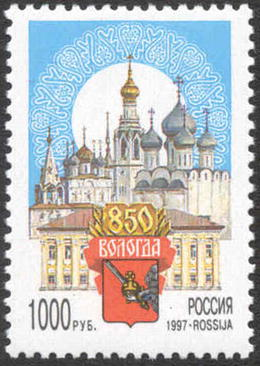
Софийский собор (справа вверху), Церковь Иоанна Златоуста (слева вверху), Дом Барша (внизу) и герб Вологды на почтовой марке России 1997 года, посвящённой 850-летию Вологды

Среди исторических городов России Вологда занимает особое место по количеству и значимости памятников деревянного зодчества. В Вологде в дереве представлены все основные архитектурные стили конца XVIII — начала XX веков — от классицизма и ампира до модерна и рационализма, главные типы особняков — дворянские, купеческие и мещанские, большое количество доходных домов и деревянные советские общественные здания.
Спасо-Прилуцкий монастырь — действующий монастырь, с 1993 года вошёл в черту города Вологды, является комплексом памятников архитектуры XVI—XVIII веков, среди которых Спасский собор (1537—42) и Успенская церковь, перенесённая из Александро-Куштского монастыря — древнейшая сохранившаяся деревянная шатровая церковь в России (1-я четверть XVI века). В монастыре покоятся мощи его основателя святого Димитрия Прилуцкого. Также на его территории похоронен поэт Константин Батюшков.
В 2010 году открылся Центр народных художественных промыслов и ремёсел «Резной Палисад», место где собираются вологодские мастера, проходят различные культурные мероприятия, а также расположена экспозиция вологодских ремёсел. Дом ремёсел расположен в исторической части города на улице Засодимского в здании постройки 1862 года.

### Уничтожение культурного наследия
За годы советской власти Вологда утратила 16 памятников религиозной архитектуры, в том числе шесть церквей XVII века:
1. Церковь Афанасия Александрийского, бесприходная (XVIII в.) — разрушена в 1924 г.
2. Церковь Благовещения (1817) — разрушена в 1936 г.
3. Церковь Рождества Богородицы на Верхнем долу (XVIII в.) — разрушена в 1928 г.
4. Введенская кладбищенская церковь (1818) — разрушена в 1937 г.
5. Церковь Вознесения Христова, бесприходная (1698) — разрушена в 1929 г.
6. Церковь Воскресения Христова на Ленивой площадке (1763) — разрушена в 1936 г.
7. Кирха Воскресения Христова (1898) — разрушена в 1980-е гг.
8. Герасимовская церковь на Кайсаровом ручье (1717) — разрушена в 1930 г.
9. Церковь Георгия Победоносца на Наволоке (1675) — разрушена в 1936 г.
10. Церковь Иоанна Предтечи в Дюдиковой пустыни (1653) — разрушена в 1932 г.
11. Церковь Михаила Архангела (1780) — разрушена в 1926 г.
12. Церковь Николая Чудотворца на Сенной площади (1717, 1773) — разрушена в 1928 г.
13. Церковь Параскевы Пятницы на Пятницком мосту (XVII в.) — разрушена в 1960-е гг.
14. Церковь Спаса Преображения на Болоте (1768) — разрушена в 1937 г.
15. Церковь Фёдора Стратилата, бесприходная (XVII в., 1769) — разрушена в 1936 г.
16. Спасо-Всеградский Обыденный собор (1688, 1698) — разрушен в 1928 г.

## Телекоммуникации и СМИ

### Связь и интернет
Стационарные телефоны города подключены к Вологодскому филиалу ОАО «Ростелеком». Сотовые операторы: Билайн, МегаФон, МТС, Теле2.
Основные провайдеры услуг связи в городе:
- ОАО «Ростелеком» (GPON, ADSL, SHDSL, Ethernet и Dial-Up)
- ОАО «МТС» (ранее «Комстар-регионы», «Стрим-ТВ», «Комтел»)
- ОАО «МегаФон» (ранее ЗАО «ПетерСтар») (Dial-Up, Ethernet и ADSL, а также телефонная связь)
- ОАО «Вымпелком»
- ООО «Электрика» (Baza.net) Ethernet

### Цифровое телевидение
Вологодский филиал ФГУП «РТРС» обеспечивает на территории города приём первого и второго мультиплексов цифрового эфирного телевидения России (34 ТВК, 35 ТВК).
Все 20 каналов для мультиплекса РТРС-1 и РТРС-2; Пакет радиоканал, включает: «Вести FМ», «Радио Маяк», «Радио России» /«ГТРК Вологда».
- Пакет телеканалов РТРС-1 (телевизионный канал 34, частота 578 МГц), включает: «Первый Канал», «Россия 1»/«ГТРК Вологда», «Матч ТВ», «НТВ», «Пятый Канал», «Россия К», «Россия 24»/«ГТРК Вологда», «Карусель», «ОТР»/«Русский Север», «ТВЦ».
- Пакет телеканалов РТРС-2 (телевизионный канал 35, частота 586 МГц), включает: «РЕН ТВ», «СПАС», «СТС», «Домашний», «ТВ3», «Пятница!», «Звезда», «Мир», «ТНТ», «МУЗ-ТВ».

### Кабельные телеканалы
- Общедоступный региональный телеканал («21-я кнопка»): «Русский Север».

### Радио
По состоянию на 2020 год Вологодский областной радиотелевизионный передающий центр, являющийся филиалом ФГУП «Российская телевизионная и радиовещательная сеть» (РТРС), транслировал 14 различных радиоканалов.
По состоянию на 12 июня 2024 года в Вологде транслируются следующие радиостанции:
| Частота МГц | Название радиостанции                                   |
| ----------- | ------------------------------------------------------- |
| 92,7 FM     | «Радио Гордость»                                        |
| 96,0 FM     | «Радио Вера», «Радио София»                             |
| 96,4 FM     | «Love Radio»                                            |
| 98,0 FM     | «Радио России»                                          |
| 98,8 FM     | «Наше радио»                                            |
| 99,2 FM     | «Comedy Radio»                                          |
| 99,6 FM     | «Ретро FM»                                              |
| 100,2 FM    | «Европа Плюс»                                           |
| 100,6 FM    | «Вести ФМ»                                              |
| 101,0 FM    | «Дорожное радио»                                        |
| 101,4 FM    | «Радио Дача»                                            |
| 101,9 FM    | «Дети FM»                                               |
| 102,3 FM    | «Маяк»                                                  |
| 102,7 FM    | «Радио Шансон-Вологда», «Радио Шансон»                  |
| 103,2 FM    | «Ди ФМ Вологда», «Ди FM» («D FM»)                       |
| 103,7 FM    | «Калина Красная»                                        |
| 104,4 FM    | «Радио Трансмит»                                        |
| 104,9 FM    | «Русское радио-Вологда», «Русское радио»                |
| 106,1 FM    | «Авторадио-Вологда», «Авторадио»                        |
| 106,5 FM    | «Юмор ФМ Вологда», «Юмор FM»                            |
| 106,9 FM    | «Радио Премьер», «Радио Энергия FM» («Radio Energy FM») |

### Газеты и журналы
В городе выпускаются как государственные и муниципальные, так и негосударственные газеты. Официальной газетой областного правительства является «Красный Север», газетой городской администрации — «Вологодские Новости». Негосударственными общественно-политическими газетами являются «Премьер» и «Наша Вологда». Кроме того, в городе выходят общероссийские газеты с региональной вкладкой: «Комсомольская правда в Вологде и Череповце», «МК в Вологде и Череповце», «Хронометр-Вологда», «АИФ-Вологодская область», «Невское время».
Некоторые газеты издаются политическими партиями и общественными организациями — «Наш голос» (КПРФ) и «За справедливость» (Справедливая Россия), «Профсоюзная газета» (Федерация профсоюзов), «Защита» (Профсоюз работников народного образования и науки), «Гражданское содружество» (РОО «Общественная палата Вологодской области»). Имеются также специализированные газеты: «Вологодская коммунальная газета», «Местная газета», «Вологодская юридическая газета», «Здоровье — наш выбор», «Поварёшка», «Спецтехника и строительство», «Вологодский подшипник». Выпускаются рекламные газеты — «ГородокЪ+», «Бизнес Партнёр».
С середины 2000-х годов идёт тенденция к сокращению газет в связи с перенасыщенностью рынка города печатной продукцией и непростыми условиями работы для оппозиционных СМИ, связанными с административным давлением. Так, в 2006 году была закрыта независимая газета «Наш регион», а в 2009 году — крупнейшая в Вологде оппозиционная общественно-политическая газета «Русский Север». Закрытие коснулось и газет, выражавших преимущественно официальную позицию властей: в 2010 году приостановлен выпуск «Вологодской недели», а к концу 2011 года должны быть закрыты ещё 2 газеты — «Коммунальная газета» и «Местная газета».
Журналы, издаваемые в Вологде, как правило, небольшие по тиражу и специализируются на какой-то определённой сфере жизни. В городе имеются литературный («Лад вологодский»), молодёжный («Квартал плюс»), церковный («Благовестник»), деловые («Деловой клуб-регион», «Бизнес и власть»), отраслевые и специализированные («Здоровье Вологодчины», «Новый лесной журнал», «Огородные подсказки», «Недвижимость и строительство регион»), а также информационно-рекламные («Идея-РАНДЕВУ», «Русский Север», «Идеальный дом. Вологодская область», «Вологодская афиша», «Fresh time», «Модный проспект») журналы.

### Интернет-издания
Начиная с середины 2000-х годов особое влияние среди вологодских СМИ приобрели интернет-издания. Некоторые из них относятся к местным информационным агентствам.
- «Вологда-портал» — официальный сайт Администрации города Вологды.
- ИА «Новости Вологодской области» — новостной сайт, некогда принадлежавший вологодской радиостанции «Премьер».
- ИА «Медиа-Центр» — новостной сайт областного холдинга ООО «Медиацентр», принадлежащего «Северстали» и объединяющего 25 областных и местных газет и журналов, радиостанцию «Трансмит» и телевизионные каналы «ТВ-7 Вологда», «Канал 12» (Череповец) и «Провинция -РЕН» (Великий Устюг).

## Образование
Первым учебным заведением Вологды была цифирная школа, открытая в 1714 году; за неимением учеников она была закрыта в 1744 году. К этому времени уже была открыта, в 1730 году, духовная семинария при архиерейском доме. В 1786 году в Вологде было открыто главное народное училище, которое в 1804 году преобразовано в губернскую гимназию; первоначально — с четырьмя классами, затем, к 1873 году — с 8 классами. В 1876 году было открыто Александровское реальное училище.
В 1834 году в Вологде был открыт Частный женский пансион Генриетты Дозе. В 1858 году он был преобразован в Перворазрядное училище для девиц. В 1860 году для училища был приобретён трёхэтажный каменный дом на Большой Благовещенской улице (в настоящее время в этом здании — Вологодский педагогический колледж, улица Батюшкова, дом 2). 11 мая 1862 года Вологодское женское училище получило новое название — Вологодская Мариинская женская гимназия. Начальницей Вологодской Мариинской женской гимназии была до декабря 1863 года Генриэтта Корнилиевна Дозе (умерла в Петрозаводске 25 ноября 1882 года). В гимназии преподавали: Закон Божий, русский, французский и немецкий языки, математику, физику, географию, педагогику, русскую и всеобщую историю, рисование, чистописание, пение, рукоделие, танцы. В гимназии функционировали 7 основных и 8-й дополнительный класс, при 5, 6 и 7 классах действовали параллельные отделения; при гимназии существовали домовая церковь и общежитие. По окончании гимназии выпускницы получали звание домашней учительницы или домашней наставницы. В гимназии одновременно обучалось около 500 девиц.
Женская прогимназия была открыта в Вологде, в наёмном доме, в 1902 году.
Ныне в Вологде действуют 84 дошкольных учреждения, функционирует 6 детских домов; работают 1 начальная, 1 вечерняя (сменная) и 42 средних общеобразовательных школ, 2 специальные коррекционные школы, 9 учреждений начального профессионального образований (профессиональных лицеев и училищ). Кроме того, существует 11 детско-юношеских центров дополнительного образования, 8 спортивных школ, 5 музыкальных школ, 1 школа искусств и около 46 общественных молодёжных организаций. Среднее профессиональное образование представлено:
- учебными заведениями, возникшими на базе сложившихся учреждений среднего профессионального образования — техникумов и училищ (Вологодский техникум железнодорожного транспорта, Вологодский машиностроительный техникум (в составе ВоГУ), Технологический колледж (в составе ВГМХА), Вологодский Областной Колледж Искусств, Вологодский педагогический колледж, Вологодский областной медицинский колледж, Вологодский кооперативный колледж, Вологодский строительный колледж, Вологодский аграрно-экономический колледж);
- учебными заведениями, возникшими на базе бывших учреждений начального профессионального образования — профессиональных лицеев и училищ (Вологодский колледж лёгкой промышленности и сферы услуг, Губернаторский колледж народных промыслов, Вологодский колледж связи и информационных технологий, Вологодский колледж технологии и дизайна, Вологодский колледж коммерции, технологии и сервиса).

Крупнейшими государственными вузами Вологды являются:
- Вологодский государственный университет;
- Вологодская государственная молочнохозяйственная академия им. Н. В. Верещагина (с. Молочное);
- Вологодский институт права и экономики ФСИН России.

Единственным самостоятельным негосударственным вузом в Вологде до февраля 2016 года являлся Вологодский институт бизнеса (весной он был присоединён к вологодскому филиалу академии МУБиНТ). Кроме того, в Вологде расположены Северо-Западный институт (филиал) Московского государственного юридического университета им. О. Е. Кутафина (МГЮА), Вологодский филиал Ярославского государственного медицинского университета, филиалы Северо-Западной академии государственной службы, Санкт-Петербургского государственного инженерно-экономического университета (ИНЖЭКОН), Международного университета бизнеса и новых технологий, Современной гуманитарной академии, Института международного права и экономики им. А. С. Грибоедова, Столичной финансово-гуманитарной академии, Института профессиональных инноваций.
До 2017 года прекратили свою деятельность филиалы Современной гуманитарной академии, Столичной финансово-гуманитарной академии.
21 апреля 2017 года стало известно о лишении государственной аккредитации вологодского филиала академии МУБиНТ.

## Инфраструктура

### Транспортная система
Вологда — важнейший и один из крупнейших транспортных узлов Северо-Западного федерального округа. Через город проходят федеральные транспортные коридоры: автомобильный и железнодорожный «Юг — Север» (Москва — Ярославль — Архангельск) и железнодорожный «Транссиб» (Владивосток — Челябинск — Киров — Вологда — Санкт-Петербург). Автомобильными дорогами Вологда связана с Москвой, Ярославлем, Архангельском (трасса М8), с Череповцом и Санкт-Петербургом (трасса А114), с Вытегрой, Петрозаводском и Мурманском (трасса А119), с Тотьмой, Великим Устюгом, Котласом, Сыктывкаром и Кировом (трасса А123), а также со всеми районными центрами Вологодской области. В городе начинаются дороги местного значения на Норобово (Пошехонское шоссе), Вологда — Фетинино, Вологда — Ростилово (Старое Московское шоссе). Участок железной дороги в черте Вологды является самым грузонапряжённым на всей сети железнодорожных дорог Российской Федерации — более 240 поездов в сутки. В городе расположен аэропорт, проходит судоходная река Вологда. Городской общественный транспорт представлен автобусами, троллейбусами и маршрутными такси. Построена автомобильная объездная дорога, планируется строительство железнодорожного обхода города.

#### Автомобильный транспорт и дорожная сеть
Дорожная сеть в центральной части города имеет преимущественно прямоугольную сетку улиц, сформированную генеральным планом XVIII века. Основные городские магистрали в центре города сформировались в 1950—1980-е года, когда были расширены улицы: Мира, Чернышевского, Зосимовская, Ленинградская, Октябрьская, Герцена, проспект Победы. В остальных частях города главные улицы сформированы путепроводами через железную дорогу (улица Ленинградская, Пошехонское шоссе, улица Маршала Конева) и мостами через реки Вологда, Шограш, Содема и Золотуха (улицы Горького, Прокатова, Можайского, Петина). Общая протяжённость улиц и проездов Вологды составляет 254,6 км, из них с асфальтовым покрытием — 195,1 км, обеспеченных подземными водостоками — 150,7 км. Через реки и железные дороги построено 34 моста. Доля дорог, не отвечающих нормативным требованиям по качеству в 2008—2010 годах составила более 23 % в общей протяжённости.
Недостаток мостов через железные дороги и реку Вологду является одной из основных транспортных проблем города. Для обеспечения транспортной доступности частей города в 2013 году завершено строительство путепровода через железнодорожные пути на Белозерском шоссе, также запланировано строительство моста через реку Вологду в районе улицы Некрасова (в конце 2022 года было объявлено о начале строительства в 2023 году). Для вывода транзитного транспорта с 1999 года ведётся строительство окружной дороги (введены в строй участки между Архангельским, Белозерским и Ленинградским шоссе), в августе 2020 года строительство окружной дороги завершено. Число автомобилей на январь 2012 года году составило 103 563 единицы техники, в том числе 73 651 легковой автомобиль, 15 216 грузовиков, 2922 автобуса и 4165 мотоциклов.

#### Железнодорожный транспорт
Через город проходят крупные железнодорожные магистрали: Москва — Архангельск — Беломорск — Мурманск и Воркута, Санкт-Петербург — Екатеринбург. Вологодский железнодорожный узел является самым крупным транзитным и сортировочным узлом на Северной железной дороге. Плотность железнодорожных путей общего пользования составляет 53 км на 10 тыс. км² при среднероссийском уровне 50 км. Одна из крупнейших в России сортировочных станций Лоста, находящаяся в черте города, по данным на 2006 год, перерабатывала более 5000 вагонов в сутки. После запуска высокоскоростного движения по линии Москва — Санкт-Петербург произошло перераспределение грузовых потоков и к концу 2010 года показатели переработки удвоились. С железнодорожного вокзала Вологда-1 отправляются более 20 поездов дальнего следования, а также пригородные поезда.

#### Городской общественный транспорт

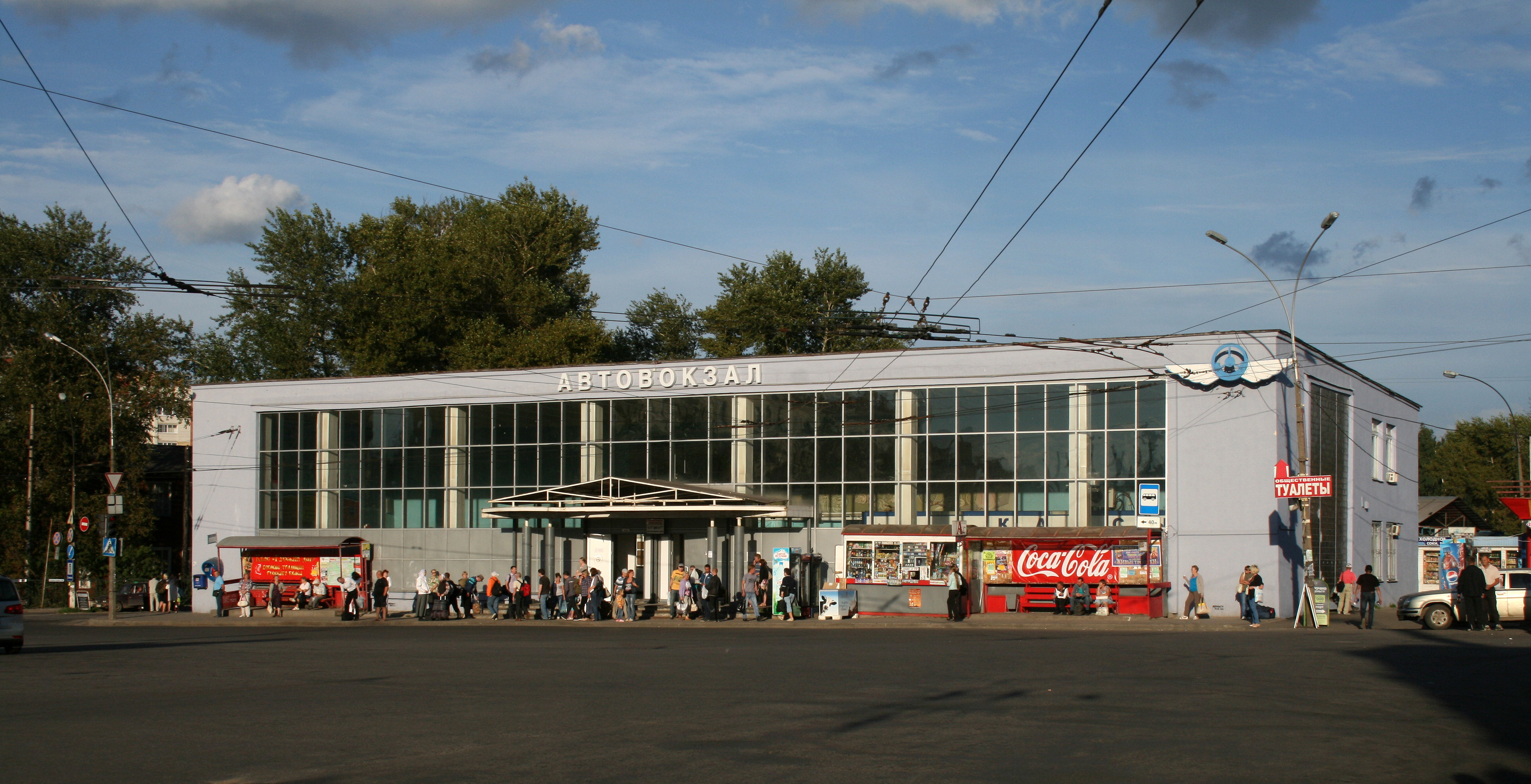
Автовокзал «Вологда»

Городской транспорт Вологды представлен системой автобусных и троллейбусных маршрутов. Оплата проезда осуществляется кондуктору или водителю. Стоимость проезда составляет 38 рублей наличными и 35 рублей по банковской карте в автобусах и троллейбусах. Проезд в автобусах «ПАТП-1» и троллейбусах можно оплачивать специализированными электронными картами с фиксированным количеством поездок (15 или 30), а также с пополняемым балансом. Карты с пополняемым балансом дают право на бесплатную пересадку в течение 30 минут на автобусы «ПАТП-1» или троллейбусы.
Регулярное автобусное сообщение в Вологде открылось в 1929 году, троллейбусное — в 1976 году. С 1 января 2011 в Вологде действует новая система автобусных и троллейбусных маршрутов. По данным на декабрь 2022 года, в городе работает 49 автобусных и 1 троллейбусный маршрут, которые обслуживают 7 транспортных организаций и 10 индивидуальных предпринимателей. Наиболее крупными перевозчиками являются: МУП «ПАТП-1», НП «Перевозчики пассажиров г. Вологда». На линии ежедневно выходит более 100 автобусов, около 10 троллейбусов.
В период с 2000 по 2010 год наблюдается снижение объёма пассажирских перевозок городским транспортом с 1500 поездок до 1000 поездок на тысячу населения за год соответственно. За 2010 год перевезено 86,9 млн пассажиров. Наибольшую по итогам 2010 года составили перевозки частных автопредприятий — 54 % от общего числа перевезённых пассажиров. Доля перевозок автобусами транспортных организаций составила 27 %, троллейбусами — 14 %.
Пригородные и междугородние автобусные маршруты отправляются с автовокзала «Вологда», расположенного рядом с железнодорожным вокзалом.

#### Прочие виды транспорта
Перевозки авиационным и речным транспортом практически не осуществляются, несмотря на наличие соответствующей инфраструктуры.
Аэропорт Вологда находится в 10 км от центра города по трассе М-8 «Холмогоры» (Москва-Архангельск). Пропускная способность — 200 пассажиров в час, однако, регулярное пассажирское сообщение не осуществлялось с 1 июля 2012 г. C 12 августа 2013 года аэропорт Вологда начал обслуживание регулярных рейсов из Санкт-Петербурга на самолётах Ан-24 ОАО «Псковавиа». Обслуживающее аэропорт ОАО «Вологодское авиапредприятие» в 2009 году перевезло 2030 пассажиров при средней загруженности самолётов 24,9 %. Также в Вологодском авиапредприятии эксплуатируются вертолёты Ми-2 и Ми-8 для заказных рейсов.
Судоходство по реке Вологда возможно вниз по течению от слияния с рекой Тошней. В навигацию действует прогулочный маршрут от Соборной горки (или от Детского морского центра «Меридиан» на набережной VI Армии) до Спасо-Прилуцкого монастыря, а также туристические маршруты с речного вокзала. Регулярные рейсы теплоходов с речного вокзала «Вологда» отменены в начале 2000-х годов.

### Жилищно-коммунальное хозяйство
Жилищно-коммунальное хозяйство (ЖКХ) Вологды представлено предприятиями, обеспечивающими работу инженерной инфраструктуры города: обслуживание жилищного фонда, теплоснабжение, водоснабжение, электроснабжение, газоснабжение, а также благоустройство территорий, и утилизация мусора. Финансирование ЖКХ составляет 1/3 всех расходов бюджета города, однако текущие потребности обеспечены только на 50 %. Вследствие дефицита бюджета плановые и предупредительные ремонтные работы заменяются аварийно-восстановительными.

#### Обслуживание жилищного фонда
Содержанием и ремонтом всех многоквартирных домов с 2009 года занимается 41 управляющая компания (37 частных и 4 муниципальных). Выбор управляющей компании предоставляется жильцам дома. Жилой фонд на протяжении многих лет (по данным с 2000 по 2010 годы) имеет высокий износ и тенденции к изменению ситуации не отмечается. По данным на 2008 год, 40 % жилого фонда характеризуется средней степенью износа, 23 % превышает критический уровень. При этом уровень платежей граждан за услуги ЖКХ с 2007 года доведён до 100 %, то есть без дотаций из городского бюджета. В товарищества собственников жилья (ТСЖ), по данным на 2010 год, входят около 16 % жилых домов Вологды.

#### Теплоснабжение
Генерацию и транспортировку тепловой энергии в Вологде осуществляет Вологодская ТЭЦ (36 % от общего объёма вырабатываемой энергии в городе, протяжённость трубопроводов — 19,3 км) и предприятия компании МУП «Вологдагортеплосеть» (26 котельных, протяжённость трубопроводов — 277,4 км). Температурный график отпуска тепла 150—70 °С. Водяная тепловая сеть работает круглогодично, годовая продолжительность работы — 8760 ч. Продолжительность отопительного сезона — 206 суток (с 25 сентября по 28 апреля). Трубопроводы тепловой сети выполнены подземной (около 70 % общей протяжённости) и надземной прокладкой. По данным на 2010 год, более половины сетей имеют износ более 53 %, а 38,5 % трубопроводов полностью изношены. Потери тепла при транспортировке к потребителю превышают нормативные значения.

#### Электроснабжение
Электроснабжение города осуществляется по сетям, принадлежащим АО «Вологдаоблэнерго» и ОАО «Вологдаэнерго», гарантирующим поставщиком электроэнергии является ОАО «Вологодская сбытовая компания» . Электроснабжение, техническое обслуживание и ремонт установок наружного освещения производит АО «Вологдаоблэнерго». Протяжённость освещённых частей улиц, дорог, проездов в Вологде в 2009 году составила 368,5 км, в эксплуатации находятся 9883 светильника.

#### Водоснабжение
Основным источником водоснабжения города является река Вологда. Во время летней и зимней межени уровень воды в реке недостаточен для обеспечения города водой, поэтому в качестве резервного источника используется в основном Кубенское озеро, но также есть возможность водозабора из реки Тошня. Русловой водозабор реки Вологда с плотиной для суточного регулирования уровня воды производительностью 150 тыс. м³/сут. расположен в районе деревни Михальцево. Потребности ряда предприятий в водоснабжении покрывают несколько скважин, расположенных в городе. Общая протяжённость водопроводной сети города составляет более 600 км, в том числе на балансе основного оператора водоснабжения — МУП ЖКХ «Вологдагорводоканал» 578 км. Используемые источники водоснабжения города не соответствуют допустимым нормативам по содержанию в воде органических соединений и железа.
Перед поступлением в магистральные и разводящие сети города вода подаётся на очистные сооружения. Очистные сооружения Вологды производительностью 128 тыс. м³/сут. расположены в районе улицы Клубова, на 1,5 км ниже слияния рек Вологды и Тошни. Износ сооружений по данным на 2010 год — 65 %. В 2010 году запущена станция ультрафиолетового обеззараживания (работает для двух блоков очистных сооружений из трёх). С 2009 года ведётся строительство нового, четвёртого блока очистных сооружений и станции ультрафиолетового обеззараживания воды (для третьего и четвёртого блока).
Водоотведение и очистку стоков обеспечивает городская система канализации, которую эксплуатирует МУП ЖКХ «Вологдагорводоканал». Стоки поступают на единые канализационные очистные сооружения, производительностью 150 тыс. м³/сут. Комплекс по очистке введён в эксплуатацию в 1964 г. Протяжённость городской канализационной сети — 437,06 км. Износ канализационных сетей и сооружений, по данным на 2010 год, составил около 80 %.

#### Газоснабжение
Газоснабжение города осуществляется преимущественно на базе природного газа предприятиями АО «Газпром газораспределение Вологда» и ООО «Газпром межрегионгаз Вологда». Уровень газификации города составляет 94,92 % (данные на 2009 год). Природный газ поступает от магистрального газопровода «Грязовец — Ленинград». Городское газоснабжение осуществляется от двух закольцованных между собой газораспределительных станций: ГРС № 1 — в Вологде и ГРС № 2 — в посёлке Дубровское.

### Здравоохранение и социальное обслуживание
Система здравоохранения Вологды представлена муниципальными медицинскими учреждениями: 2 городские больницы, 5 поликлиник, 2 стоматологические поликлиники, 2 родильных дома, 3 детские поликлиники, 2 детские стоматологические поликлиники. В 2009 году было открыто новое здание для Городской поликлиники № 1 с диагностическим центром и травмпунктом. Число коек в муниципальных учреждениях здравоохранения — 1140 (по данным на 2010 год — около 174 койко-мест на 10 тыс. человек населения). В муниципальном здравоохранении трудится около 4,5 тысяч человек. Укомплектованность отрасли медицинским персоналом (по данным на 2009 год) составляет 53,2 %, в том числе врачами — 51,2 % (узкими специалистами — 45 %). В расчёте на 10 тыс. человек число врачей увеличивается с 2005 года и по данным на 2009 год составляет 26,4 человека (показатель по Российской Федерации — 50,1). Также на территории города находятся 2 областные больницы, областная инфекционная больница, областная офтальмологическая больница, областная детская больница, ведомственная больница СЖД РЖД, центральная больница Вологодского района, 8 диспансеров различной специализации.
Аптечные учреждения представлены 4 муниципальными предприятиями и более 80 частными аптеками. Наиболее крупные аптечные сети: МУП «Вологдафарм-Тандем», аптечный холдинг «Антей», ООО «Фарма-центр».
Смертность в 2009 году составила 13,6 случая на 1 тыс. жителей, рождаемость — 12,8 человека на 1 тыс. жителей. Отмечается снижение показателя младенческой смертности до 5,9 случая на 1000 родившихся в сравнении с аналогичным периодом 2008 года — 9,3 случая на 1000.
Основными учреждениями социального обслуживания населения являются: Муниципальное учреждение (МУ) «Комплексный центр социального обслуживания г. Вологды», МУ «Центр социальной защиты населения города Вологды», МУ «Территориальный Центр социальной помощи семье и детям». Для поддержки социально незащищённых категорий населения с 2009 года действует дисконтная карта «Забота», которая принимается во многих торговых учреждениях города и на транспорте.

## Религия

### Русская православная церковь
- Кафедральный собор в честь Рождества Пресвятой Богородицы[274].
- Храм во имя святого благоверного князя Александра Невского[275].
- Храм во имя святого апостола Андрея Первозванного[276].
- Храм свв. Равноапостольных царей Константина и Елены[277].
- Храм в честь иконы Божией Матери «Всех скорбящих Радость»[278].
- Храм во имя святого праведного Лазаря[279].
- Храм во имя Святителя Николая Чудотворца во Владычной слободе[280].
- Храм во имя святителя Николая Чудотворца на Глинках. Построен в 1676 году[281].
- Храм в честь Покрова Пресвятой Богородицы на Козлёне[282].
- Храм в честь Покрова Божией Матери на Торгу[283].
- Храм во имя Предтечи и Крестителя Господня Иоанна в Рощенье[284].
- Храм во имя Преподобного Сергия Радонежского[285].
- Храм в честь Успения Божией Матери[277].
- Часовня во имя блаженного Николая Рынина[286].
- Часовня в честь Рождества Христова[287].
- Часовня во имя преподобного Серафима Саровского[288].

### Другие конфессии
- Русская православная церковь за рубежом.
- Католический приход Успения Божией Матери (см. также: Церковь Воздвижения Святого Креста (Вологда)).
- Церковь Евангельских христиан — баптистов «ЕММАНУИЛ».
- Вологодская соборная мечеть.
- Церковь Христиан Адвентистов Седьмого Дня (АСД).

## Спорт и отдых

### Спорт

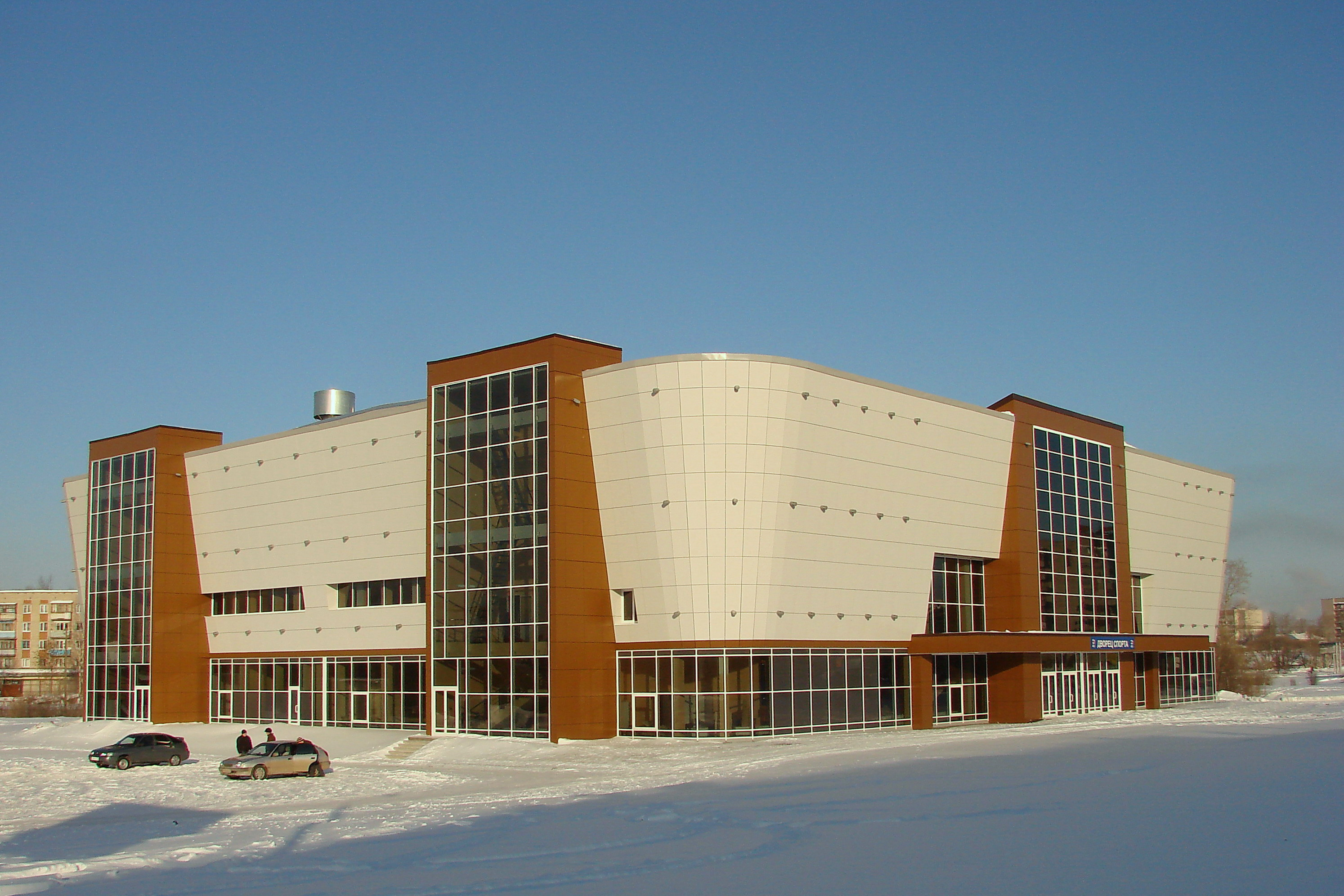
Дворец спорта «Вологда»

В Вологде базируются профессиональные спортивные команды: женская баскетбольная команда «Чеваката» (Суперлига); мужская футбольная команда «Динамо» (Вторая лига Дивизион «Б»). Спортивная инфраструктура представлена стадионами «Динамо» и «Локомотив», спорткомплексом «Витязь», плавательными бассейнами (25 м) «Динамо» (открыт 24 февраля 1968 года) и «Лагуна», спортивно-концертным комплексом «Спектр», Дворцом спорта «Юбилейный», гимнастическим залом спортивной гимнастики «Спорт-Арт», Центром единоборств, а также 87 спортивными сооружениями, 93 спортивными залами и 15 фитнес-клубами. В 2010 году открыт универсальный спортивный комплекс «Вологда», 28 декабря 2012 года состоялось открытие спортивного комплекса с ледовой ареной на улице Пугачёва. В зимнее время работает лыжная трасса «Кирики-Улиты».
Спортивную подготовку проводят 8 городских спортивных школ (4 СДЮСШОР, 4 ДЮСШ) с количеством воспитанников более 4 тыс. человек. Для занятий спортом людей с ограниченными возможностями работает МУ «Физкультурно-спортивный центр города Вологды».
Самые популярные виды спорта в городе — баскетбол, волейбол, футбол, бег на лыжах, спортивная гимнастика, конькобежный спорт, силовые виды спорта и карате. В Вологде проводятся регулярные массовые спортивные мероприятия: Всероссийский день бега, «Кросс наций», «Лыжня России», Всероссийские массовые соревнования по уличному баскетболу «Оранжевый мяч», «Неделя здоровья и спорта», спортивные мероприятия, посвящённые Дню физкультурника. Доля населения, систематически занимающихся физкультурой и спортом, растёт и в 2010 году составила 16,6 % от общего числа жителей города:
|                                       | 2000   | 2008   | 2009   | 2010   | 2012   | 2013   | прогноз на 2015 — 2020 |
| ------------------------------------- | ------ | ------ | ------ | ------ | ------ | ------ | ---------------------- |
| Количество занимающихся спортом, чел. | 19 600 | 26 000 | 42 000 | 50 000 | 60 000 | 70 000 | ≈100 000               |
| Доля от общего числа населения, %     | 6,7    | 8,6    | 14,0   | 16,6   | 20     | 23     | ≈30                    |

### ЖБК «Чеваката»
Клуб основан 21 мая 1995 года под названием «Политехник». В 1996 году команда получила приставку «Чеваката» по имени её создателей Татьяны Карамышевой и Валентины Черепановой. В 1997 году клуб получает своё нынешнее название «Вологда-Чеваката». В 2001 году команда была бронзовым призёром Чемпионата России. Учредителями команды были корпорация «Русьпромсервис», вологодская Торгово-промышленная палата и вологжанка Елена Соколова. В 2004—2008 гг. президентом клуба был некогда мэр Вологды Евгений Шулепов.

### ФК «Вологда»
История футбольного клуба «Вологда» началась в 2010 году, когда команда 1993 года под названием «СДЮСШОР-Инвестстрой» выиграла турнир «Золотое кольцо». В ноябре 2010 команда была переименована в ФК «Вологда» и заявлена в Третий дивизион. В 2012 году клуб выиграл Кубок России среди команд 3 дивизиона и получил путёвку во Второй дивизион. 30 мая 2012 года аттестационная комиссия РФС присвоила команде профессиональный статус. В июне 2014 года стало известно, что ФК «Вологда» не будет участвовать в первенстве 2014/15 годов из-за проблем с финансированием.

### ФК «Динамо-Вологда»
Команда «Динамо» основана 8 марта 1926 года. По завершении сезона 2011/12, из-за проблем с финансированием, команда несколько сезонов выступала на любительском уровне, а позже и вовсе прекратила существование. В 2021 году на базе команды СДЮСШОР создана (возрождена) команда «Динамо-Вологда». Клуб вернулся в профессиональный футбол в сезоне 2022/23. В данный момент выступает во Второй лиге («дивизион Б»), домашние матчи проводит на стадионе «Динамо». Является единственным профессиональным футбольным клубом на территории Вологодской области.

### Отдых
В Вологде находится 9 парков, 6 садов, около 30 скверов, а также 12 бульваров на улицах города. Наиболее крупные парки: Мира, где оборудован единственный городской пляж, Ветеранов и парк Победы. В летнее время вологжане выезжают на отдых к пригородным водоёмам — на реки Тошню и Комёлу, а также на Кубенское озеро. В зимнее время работают лыжные трассы в урочище Кирики-Улита, а также горнолыжные спуски в окрестностях города — Еремеево, Стризнево и около города Кириллова.

## Международная деятельность
Город Вологда является одним из учредителей евразийского регионального отделения всемирной организации «Объединённые города и местные власти» (Евро-азиатское региональное отделение ОГМВ). Созданная в 2004 году при поддержке ООН Всемирная организация «Объединённые города и местные власти» (ВО ОГМВ) объединяет более 1000 городов и ассоциаций мира из 136 стран. Евразийское региональное отделение включает в себя 109 городов и ассоциаций местных властей стран СНГ и Монголии.
В 2010 году Вологда вошла в Ганзейский союз Нового времени. Условием вхождения в состав этой организации является подтверждённая архивами причастность к средневековому Ганзейскому союзу: ганзейским купцам было разрешено торговать в Вологде в 1603 году, после чего они начали устраивать в городе подворья. С принятием в 1667 году Нового торгового устава торговля иностранных купцов во внутренних городах России была запрещена. В 2018 году в Вологде прошли Русские ганзейские дни. В 2013 году они прошли во Пскове.

## Города-побратимы
- Воркута (Россия)
- Гродно (Беларусь)[307]
- Зволле (Нидерланды)
- Коувола (Финляндия)[307]
- Лондондерри (Нью-Гэмпшир, США)
- Мишкольц (Венгрия)

Города-партнёры:
- Страсбург (Франция)[307]
- Эланкур[фр.] (Франция)[307]
- Бургас (Болгария)[307]

### Фотографии
- Архитектура старой Вологды. Архивировано из оригинала 4 марта 2016 года.
- История, памятники архитектуры, фотографии Вологды. Архивировано из оригинала 8 сентября 2006 года.
- Фотографии Вологды ▪ Архитектура Русского Севера ▪ Фотоархив Уильяма Брамфилда
- Город Вологда — фотографии его достопримечательностей, улиц, церквей и соборов. Архивировано из оригинала 7 марта 2009 года.
- Вологда с высоты птичьего полёта
- Интерактивная аэропанорама Вологды и её окрестностей
- Вологда в гравюрах, открытках, фотографиях
- Фотографии старой Вологды
- Прогулка по Вологде

### Дополнительная информация
- Неофициальный сайт города «Моя Вологда»
- Вологда в Народной энциклопедий городов и регионов России
- ГИС, интерактивная карта Вологды
- Память Вологды. Краеведческий ресурс
- Живая Вологда: Вологда и Вологодский край в воспоминаниях
- Список памятников культурного наследия Вологды в Викигиде